# Lionel Messi
Pour les articles homonymes, voir Messi.
Lionel Messi, parfois surnommé Leo Messi, né le 24 juin 1987 à Rosario en Argentine, est un footballeur international argentin jouant au poste d'attaquant à l’Inter Miami CF en MLS. 
Il est considéré comme l'un des plus grands footballeurs de l'histoire,,. L'IFFHS l'a élu meilleur meneur de jeu et meilleur joueur de la décennie 2011-2020,. Les 46 trophées officiels collectifs qu'il a remportés au cours de sa carrière font de lui le  deuxième footballeur le plus titré de tous les temps après Lee Casciaro. Son palmarès comprend notamment quatre Ligues des champions, trois Coupes du monde des clubs de la FIFA, trois supercoupes de l'UEFA et dix championnats d'Espagne, ainsi qu'à deux reprises le championnat de France. Avec la sélection argentine, Messi remporte la médaille d'or aux Jeux olympiques de 2008, la Copa América à deux reprises en 2021 et en 2024, la Finalissima et la Coupe du monde en 2022.
En un peu plus de 20 ans de carrière, il est inclus dans la liste des footballeurs avec au moins 1 000 matchs apparitions en carrière. Avec plus de 850 buts inscrits et plus de 370 passes décisives délivrées, il est un des meilleur buteurs de l'histoire du football et le deuxième passeur de l'histoire du football,. Il détient à la fois le record mondial du nombre de buts inscrits sur une saison et sur une année et est le joueur qui détient les records de buts et de passes décisives en finales de compétition officielles. Il est le meilleur dribbleur de la dernière décennie devant Eden Hazard et Franck Ribery et il fait partie des meilleurs dribbleurs de l'histoire du football. Il est également le meilleur buteur et meilleur passeur de l'histoire dans les 5 grands championnats européens avec 496 buts. 
Messi commence le football dans sa ville natale de Rosario en Argentine. Dès son plus jeune âge, il a montré un talent exceptionnel pour le football. Il a commencé à jouer dès l'âge de cinq ans dans le club local de sa ville natale. Atteint d'un problème de croissance qui nécessite un traitement hormonal, il rejoint à treize ans le FC Barcelone, en Espagne, dont il devient un joueur emblématique. Il y remporte un succès exceptionnel pendant ses dix-sept saisons en équipe première, avant de poursuivre sa carrière au Paris Saint-Germain puis à l’Inter Miami.
Il est trois fois nommé dans le classement des personnalités les plus influentes de la planète par le magazine Time et est le premier footballeur à faire la Une du magazine américain. Ambassadeur de l'UNICEF, il a créé une fondation d'aide à l'enfance à l'âge de 20 ans.  Selon le magazine Forbes, il est entré dans le club très fermé des sportifs milliardaires.

## Biographie

### Naissance, jeunesse et formation

#### Premières prouesses sportives à Rosario (1987-1994)

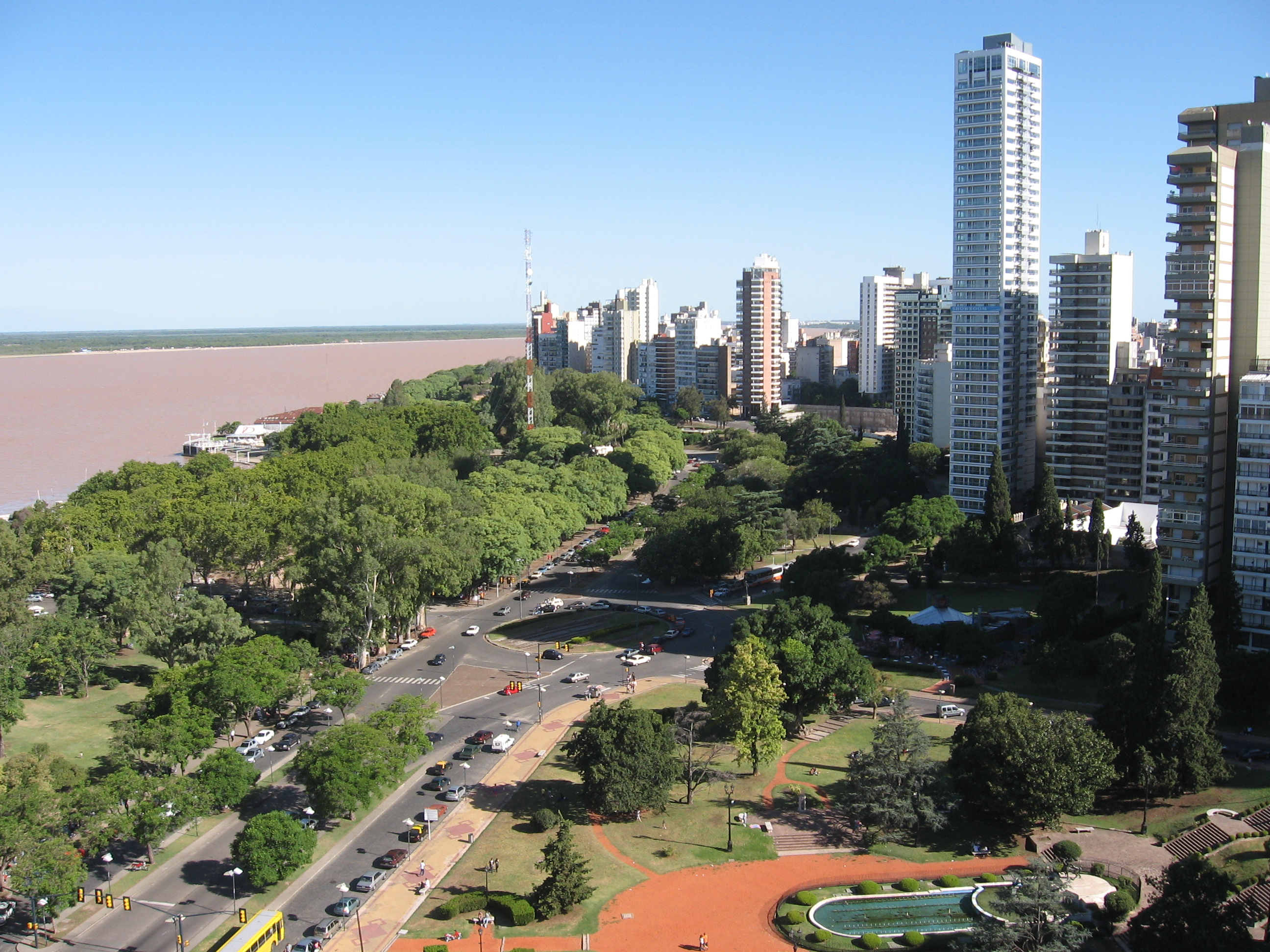
Rosario, ville natale de Lionel Messi.

Lionel Andrés Messi Cuccitini voit le jour le 24 juin 1987 à Rosario, une cité ouvrière au nord-est de l'Argentine. Troisième enfant de Jorge Horacio Messi, ouvrier d'une usine de fabrication, et de Célia Maria Cuccitini, femme de ménage à mi-temps, il a deux frères aînés, Rodrigo et Matias, et une petite sœur, María Sol,. Sa famille a des origines catalanes et italiennes : Ramon Pérez Llobera, un de ses ancêtres, vient d'El Poal, une commune de la province de Lérida en Catalogne, tandis qu'Angelo Messi, un de ses arrière-grands-pères, a vécu dans la ville d'Ancône en Italie, d'où il émigre pour l'Argentine au XIXe siècle,. Il possède de ce fait en théorie la nationalité italienne, la ville de Recanati communiquant en 2019 sur son inscription sur ses listes électorales. Son parrain Claudio Biancucchi est le père de trois footballeurs professionnels : Maxi, Emmanuel (en) et Bruno Biancucchi. Bojan Krkić, son coéquipier au FC Barcelone de 2007 à 2011, est aussi un cousin à la quatrième génération.
À sa naissance, sa famille réside à Las Heras, une banlieue pauvre située dans la province de Santa Fe, au sud de Rosario, dans une maisonnette en bordure d’une route étroite. C'est un enfant particulièrement timide et peu bavard, au point que son institutrice d’école primaire conseille à ses parents d'aller voir un pédopsychiatre pour y remédier,.
Introverti et peu intéressé par ses études, Messi se « transforme », selon les dires de son père, quand il joue au football. « Dès qu'il jouait sur un terrain ou dans la rue, il n'était plus le même. À la maison, il ne parlait pas mais ballon au pied, on aurait dit qu'il chantait. » Son père est entraîneur et ses deux frères aînés jouent au Grandoli FC, un club du quartier. En 1991, un entraîneur du club, Salvador Aparicio, lui propose de rejoindre une partie entre deux équipes de joueurs de cinq ans, bien qu'il ait un an de moins. Sa mère décline, arguant qu'il est trop petit et risque de se faire mal avec les plus grands, mais sa grand-mère l'incite à y aller. Aparicio raconte : « Le premier ballon lui est passé à côté, sur sa droite, sans qu’il réagisse. Mais le second a atterri directement sur sa bonne jambe, la gauche. Là, après un contrôle, il est parti en dribblant un joueur, puis deux, trois… Moi, j’avais peur que les autres lui fassent mal. Alors je criais : tire, tire, tire ! Mais lui, il continuait sans s’arrêter. Je n’avais jamais vu ça. Je me suis dit : celui-là, je ne le sors plus de l’équipe. Et je ne l’ai plus jamais sorti,. »
Célia, sa grand-mère, l'encourage fortement et l’emmène aux entraînements. Plus tard, Messi décrit une relation fusionnelle : « Elle me manque tellement. J’aurais tellement voulu qu’elle voie ce que je suis devenu. C’est pour cette raison que je lui dédie mes buts, parce que j’aime me dire qu’elle me voit de là où elle est ». Messi joue trois années au Grandoli FC, où son talent peu commun devient notoire, ainsi qu'une petite poignée de matchs avec Central Córdoba, un autre club de la ville.

#### Problème de santé et contradiction autour de son arrivée auBarça(1994-2000)
Messi est détecté par Newell's Old Boys, un des deux grands clubs de Rosario, qu'il rejoint en 1994. Il s'y lie d'amitié avec le jeune Lucas Scaglia, qui deviendra également footballeur professionnel. La cousine de ce dernier, Antonella Roccuzzo, deviendra sa compagne,.
À la mi-temps des matchs de l’équipe première, lorsqu'il est ramasseur de balles, Messi se fait remarquer en réalisant des séries de jongles interminables sans que la balle ne touche terre. Le public scande « Maradoo, Maradoo », en référence à Diego Maradona, l'idole nationale, qui joue également à Newell's entre 1993 et 1995. Le petit Messi y est également surnommé « El Enano » en français : « Le nain », du fait de sa petite taille. À 10 ans, Lionel ne mesure en effet que 1,11 mètre. Sur le terrain pourtant, il poursuit sa progression. Il est même considéré comme le meilleur joueur de « La Maquina 87 », la sélection de jeunes des Newell’s Old Boys qui remporte quatre championnats en six ans.
En décembre 1996, le docteur Diego Schwartzstein, endocrinologue réputé à Rosario, auprès de qui les responsables de Newell’s Old Boys ont organisé une visite collective, décèle une anomalie. Le 31 janvier 1997, il convoque Lionel Messi et ses parents pour leur apprendre qu'il souffre d’un déficit partiel d'hormones de croissance. Il nécessite l’injection intramusculaire d’hormones synthétiques, un traitement coûteux sans lequel il ne dépassera pas 1,50 mètre à l’âge adulte d'après le médecin.
Messi commence son traitement. Ses premières années sont financées par la fondation Acindar, mais la crise économique argentine y met un terme. Le traitement, qui consiste à injecter 75 microgrammes de Lévothyroxine (ou de la Norditropine selon d'autres sources) pendant trente mois encore, coûte 1 000 dollars par mois, une somme très importante pour la famille du jeune joueur. Plusieurs clubs en Argentine, dont River Plate, sont intéressés par le joueur, mais se montrent réticents à prendre en charge financièrement le traitement.
Un agent de footballeurs de Rosario convainc les parents Messi de démarcher de grands clubs espagnols ou italiens, qui seraient prêts à financer le traitement. Josep Maria Minguella, son contact en Espagne, est séduit par une vidéo le montrant dans son jardin, jonglant avec une orange qu’il fait rebondir plus de cent fois sur son genou, exploit qui rappelle ceux de Maradona en son temps. Minguella, bien connu au FC Barcelone pour avoir fait venir en son temps Diego Maradona et d'autres joueurs de la Dream Team de Johan Cruyff, obtient un rendez-vous auprès du club catalan, qui se montre intéressé.
Cette version est remise en cause par d'autres sources, qui affirment que le traitement à base d’hormones de croissance a toujours été remboursé par la sécurité sociale, la mutuelle et des aides financières en Argentine. Lionel Messi ne serait pas parti à Barcelone pour des raisons de santé, mais simplement par intérêt sportif. Le père du joueur, Jorge Messi, et leur agent de l'époque, Rodolfo Schinocca, auraient inventé cette histoire. Fabian Soldini, un intermédiaire, affirme que « Le père ne veut pas reconnaître la vraie histoire. Et il veut t’obliger à raconter sa version. Cette version est confirmée par l'agent Nestor Rozin et le Docteur Schwartzstein, selon lequel il a reçu la grande majorité de son traitement en Argentine ».

#### Affirmation avec les équipes de jeunes et les réserves (2000-2004)

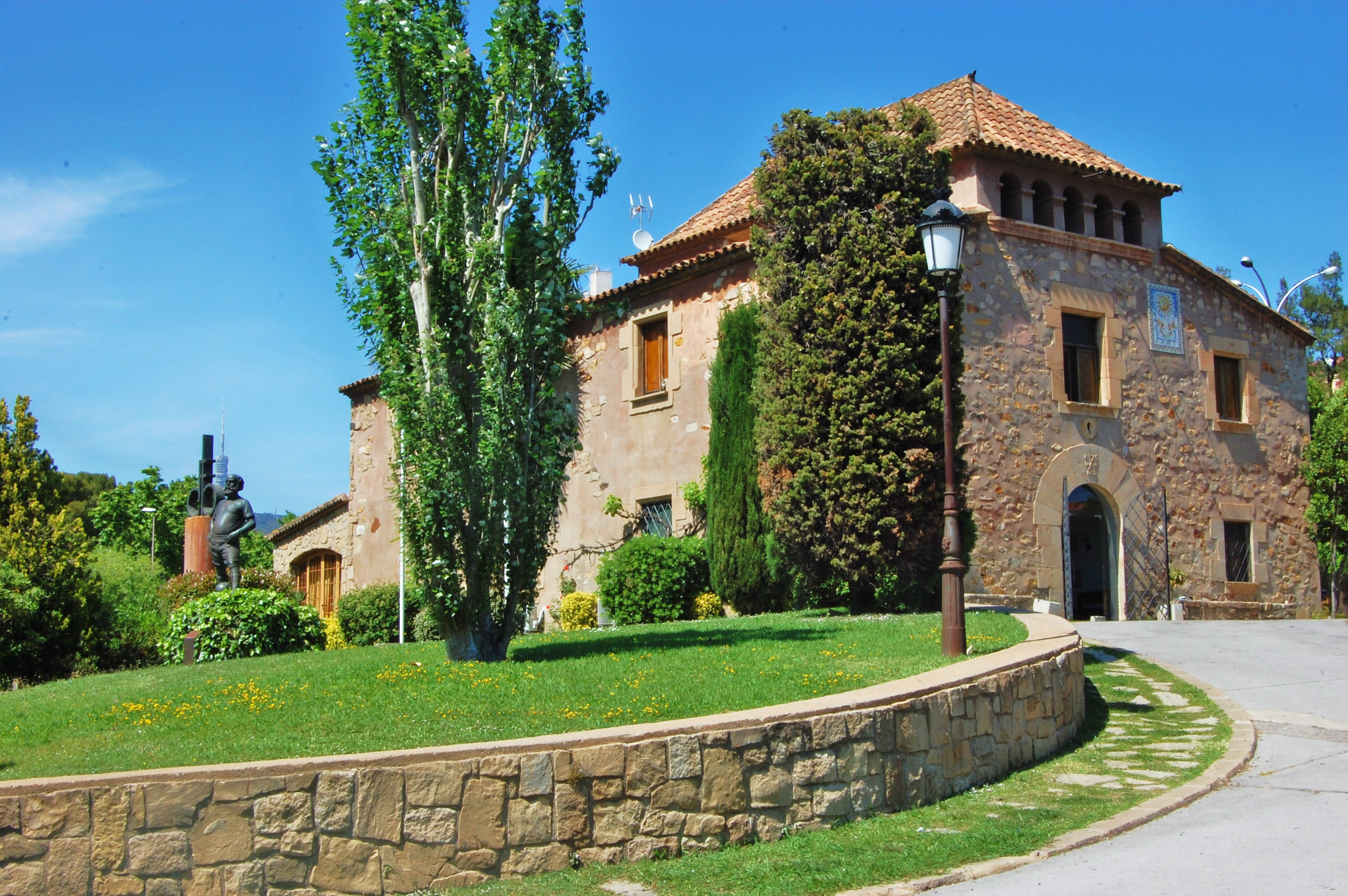
Messi intègre la Masia à l'âge de 13 ans.

Le 17 septembre 2000, âgé de treize ans, Lionel Messi atterrit à l'aéroport Josep Tarradellas de Barcelone avec son père. Il se rend en Espagne pour réaliser un test au FC Barcelone, sans en référer à Newell’s. Il est toujours lié contractuellement à Newell’s. Du fait de la législation en vigueur en Argentine, Jorge Messi ne pouvait pas faire quitter Lionel Messi du club autrement qu’avec la patria potestad, un droit qu’exercent le père et la mère pour amener leur enfant où ils veulent s’ils déménagent. Depuis plusieurs mois, la famille Messi, leurs agents et le Barça négocient.
Si le talent du joueur convainc, la signature de son premier contrat à Barcelone prend beaucoup de temps, parce que le club est plongé dans une crise interne et des dirigeants s'opposent à faire signer un enfant de treize ans,. Le père de Lionel Messi s’impatiente, d'autant que le statut du joueur est destiné à changer passé ses quatorze ans. Jorge Messi, Josep Maria Minguella, Carles Rexach, le patron technique du Barça, et Horacio Gaggioli, qui représente la famille Messi, se réunissent au bar du Tennis Club Pompeya pour un ultime rendez-vous après trois mois de tests. Rexach accepte de faire prendre en charge le traitement par le club et fait signer au père de Messi un contrat symbolique sur une serviette en papier : « Le 14 décembre 2000 à Barcelone, en présence de monsieur Minguella, Horacio et Carles Rexach, secrétaire technique du club. Ce dernier s’engage sous sa responsabilité et malgré certaines opinions divergentes à recruter le joueur Lionel Messi si tant est qu’un accord financier soit trouvé ». Le document est signé et suivi d'effet malgré sa validité juridique incertaine,.
La famille Messi se rend ensuite auprès de Juan Lacueva, le responsable exécutif de football du Barça, pour faire appliquer le document signé. Lacueva obtient que les dirigeants valident la signature, payant au début de sa poche le traitement à base d’hormones de croissance de Messi. En attendant, Minguella propose un contrat à la famille Messi : une maison et 4 000 dollars par mois. Finalement, le 6 mars 2001, après plusieurs mois de négociations, Messi devient officiellement un joueur du Barça. Les frais médicaux et la formation du joueur sont pris en charge par le club Blaugrana, ainsi que l'installation de la famille en Catalogne. Jorge obtient un emploi fictif pour que le club puisse verser de l’argent à la famille.
Messi entre à la Masia, le centre de formation du Barça. Il débute avec l'Infantil B, entraîné par Xavier Llorens qui le surnomme le « petit Maradona ». Le 7 mars 2001, Messi joue son premier match sous le maillot du Barça sur la pelouse d'Amposta où il marque un but. Le 14 mars, lors de son deuxième match, il se fracture le péroné et reste indisponible durant trois mois. Puis c'est un litige avec les Newell's Old Boys qui l'éloigne des terrains. Pendant six mois, Messi ne peut pas participer à de nouveaux matchs et c’est finalement une commission administrative de la FIFA qui entérine le transfert le 17 février 2002, ce qui lui permet d'obtenir une licence de la fédération espagnole,. Les soucis administratifs et médicaux envolés, Messi poursuit sa formation et son contrat de jeune joueur est régulièrement prolongé par le club.
Après avoir inscrit 21 buts en 14 matchs avec l'Infantil A dirigé par Albert Benaiges, il rejoint l'équipe B des cadets, aux côtés de Cesc Fàbregas et Gerard Piqué avec qui il se lie d'amitié. Son entraineur est Tito Vilanova, qui deviendra par la suite son entraîneur en équipe première. Un rapport interne indique qu’il est « le joueur le moins investi dans les séances d’entraînement. Il fait correctement ce qui lui est demandé, mais toujours à l’ombre de ses partenaires, et sans montrer la moindre initiative personnelle. » Mais il réalise des merveilles en match et impressionne ses coéquipiers comme ses adversaires. Au cours de la saison 2002-2003, il est le leader technique de la « Generación 87 » qui compte de nombreux joueurs destinés à passer professionnels comme Cesc Fàbregas, Gerard Piqué, Víctor Vázquez, Toni Calvo, Víctor Sánchez, Marc Valiente et Franck Songo'o. Avec l'équipe A des cadets entraînée par Alex Garcia, il inscrit 37 buts en 30 matchs.
La saison suivante, Messi apparaît successivement dans cinq catégories : il commence avec la Juvenil B pour laquelle il inscrit 4 buts en 7 matchs puis rejoint la Juvenil A pour laquelle il inscrit 31 buts en 14 apparitions. Le 16 novembre 2003, à 16 ans et 145 jours, il est invité à participer à un match amical de l'équipe première face au FC Porto, pour l'inauguration du Stade du Dragon. Le 29 novembre 2003, il fait ses débuts officiels senior avec le FC Barcelone C, la deuxième équipe réserve du Barça, contre le CE Europa en Tercera División, championnat de quatrième division du football espagnol. Le 4 janvier 2004, sur la pelouse de Gramenet, Lionel Messi inscrit son premier coup du chapeau et reçoit une ovation appuyée de la part des supporteurs adverses. Il inscrit un nouveau but décisif le 17 janvier contre Palafrugell, défait deux buts à un, puis un autre le 8 février face à Badalona après un raid solitaire. Le 6 mars 2004, Messi est surclassé dans la première équipe réserve du FC Barcelone avec laquelle il joue face à Mataró en Segunda División B. Il finit la saison en beauté avec huit buts en six matchs en Coupe d'Espagne des moins de 18 ans, dont un quadruplé face à Séville le 23 mai,,. Messi inscrit six buts en 17 matchs avec l'équipe B lors de la saison 2004-2005, exercice qui marque ses débuts en équipe professionnelle.

### Carrière professionnelle

#### Éclosion précoce à Barcelone (2004-2008)

##### Débuts professionnels (2004-2006)

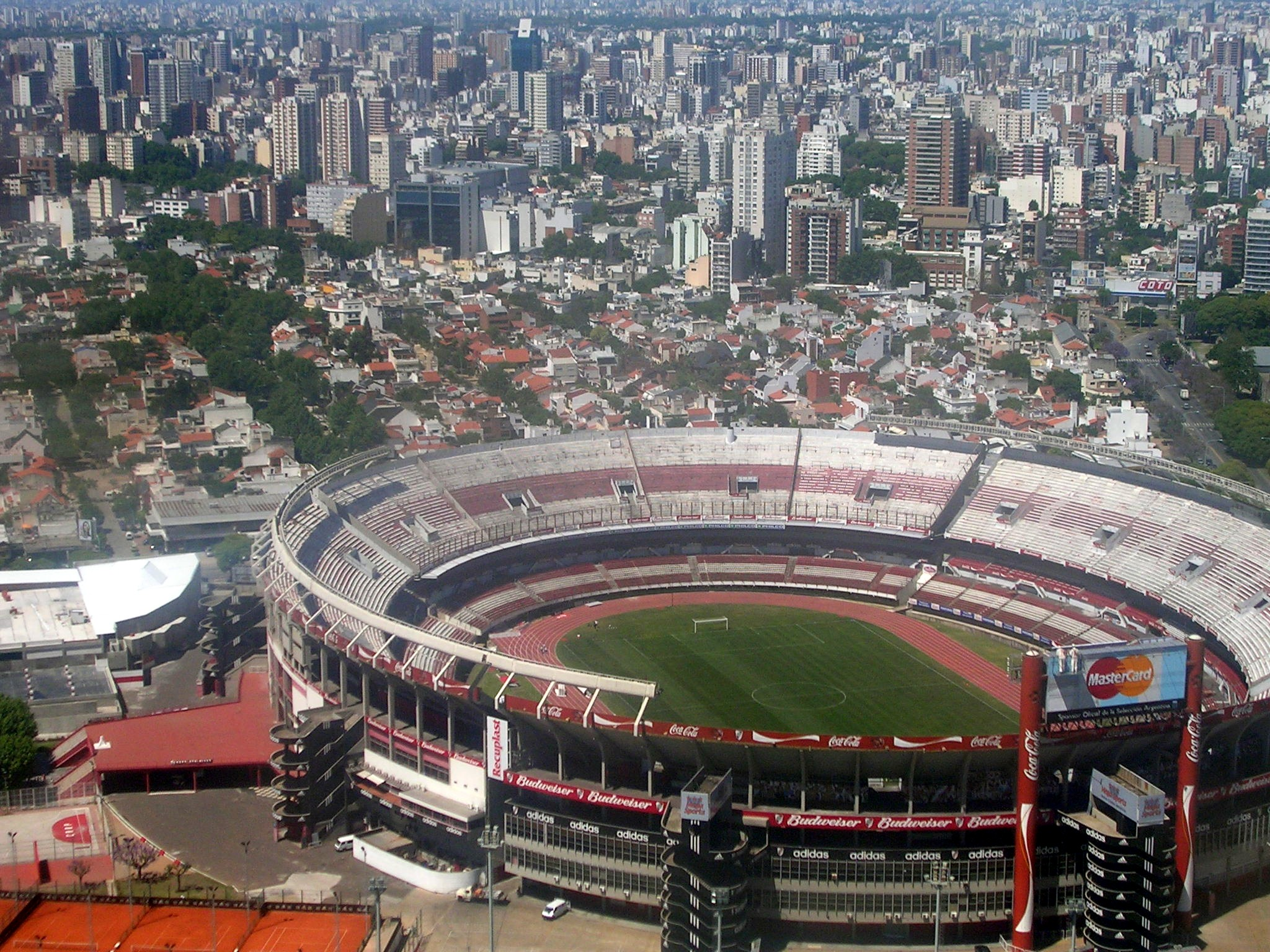
Messi joue son premier match avec l’Argentine au Stade Monumental de Buenos Aires en 2004.

Le 4 février 2004, Messi signe son premier contrat professionnel avec le Barça. Courant jusqu'au 30 juin 2010, il est assorti d'une clause libératoire de 30 millions d'euros. Des délégués de la Fédération espagnole lui proposent de représenter son pays d'adoption dans la catégorie junior, mais il décline cette proposition dans l'espoir d'intégrer l'équipe nationale argentine. C'est chose faite au début de l'été : le 30 juin, il fait ses débuts en sélection argentine des moins de vingt ans lors d'un match amical contre le Paraguay au cours duquel il inscrit un premier but. Le 3 juillet, il enchaîne avec un doublé contre l'Uruguay.
Il participe ensuite à la pré-saison avec l'équipe première barcelonaise entraînée par le Néerlandais Frank Rijkaard. Il choisit le maillot no 30, résultant de l'addition de ceux de deux coéquipiers qui venaient le chercher les matins pour aller à l’entraînement : le 10 de Ronaldinho et le 20 de Deco. Il marque le 20 juillet à Palamos son premier but en match amical. Il fait ses débuts en championnat d'Espagne (la Liga) le 16 octobre, lors du derby barcelonais face à l'Espanyol Barcelone, remporté un à zéro, et prend part à plusieurs autres matchs, dont une première apparition en Ligue des champions le 7 décembre face aux Ukrainiens du Chakhtar Donetsk. Titulaire avec l'équipe réserve (6 buts en 22 matchs), Messi profite des absences de ses coéquipiers pour briguer une place avec l’équipe fanion. Il inscrit son premier but en championnat le 1er mai 2005 contre Albacete Balompié, d'un ballon piqué à la suite d'une combinaison avec Ronaldinho, devenant à 17 ans et 310 jours le plus jeune buteur de l'histoire du club,. Le Barça remporte en fin de saison le championnat devant le Real Madrid, son grand rival.

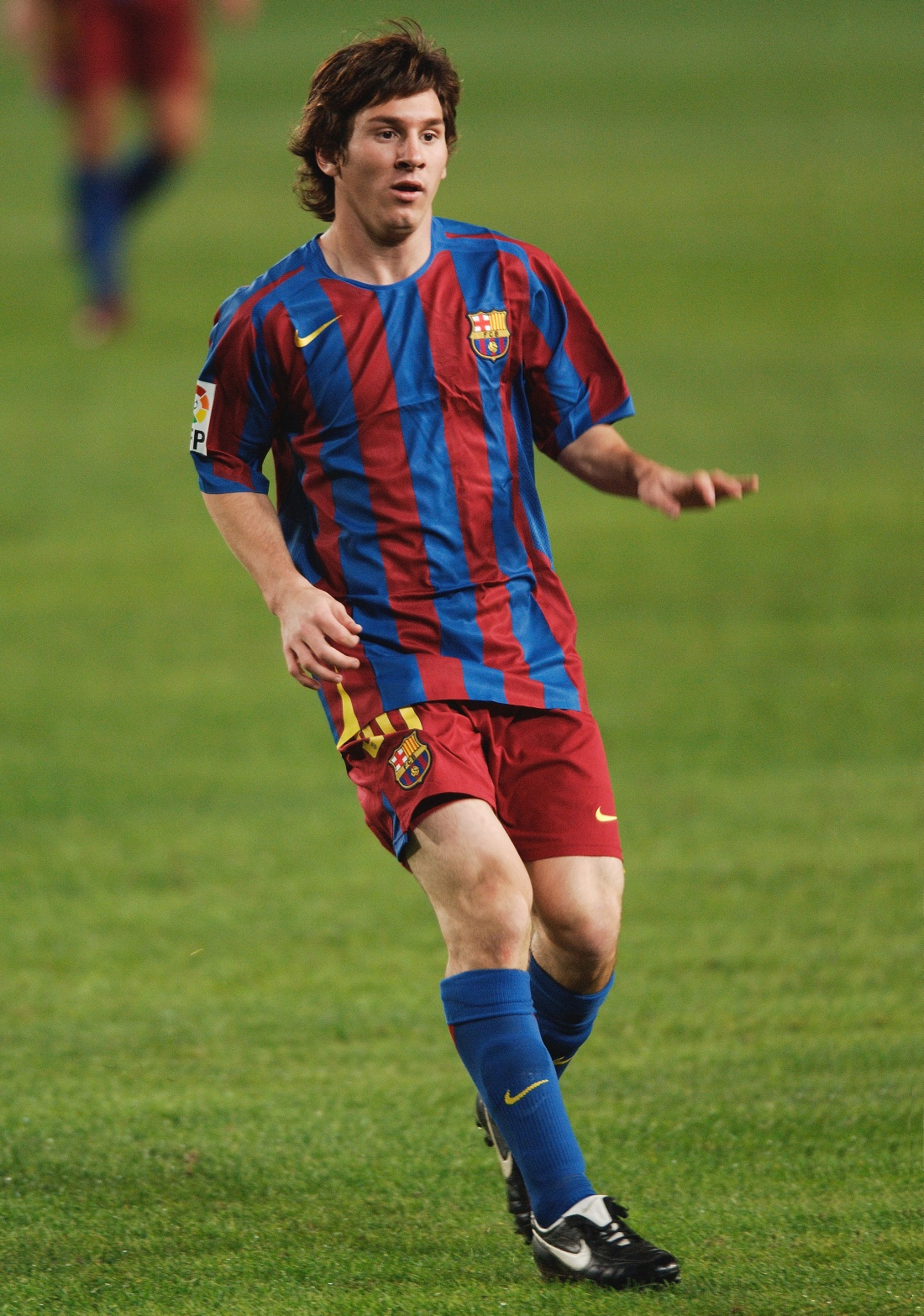
Messi avec le Barça contre Málaga en 2005.

Il est sélectionné avec l'Argentine pour la Coupe du monde des moins de 20 ans qui a lieu aux Pays-Bas mais n'est que remplaçant lors du match d'ouverture. Sans lui, l'Albiceleste s'incline face aux États-Unis. Titulaire ensuite, il participe aux victoires successives de son équipe face à l'Égypte, l'Allemagne, la Colombie, l'Espagne, le Brésil et enfin le Nigeria en finale, au cours de laquelle il marque deux fois. La sélection argentine décroche son cinquième titre mondial des moins de 20 ans. Messi, meilleur buteur de la compétition avec six buts, est désigné meilleur joueur du tournoi.
Séduit par ses prestations, le sélectionneur des A José Pékerman, le convoque pour un match amical contre la Hongrie le 17 août 2005. Rentré à la 63e minute de jeu, à tout juste 18 ans, Messi est coupable d'un geste d'humeur à l'encontre du défenseur Vilmos Vanczák, qui lui accroche le maillot avec insistance. Après 47 secondes de jeu, il est expulsé par l'arbitre de la rencontre, Markus Merk, malgré les protestations de ses coéquipiers. Ce carton rouge est le deuxième, et en 2019 encore le dernier, récolté par Messi dans sa carrière, avec celui écopé le 27 février 2005 à Tafalla avec le FC Barcelone B. En dépit de ses débuts manqués, il est appelé de nouveau pour le match de qualification à la Coupe du monde 2006 contre le Paraguay en septembre.
Messi attaque la saison 2005-2006 avec le statut de grand espoir au Barça. Malade pour la Supercoupe d'Espagne, il se met par contre en évidence face à la Juventus Turin lors du traditionnel trophée Joan Gamper,. Du fait d'un nombre trop élevé de joueurs extra-communautaires dans l'effectif du club, il doit cependant attendre le 26 septembre et sa naturalisation espagnole pour participer aux rencontres de la Liga. Au même moment, son contrat est prolongé jusqu'au 30 juin 2014, avec une clause libératoire portée à 150 millions d'euros.

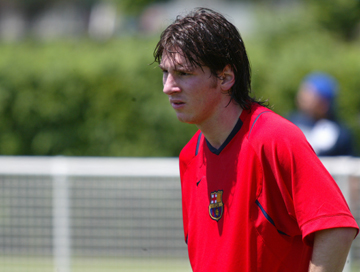
Messi à l'entraînement en 2006 avec le Barça.

Habitué à jouer dans l'axe ou sur le côté gauche pendant sa formation, Messi est utilisé comme ailier droite par Rijkaard, contre la volonté du joueur, pour lui permettre de rentrer au centre du terrain et de tirer facilement avec son pied gauche. En concurrence avec le Français Ludovic Giuly, Lionel Messi se voit offrir un temps de jeu de plus en plus important. Le 2 novembre, il est l'auteur d'un premier but et d'une première passe décisive en Ligue des champions contre le Panathinaïkos, battu 5-0 au Camp Nou. Le 19 novembre, il offre une passe décisive à Samuel Eto'o pour l'ouverture du score sur le terrain du Real Madrid, battu 3-0. Le 27 novembre, il marque un nouveau but contre le Racing de Santander, à la suite de quoi un journaliste argentin lui donne le surnom de « La Pulga » en français : « la puce », en référence à sa taille et la vivacité de ses dribbles, ses deux grands frères Rodrigo et Matias le surnommant déjà « La Pulguita » en français : « la petite puce ». Ses performances lui valent d'être élu joueur argentin de l'année 2005 et meilleur joueur d'Europe des moins de 21 ans par le journal italien Tuttosport, devant Cristiano Ronaldo, Wayne Rooney et Lukas Podolski.
Le 22 février 2006, lors du huitième de finale de la Ligue des champions sur le terrain de Chelsea, il est titularisé aux côtés d'Eto'o et Ronaldinho. Encore peu connu du grand public, il provoque l'expulsion précoce du défenseur espagnol Asier Del Horno et impressionne. Le 1er mars, il marque son premier but et offre sa première passe décisive avec l'équipe d'Argentine face à la Croatie lors d'un match amical en Suisse. Le 7 mars, il est victime d'une blessure lors du match retour contre Chelsea, qui met un terme prématuré à sa saison en club. Le Barça remporte le championnat d'Espagne puis la Ligue des champions contre les Anglais d'Arsenal au Stade de France à Saint-Denis. En convalescence, Messi fait partie des 22 joueurs sélectionnés, mais ne joue pas cette finale. C'est la deuxième Ligue des champions remportée par le Barça après celle de 1992.
Messi est sélectionné pour sa première Coupe du monde, mais l'entraîneur argentin José Pékerman n'en fait pas un titulaire, lui préférant Javier Saviola. Il rentre en jeu lors de deux matchs de poule et marque contre la Serbie-Monténégro (6-0), devenant à 18 ans et 357 jours le sixième buteur le plus jeune de l'histoire de la compétition. Il donne aussi une passe décisive à Hernan Crespo. L'Argentine est cependant éliminée en quart de finale par l'Allemagne, pays organisateur de la compétition, aux tirs au but. Messi assiste depuis le banc à l'élimination de son équipe,.

##### Affirmation de«La Pulga»(2006-2008)
Champion d'Espagne et d'Europe en titre, Barcelone renouvelle peu son effectif. Messi devient cependant titulaire au début de la saison 2006-2007 au détriment de Giuly, auprès de Ronaldinho et Samuel Eto'o. Il remporte en août sa première Supercoupe d'Espagne face à l'Espanyol Barcelone. Le 12 novembre, Messi est victime d'une fracture du métatarse et fond en larmes sur le brancard lors d'un match de Liga contre Saragosse. Indisponible pendant trois mois, il manque notamment la Coupe du monde des clubs, que le Barça perd face à l'Internacional de Porto Alegre.

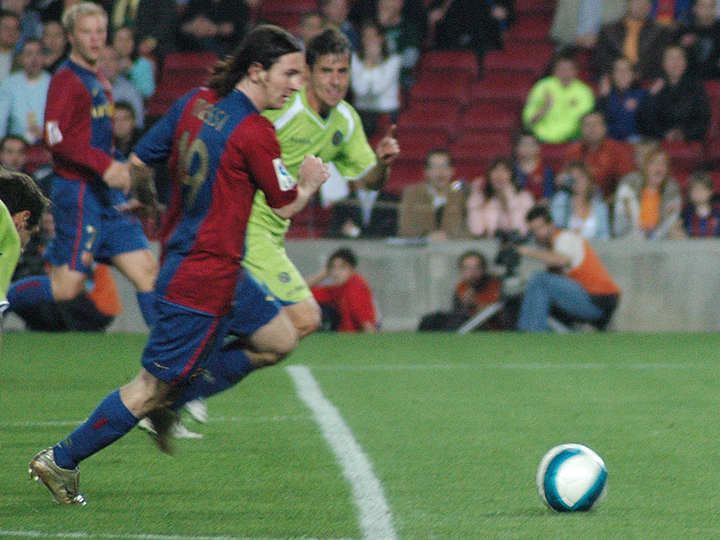
Messi marque en éliminant cinq joueurs contre Getafe en Coupe du Roi.

Il retrouve les terrains le 11 février 2007 face au Racing Santander en Liga. Le 7 mars, en huitième de finale de la Ligue des champions face aux Anglais de Liverpool, il ne peut empêcher l'élimination prématurée des Catalans. Trois jours plus tard face au Real Madrid, Messi inscrit un coup du chapeau qui permet au Barça, à dix contre onze, d'obtenir un match nul inespéré (3-3). Il est le premier joueur depuis Iván Zamorano en 1995 à inscrire trois buts lors d'un Clásico. Le 18 avril, lors de la demi-finale aller de la Coupe d'Espagne face à Getafe, il marque un but d'anthologie qui rappelle celui de Diego Maradona lors du quart de finale de la Coupe du monde de 1986 contre l'Angleterre : il parcourt la même distance, 62 mètres, élimine le même nombre de joueurs (six, dont le gardien) et marque dans une position similaire à celle de la Pelusa 21 ans auparavant. La comparaison entre Maradona et Messi prend de l'ampleur dans les médias quand le 9 juin, il marque un but de la main contre l'Espanyol Barcelone, comme Maradona en 1986. Malgré les onze buts inscrits par Messi lors des treize derniers matchs de championnat, le Barça perd le titre de champion d'Espagne, à la différence de buts, face au Real Madrid, et est éliminé en demi-finale de la Coupe du Roi. Messi a inscrit pendant la saison 17 buts en 36 apparitions.

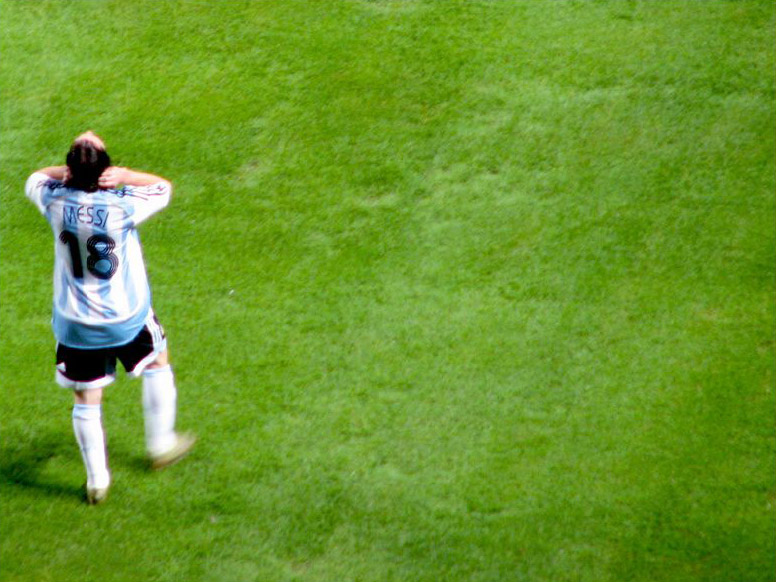
Messi lors de la Copa América 2007 au Venezuela.

En équipe nationale, le nouveau sélectionneur Alfio Basile, préféré à Diego Maradona et Carlos Bilardo, continue de lui faire confiance en vue de la Copa América 2007. En match amical face à l'Algérie, il inscrit son premier doublé (4-3). Si les Argentins montrent un visage offensif séduisant, leur défense poreuse et leur gardien défaillant inquiètent trois semaines avant la compétition. Messi est titulaire pendant le tournoi sud-américain, ainsi que l'emblématique capitaine Javier Zanetti, écarté lors de la dernière Coupe du monde, et les vedettes Juan Román Riquelme, Hernán Crespo et Carlos Tévez. L'Argentine bat facilement chacun de ses adversaires en poule, les États-Unis, la Colombie et le Paraguay, puis le Pérou en quart de finale (4-0, dont un but de Messi) et le Mexique en demi-finale (3-0, dont un but de Messi). Donnée favorite de la finale face au Brésil, l'Albiceleste s'incline pourtant sèchement (0-3). Bien qu'inoffensif en finale, Messi est élu meilleur jeune joueur du tournoi.
Au début de la saison 2007-2008, le président barcelonais Joan Laporta réalise un recrutement ambitieux. Le Français Thierry Henry, venu d'Arsenal, rejoint notamment les vedettes de l'attaque barcelonaise. Henry, Messi, Eto'o et Ronaldinho sont surnommés les « Quatre fantastiques » par la presse,. Messi s'affirme à vingt ans comme le leader d'attaque de l'équipe, d'autant que ses coéquipiers d'attaque manquent de régularité. Il inscrit douze buts au cours de la première partie de saison. En décembre, il pointe au troisième rang du  Ballon d'or 2007, devancé par le Brésilien Kaká, vainqueur de la Ligue des champions, et par le Portugais Cristiano Ronaldo, champion d'Angleterre. Il est aussi deuxième au classement du meilleur footballeur de l'année FIFA, derrière le même Kakà, ce qui confirme la dimension prise par le joueur,. Le 15 décembre, une blessure à Valence le rend indisponible pour cinq semaines.
Messi commence l'année 2008 sur d'excellentes bases. Le 20 février, Il inscrit un doublé contre le Celtic Glasgow au Celtic Park en huitième de finale aller de la Ligue des champions. Il joue une semaine plus tard son 100e match officiel avec le FC Barcelone à seulement vingt ans et huit mois, un record. Le 4 mars, lors du match retour face au Celtic, Messi se blesse à la cuisse, alors qu'il est le meilleur buteur de la compétition avec six buts. C'est la quatrième fois en trois saisons que Messi subit une telle blessure.
En son absence, le Barca peine. Relégué à la troisième place en championnat et éliminé de la Coupe du roi, il ne reste plus aux Catalans que la Ligue des champions. Tout juste revenu de blessure, Messi est titularisé en demi-finale face à Manchester United. Il se montre dangereux, mais cela ne suffit pas. Les Mancuniens s'imposent au retour (0-0, 1-0) et se qualifient pour la finale. Pour la deuxième saison d'affilée, le club ne remporte aucun titre. La fin de saison est tendue : le 7 mai, les Catalans sont humiliés par le Real Madrid en championnat (1-4). La traditionnelle haie d'honneur réservée par les joueurs catalans à leurs adversaires, champions d'Espagne, ne fait qu’aggraver ce sentiment. Le 11 mai, le Barça touche le fond en s'inclinant contre Majorque à domicile (2-3). Les supporteurs et socios, excédés par ces multiples désillusions, réclament la démission de Frank Rijkaard et du président Joan Laporta. Messi conclut la saison avec 16 buts et 13 passes décisives en 40 matchs.
En sélection, l'Argentine et Messi disputent les éliminatoires de la Coupe du monde 2010. L'Albiceleste dispose du Chili et du Venezuela en octobre, puis de la Bolivie en novembre. Malgré un but de Messi, elle s'incline ensuite contre la Colombie mais conserve la première place du groupe qualificatif. En juin, l'Argentine partage les points face à l'Équateur puis contre le Brésil.

#### Une dimension mondiale sous Guardiola (2008-2011)

##### Historique sextuplé, premiers Ballons d'or

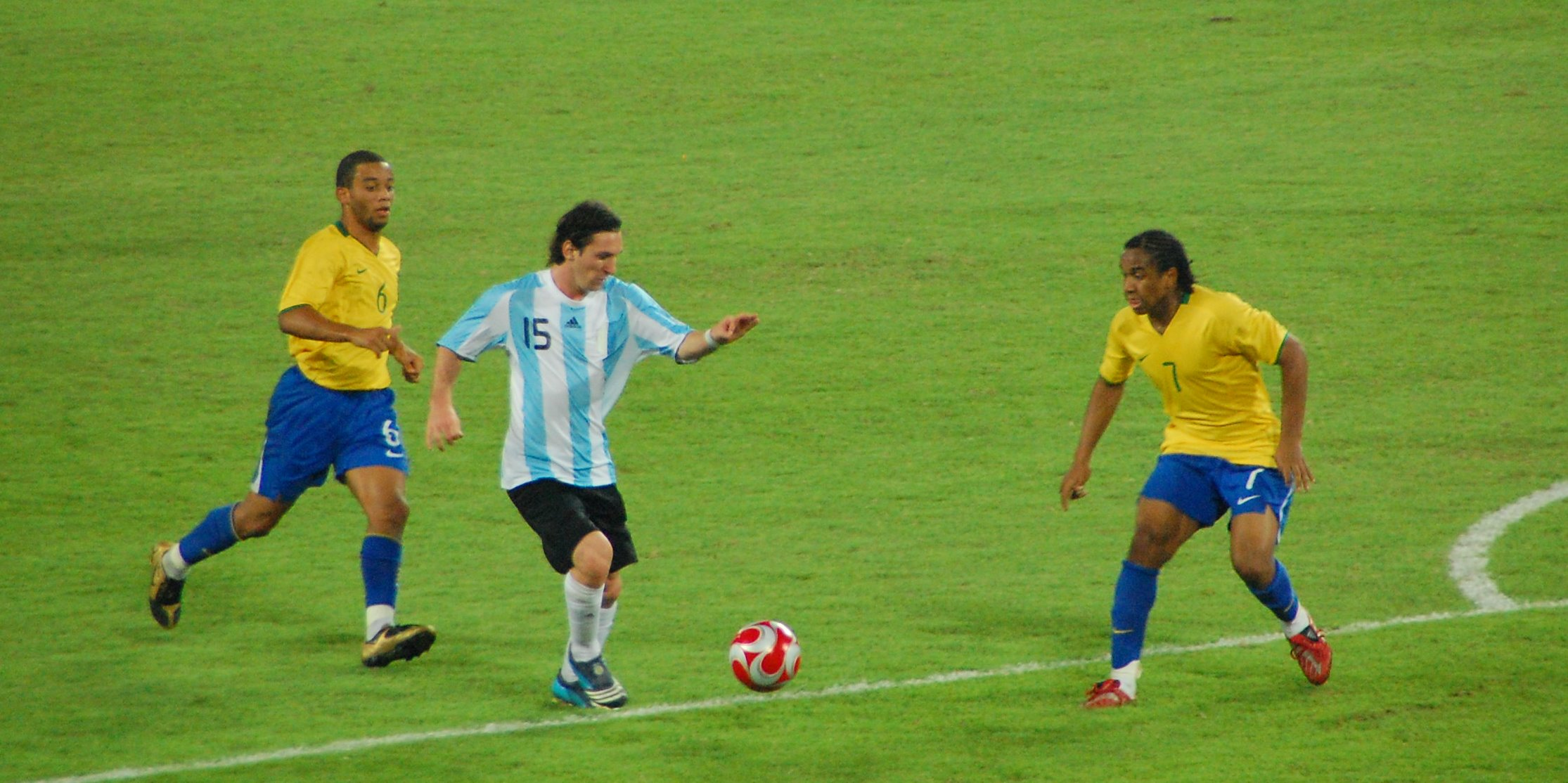
Messi et l'Argentine éliminent le Brésil en demi-finale des Jeux olympiques.

Revenu à la Ciudad Esportiva de Barcelone en juillet 2008, Messi profite du départ de Ronaldinho pour troquer le numéro 19 pour le 10, symbole de la confiance que les dirigeants, et le nouvel entraîneur Pep Guardiola, placent en lui. Sélectionné avec la délégation argentine pour participer Jeux olympiques de Pékin, il est d'abord retenu par son club qui souhaite qu'il participe à l'intégralité de la présaison, avant de finalement obtenir le feu vert de son club,. L'Argentine est favorite du tournoi avec le Brésil. Messi emmène sa sélection contre la Côte d'Ivoire et l'Australie en poule. Il ouvre le score et délivre une passe décisive à Ángel Di María en quart de finale face aux Pays-Bas (2-1 a.p.), puis les Argentins éliminent sèchement le Brésil de Ronaldinho en demi-finale (3-0). La finale se déroule sous une chaleur accablante dans le Stade national de Pékin. L'Argentine l'emporte face aux Nigérians (1-0) et conserve le titre olympique acquis quatre ans plus tôt à Athènes. Messi offre encore le but de la victoire à Di María. Auteur de deux buts et de deux passes décisives, Messi est élu meilleur joueur du tournoi.
De retour à Barcelone, il donne raison à ses dirigeants et devient un joueur clé de l'équipe. À la mi-saison, le FC Barcelone compte cinquante points sur cinquante-sept possibles, a battu un à un tous ses concurrents potentiels en Liga, notamment l'Atlético Madrid le 4 octobre (6-1, dont un coup-franc de Messi), Séville le 29 novembre (3-0, dont un doublé de Messi) et le Real Madrid le 13 décembre (2-0, dont un but libérateur de Messi), et a tenu son rang en Coupe du Roi et en Ligue des champions. Messi marque vingt-deux buts en vingt-quatre apparitions toutes compétitions confondues, mais s'illustre aussi de manière polémique en crachant sur l'attaquant portugais de Málaga Duda. Alors que son nom est cité parmi les prétendants au Ballon d'or, le trophée de France Football récompensant le meilleur joueur de l'année, ce geste antisportif lui est préjudiciable, le fair-play et l'exemplarité étant le deuxième critère d'attribution du trophée. En décembre, il apparait à la seconde place au Ballon d'or 2008 derrière le Portugais Cristiano Ronaldo, vainqueur du championnat d'Angleterre et de la Ligue des champions avec Manchester United,.

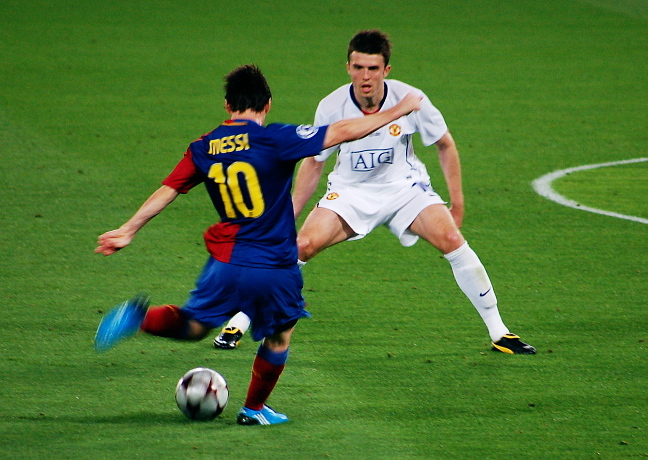
Messi face à Michael Carrick en finale de la Ligue des champions face à Manchester United.

Début 2009, Messi continue de marquer à un rythme effréné : un coup du chapeau le 6 janvier en Coupe du Roi contre l'Atlético Madrid (3-1), le but de la victoire à Osasuna le 11 janvier, un doublé le 1er février qui retourne le match face au Racing Santander (2-1). Il est par la même occasion l'auteur du 5000e but de l'histoire du club en Liga. En Ligue des champions, Messi marque encore et le FC Barcelone se qualifie face à l'Olympique lyonnais puis au Bayern Munich. Le 2 mai, le Barça écrase le Real Madrid à Santiago Bernabéu sur le score historique de six buts à deux. Lionel Messi, auteur de deux buts et d'une passe décisive, est ovationné par les supporteurs madrilènes, à l'instar de Ronaldinho en 2005,. Le 6 mai, en demi-finale retour de la Ligue des champions, les Barcelonais, menés au score et réduits à dix, se qualifient in extremis sur le terrain de Chelsea. Messi, auteur par ailleurs d'un match décevant, délivre la passe décisive à Andrés Iniesta,.
Assuré de remporter le championnat, le Barça remporte le 13 mai la Coupe d'Espagne face à l'Athletic Bilbao (4-1, dont un but de Messi) et affronte en finale de la Ligue des champions le tenant du titre Manchester United, le 27 mai au Stadio Olimpico de Rome. Messi inscrit le second but du match de la tête face au gardien néerlandais Edwin van der Sar, auquel il rend près de 30 cm. C'est le 38e et dernier but de Messi sur la saison, le neuvième en Ligue des champions 2008-2009, dont il est meilleur buteur et élu meilleur joueur.
2008-2009 est la saison de la confirmation pour Lionel Messi, atout numéro un d'une équipe qui remporte un triplé inédit (Liga, Coupe d'Espagne et Ligue des champions). C'est aussi sa première saison terminée sans blessure. Sous la houlette de Guardiola, Messi a amélioré son hygiène de vie et son alimentation et a appris à mieux gérer ses efforts sur le terrain, au point de souvent marcher au cours d'un match. Le joueur argentin a ainsi pu enchaîner soixante matchs sans passer par l’infirmerie. Le trio Messi - Eto'o - Henry a particulièrement brillé, marquant cent buts dans la saison, un record.
En sélection, Léo Messi a connu une saison plus mitigée. À l'automne 2008, l'Albiceleste ne gagne qu'un de ses quatre matchs éliminatoires de la Coupe du monde 2010. Cible de vives critiques dans la presse argentine, l'entraineur argentin Alfio Basile démissionne après deux ans à la tête de la sélection. Diego Maradona le remplace, malgré une faible expérience à ce poste, en novembre 2008. Ses débuts sur le banc de touche sont prometteurs, avec des démonstrations face à la France le 11 février (2-0, dont un but de Messi) et au Venezuela le 28 mars (4-0, dont un but et une passe décisive de Messi). Le 1er avril, Messi, transparent, ne peut pourtant pas empêcher la correction reçue par les siens à La Paz face à la Bolivie (6-1). Il s'agit là de la première défaite de Diego Maradona depuis sa nomination. Les Argentins s'inclinent ensuite face à l'Équateur en juin, et face au Brésil et au Paraguay en septembre, au point de compromettre leur qualification pour la Coupe du monde 2010.
L'intersaison 2009 du FC Barcelone est marquée par le départ du buteur camerounais Samuel Eto'o, échangé contre le Suédois Zlatan Ibrahimović, et l'éclosion du jeune Pedro, qui profite des blessures d'Henry pour se mettre en évidence. Le Real Madrid investit massivement pour contrarier la domination barcelonaise, en recrutant notamment Cristiano Ronaldo, Kaká, Karim Benzema et Xabi Alonso. En août, le FC Barcelone domine l'Athletic Bilbao en Supercoupe d'Espagne, avec un nouveau doublé de Messi puis le Shakhtar Donetsk en Supercoupe de l'UEFA, grâce à une passe decisive de Messi pour Pedro. Le 18 septembre, il signe un nouveau contrat qui le lie au Barça jusqu'au 30 juin 2016, avec une clause libératoire montée à 250 millions d'euros. Messi touche désormais entre 10 et 12,5 millions d'euros par an, ce qui en fait le joueur le mieux payé du Barça et l'un des mieux payés dans le monde.
Il commence la Liga avec autant d'efficacité que la saison précédente (cinq buts en trois matchs), mais connaît ensuite un creux. Avec la sélection, il remporte par contre en octobre les deux derniers matchs qualificatifs, face au Pérou et l'Uruguay, qui assurent finalement la qualification directe des Argentins pour la Coupe du monde. Victime d'une blessure bénigne aux adducteurs en novembre, il revient juste à temps le 29 novembre pour participer à la victoire du Barça sur le Real Madrid au Camp Nou (1-0). Malgré des performances moins brillantes pendant l'automne, il est le grand favori pour le Ballon d'or 2009, distinction individuelle suprême dans le football. Le 1er décembre, il le remporte avec une avance record de 240 points sur le second, Cristiano Ronaldo, et 98,5 % des votes possibles. Il est le premier Argentin à remporter ce trophée (réservé aux Européens jusqu'en 1994), le troisième plus jeune lauréat derrière Ronaldo et Michael Owen, le sixième Blaugrana mais le premier formé au club sacré. Ce plébiscite s'explique par son niveau de jeu depuis deux ans et les multiples titres remportés avec le FC Barcelone,. Le 21 décembre, il remporte également le trophée du meilleur joueur de l'année FIFA, avec un nombre record de votes.

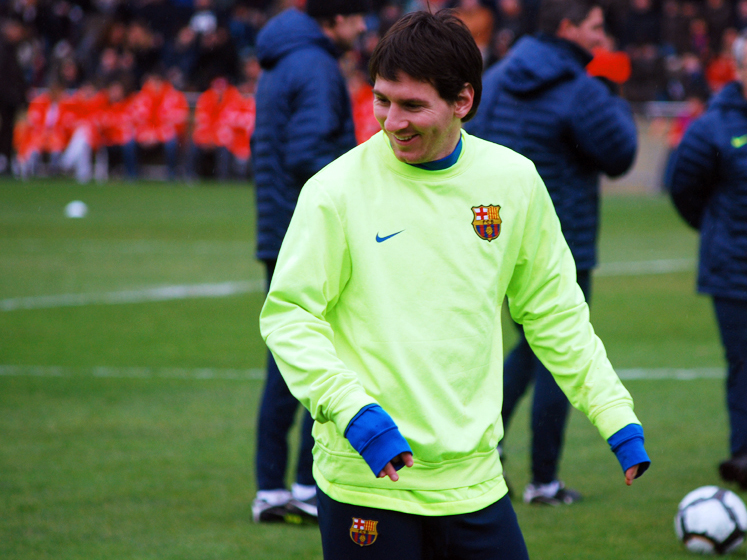
Messi pendant un entraînement du FC Barcelone.

Le 9 décembre, il inscrit un coup-franc décisif sur la pelouse du Dynamo Kiev qui assure au Barça la première place de son groupe en Ligue des champions. Victime d'une entorse à la cheville gauche en Ukraine, Messi fait son retour lors de la Coupe du monde des clubs 2009, organisé à Abou Dabi. Menés en finale par les Argentins d'Estudiantes de La Plata, le Barça égalise à la 89e minute avant que Messi ne lui donne un avantage définitif en prolongation, en reprenant de la poitrine un centre de Dani Alves. Champions du monde des clubs, Messi et ses camarades réalisent l'exploit inédit dans l'histoire du football de remporter un « sextuplé », à savoir les six compétitions auxquelles ils ont participé en 2009.
La saison 2009-2010 marque une évolution importante dans le positionnement de Messi. Alors que Messi était le plus souvent placé sur l'aile droite dans le traditionnel 4-3-3 du Barça, Pep Guardiola modifie son système de jeu pour exploiter au maximum le talent de son attaquant vedette. Désormais placé en milieu offensif libre derrière l'avant-centre au sein d'un 4-2-3-1, au cœur du jeu et avec une zone d'influence plus importante, Messi franchit un nouveau palier. Auparavant cantonné à repiquer au milieu du terrain depuis l'aile droite, Messi est à cette place plus imprévisible dans ses dribbles, étant capable d'accélérer du pied gauche ou du pied droit.
Le 10 janvier 2010, Messi commence l'année avec brio en réalisant un coup du chapeau contre le CD Tenerife (victoire 0-5 du FC Barcelone) en Liga. Éliminé en Coupe du Roi par le Séville, les Blaugrana se vengent en championnat face au même club le 16 janvier (4-0). Auteur d'un doublé, Messi dépasse à seulement 22 ans la barre des cent buts en matchs officiels avec le Barça. À mi-saison, Messi est en tête des classements des buteurs et des passeurs, avec quinze buts et sept passes décisives. Le Barça est premier et toujours invaincu, une première dans son histoire. En mars, Messi est en état de grâce, avec notamment un nouveau triplé en championnat le 14 mars contre le Valence CF, permettant la victoire de son équipe (3-0 score final). Ce mois-ci il réalise dix buts en quatre matchs, en championnat, puis en Ligue des champions face à Stuttgart,. Cette série lui vaut les éloges incessants de ses coéquipiers, entraîneurs, adversaires et de la presse du monde entier,,. Couvert de titres en club, sacré Ballon d'or, Messi n'en finit plus d'impressionner, à tel point qu'en Catalogne, certains médias voient déjà en lui le meilleur joueur de football de l'histoire.
Le 6 avril, en quart de finale retour de Ligue des champions, le Barça est mené 0-1 par Arsenal quand Messi inscrit un quadruplé qui qualifie son équipe pour les demi-finales,,,. Ce quadruplé est le quatrième inscrit en phase finale de la compétition depuis sa création en 1955, après ceux d' Alfredo Di Stéfano, Ferenc Puskás et Sándor Kocsis, mais le premier inscrit depuis l'avènement de la Ligue des champions en 1992. Le journal L'Équipe lui décerne la note exceptionnelle de 10 sur 10 à cette occasion. Quatre jours plus tard a lieu un Clásico décisif pour le titre de champion d'Espagne. Alors que le Real Madrid a remporté les quinze derniers matchs de Liga à Santiago-Bernabéu, le Barça l'emporte 2-0. Messi, installé en pointe, inscrit son 40e but de la saison,.
Il s'ensuit une période inhabituelle de cinq matchs sans but de Messi, durant laquelle le Barça est éliminé par l'Inter Milan en demi-finale européenne,, et voit revenir le Real Madrid à un point en championnat. Messi retrouve à temps le chemin du but et son équipe la victoire,,. Le Barça empoche finalement son vingtième titre de champion d'Espagne avec un total inédit en Europe de 99 points sur 114 possibles. À titre personnel, Messi, avec trente-quatre buts en championnat, remporte pour la première fois les trophées de Pichichi et de Soulier d'or européen. Il est aussi meilleur buteur de la Ligue des champions avec huit buts.

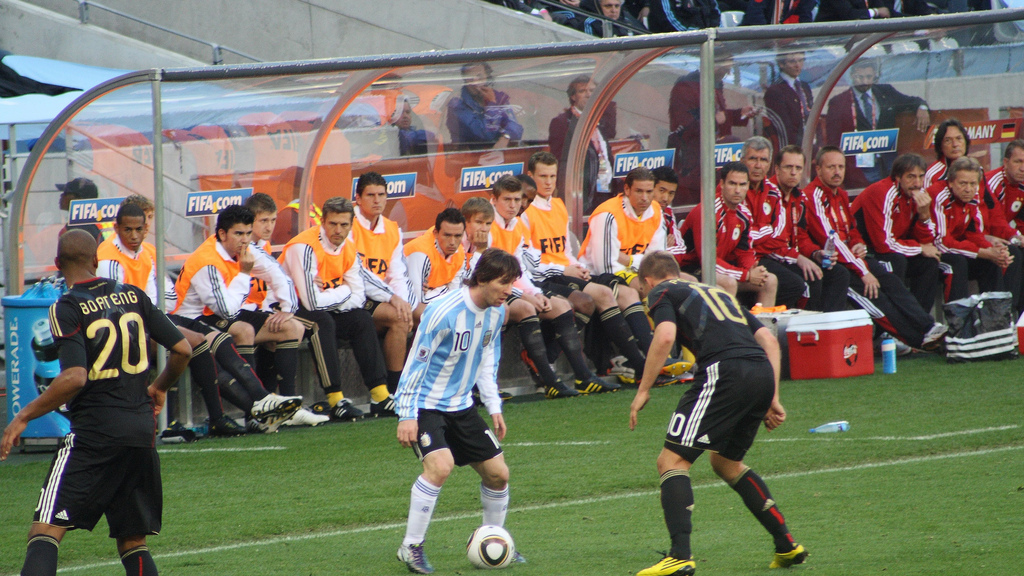
Messi et l'Argentine sont éliminés en quart de finale de la Coupe du monde 2010 contre l'Allemagne par 4-0.

Étincelant sous le maillot de Barcelone, Lionel Messi peine à reproduire ses performances avec l'Albiceleste, où ses prestations en dents de scie sont pointées du doigt par la presse argentine, notamment après un match amical face à l’Allemagne en mars, à quelques mois de la Coupe du monde. La sélection de Maradona attaque cependant le tournoi organisé en Afrique du Sud avec ambition. L'attente du public et des médias argentins autour de Messi, installé comme meneur de jeu, est immense,. Au premier tour, l'Argentine bat le Nigeria (1-0). Omniprésent, Messi se crée de nombreuses occasions, toutes repoussées par un Vincent Enyeama en grande réussite. L'Argentine écrase ensuite la Corée du Sud (4-1). Malgré le marquage serré pratiqué sur Messi, ce dernier est impliqué sur les quatre buts de son équipe. Pour le dernier match de poule face à la Grèce, Messi est capitaine. Deux jours avant ses vingt-trois ans, il devient le plus jeune capitaine de l'histoire de la sélection. L'Argentine l'emporte 2-0. Remarquable dans le jeu, Messi est malchanceux dans la finition, alors qu'il est le joueur qui a le plus tiré au but, et cadré, lors du premier tour. En huitième de finale face au Mexique, Messi délivre la passe décisive sur l'ouverture du score de Carlos Tévez. L'Argentine maitrise son voisin sud-américain et l'emporte 3-1. En quart de finale, elle retrouve l'Allemagne, comme quatre ans auparavant. Cette fois, les Allemands dominent largement le match, notamment au milieu de terrain, où le jeu collectif mis en place par Joachim Löw fonctionne à merveille. L'Allemagne l'emporte largement (4-0), marquant une nouvelle désillusion en sélection pour Messi. Les Allemands sont éliminés en demi-finale par l'Espagne, futur vainqueur, qui s'appuie sur de nombreux joueurs barcelonais. À titre individuel, Messi, bien qu'il n'ait marqué aucun but, fait partie des dix nommés pour le Ballon d'or récompensant le meilleur joueur du tournoi.

##### Succès en club, pas en sélection (2010-2011)

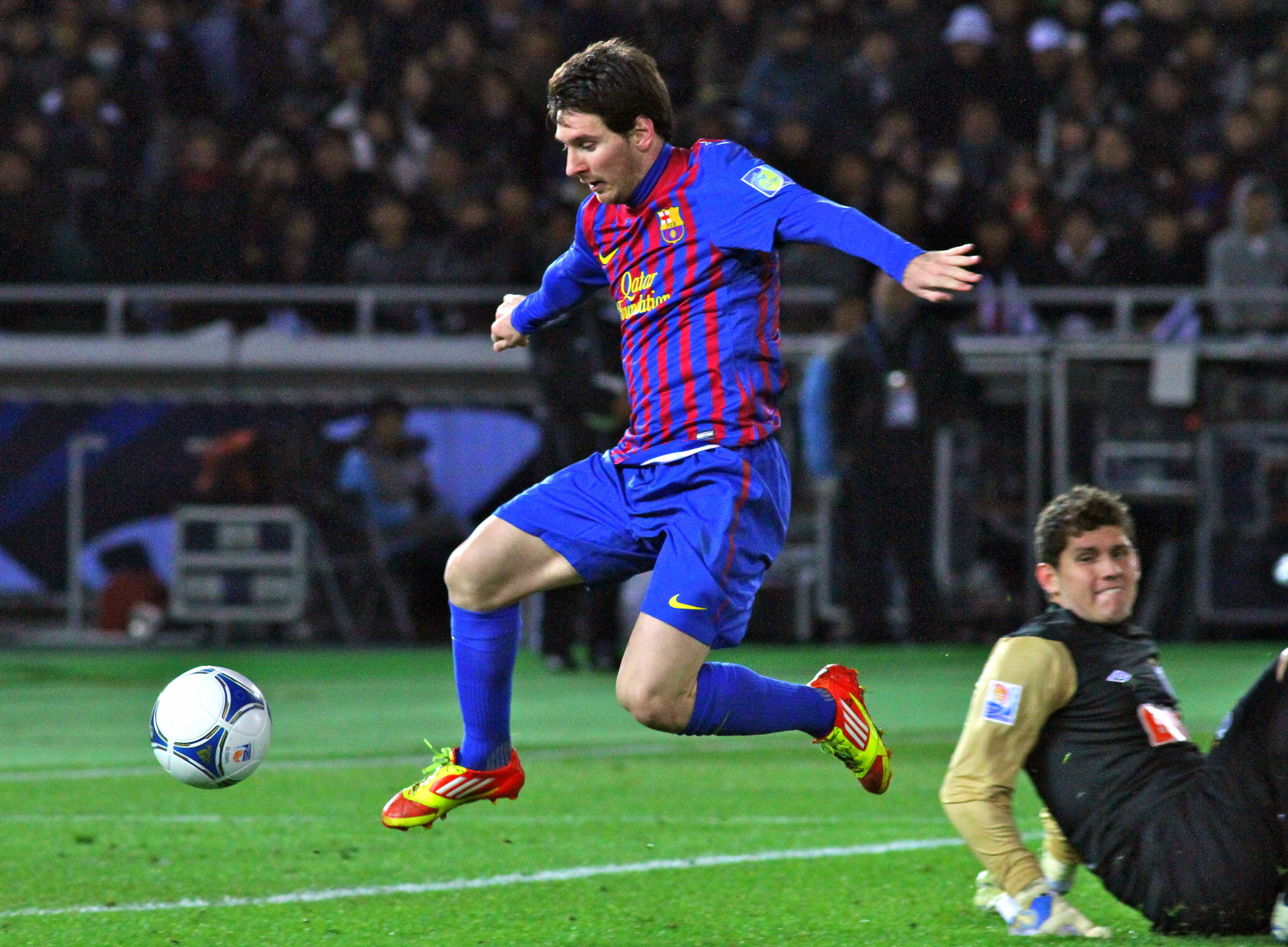
Messi en 2011 lors de la Coupe du monde des clubs de la FIFA.

L'intersaison 2010 du FC Barcelone est marquée par le départ de Zlatan Ibrahimović remplacé par David Villa, buteur de la sélection espagnole, et l'arrivée de Javier Mascherano, capitaine de l'Albiceleste. La saison du club débute par la Supercoupe d'Espagne, face au FC Séville. Sans Messi et ses huit champions du monde, le Barça s'incline au match aller. Lors du match retour, l'équipe retourne la situation grâce au septième triplé de Messi sous les couleurs Blaugrana (1-3, 4-0). Le 19 septembre, Messi est victime d'une déchirure des ligaments interne et externe de la cheville après une semelle du joueur de l'Atlético Madrid Tomáš Ujfaluši. Messi ne manque que deux matchs de Liga et retrouve un rythme de buteur important dès la mi-octobre. Auteur de quinze buts en neuf matchs toutes compétitions confondues, il atteint les 150 réalisations en matchs officiels, devenant ainsi le cinquième meilleur buteur de l'histoire du Barça. Le 29 novembre, Barcelone bat les Madrilènes de José Mourinho sur le score historique de 5-0, Messi offrant deux des buts à Villa,.
En fin d'année, Lionel Messi remporte le Ballon d'or 2010, qui fusionne pour la première fois l'ancien « Ballon d'or France Football » et le titre de Meilleur footballeur de l'année FIFA. Il devance ses coéquipiers du Barça Andrés Iniesta et Xavi Hernández, pourtant champions du monde avec l'Espagne, et le Néerlandais Wesley Sneijder, vainqueur de la Ligue des champions avec l'Inter et finaliste de la Coupe du monde. La nouvelle formule instaurée à la suite de la fusion des deux distinctions l'a grandement avantagée. Messi est le premier joueur à obtenir le Ballon d'or deux fois d'affilée depuis Marco van Basten en 1989 et, à vingt-trois ans, devient le plus jeune joueur de l'histoire à gagner un deuxième Ballon d'or.

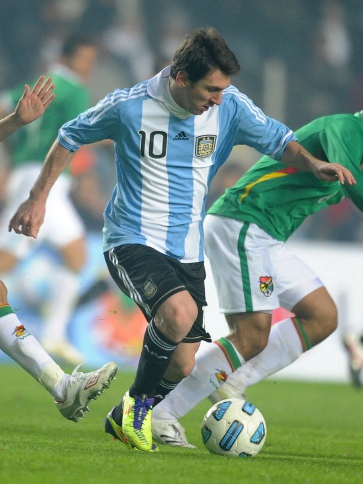
Messi lors de la Copa América 2011.

Le 5 février, le FC Barcelone de Messi et Guardiola réalise la plus longue série de victoires en Liga, dépassant les quinze succès du Real Madrid d'Alfredo Di Stéfano datant de la saison 1960-1961. Messi inscrit un triplé lors du 16e succès de rang face à l'Atletico Madrid. Le 8 mars, le Barça élimine Arsenal en huitième de finale de la Ligue des champions, Messi inscrivant un nouveau doublé au Camp Nou au match retour (3-1). Le 12 avril, Messi inscrit sur la pelouse de Donetsk, en quart de finale retour de la Ligue des champions, son 48e but de la saison, établissant un nouveau record de buts inscrits sous le maillot du FC Barcelone en une même saison. Le 49e but est inscrit cinq jours plus tard face au Real Madrid, à Santiago Bernabéu, dans une ambiance délétère ; il égale ainsi le total de Ferenc Puskás datant de 1959-1960. Habituellement calme sur un terrain, Messi perd ses nerfs et frappe le ballon sur les supporteurs adverses au cours de ce match alors qu'il filait tranquillement en touche. Dix jours plus tard, il marque en demi-finale aller de la Ligue des champions, encore contre le Real Madrid à Santiago Bernabéu, ses 51e et 52e buts de la saison, ce dernier après un slalom d'anthologie dans la défense madrilène.
Les Barcelonais remportent le 21e titre de champion d'Espagne de l'histoire du club, le cinquième pour Messi. Le 28 mai, le FC Barcelone remporte à Wembley la Ligue des champions face à Manchester United à l'issue d'une finale de très haut niveau. Messi, auteur du second des trois buts de son équipe et de gestes techniques de grande classe, est élu homme du match et termine meilleur buteur de la compétition avec douze buts.
Après l'échec de la Coupe du monde 2010, la Fédération argentine installe à la tête de la sélection Sergio Batista, avec l'ambition de profiter de la Copa América 2011, disputée à domicile, pour renouer avec le succès qui fuit la sélection depuis 1993. Lors du match d'ouverture, les Argentins sont tenus en échec par la Bolivie (1-1) malgré un très bon match de Messi. Ils concèdent un deuxième nul face à la Colombie (0-0), Messi et ses coéquipiers tentant en vain de percer la solide défense colombienne. Après ce match décevant, Messi et ses coéquipiers sont conspués par les supporteurs, au point qu'il a une altercation avec coéquipier, Nicolás Burdisso, qui l'a insulté. L'Argentine s'impose finalement largement face au Costa Rica (3-0), avec deux passes décisives de Messi, et se qualifie ainsi pour la suite, mais elle tombe dès les quarts de finale face à l'Uruguay, la sélection en forme du continent et futur vainqueur de l'épreuve, au bout de la séance de tirs au but (1-1 a.p., 5-4 t.a.b.). C'est une grande déception pour le joueur et les supporters argentins.

#### Explosion individuelle mais peu de titres

##### Des records de buts

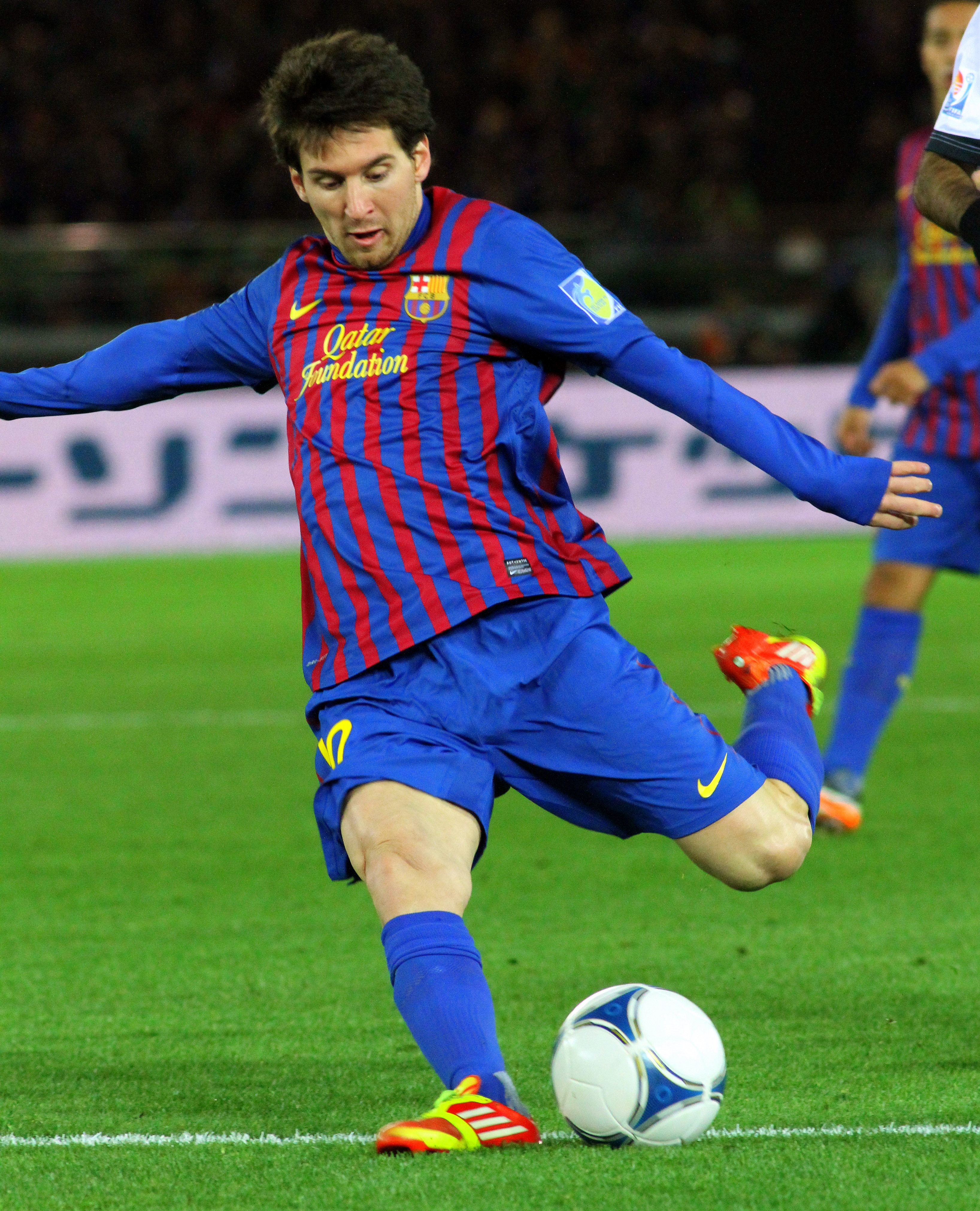
Messi face à Al-Sadd Doha lors de la Coupe du monde des clubs, le 15 décembre 2011.

Du fait de la Copa América, Messi reprend à Barcelone tardivement, en compagnie d'Adriano et Javier Mascherano, pour une période d'entraînement intensive avec l'objectif d'être prêt pour le duel face au Real Madrid en Supercoupe d'Espagne. Le 14 août, lors du match aller à Santiago-Bernabéu, le Barça est dominé, mais Messi parvient à marquer et à donner une première passe décisive à David Villa, pour un match nul heureux (2-2). Au match retour le 17 août, l'Argentin est auteur d'un doublé - son 200e but en compétition - et d'une nouvelle passe décisive, pour une victoire 3-2. Impliqué sur les cinq buts des siens, il s'adjuge ainsi le premier trophée de la saison. Le 25 août, Messi est élu meilleur footballeur de l'année UEFA, loin devant son coéquipier Xavi Hernández et son grand rival Cristiano Ronaldo. Le lendemain en Supercoupe de l'UEFA face au FC Porto, il marque et offre une passe décisive à Cesc Fàbregas, de retour au club (2-0).
Quatre jours plus tard, le FC Barcelone bat facilement Villarreal pour l'ouverture de la Liga (5-0). Auteur d'un énième doublé, Messi inscrit son 100e but au Camp Nou. Fin septembre, il est auteur de deux triplés d'affilée en championnat face à Osasuna et l'Atlético Madrid, suivi d'un doublé contre BATE Borisov en Ligue des champions. Mi-octobre, il devient le second meilleur buteur de l'histoire du club avec 196 buts, devant László Kubala.
L'équipe barcelonaise devient dépendante des exploits de Messi, ses autres attaquants marquant peu ou étant blessés. Face au rythme imposé par le Real Madrid CF, il inscrit deux nouveaux coups du chapeau, face à Majorque en Liga, puis contre les Tchèques de Viktoria Plzen le 1er novembre. Les Barcelonais remportent le 10 décembre le Clásico à Bernabéu (3-1), malgré l'ouverture du score concédée à Karim Benzema, grâce encore à un grand match de leur no 10. Le 18 décembre, le FC Barcelone remporte la Coupe du monde des clubs au Japon. Messi inscrit un doublé en finale face au Santos FC du Brésilien Neymar (4-0).
Le 9 janvier 2012, Messi remporte son troisième Ballon d'or d'affilée, un exploit qui n'avait été réalisé que par Michel Platini. Il rejoint aussi les Néerlandais Marco van Basten et Johan Cruyff, seuls autres vainqueurs du trophée à trois reprises. Contrairement à l'année passée, cette nomination ne fait pas polémique et ne surprend personne,,.

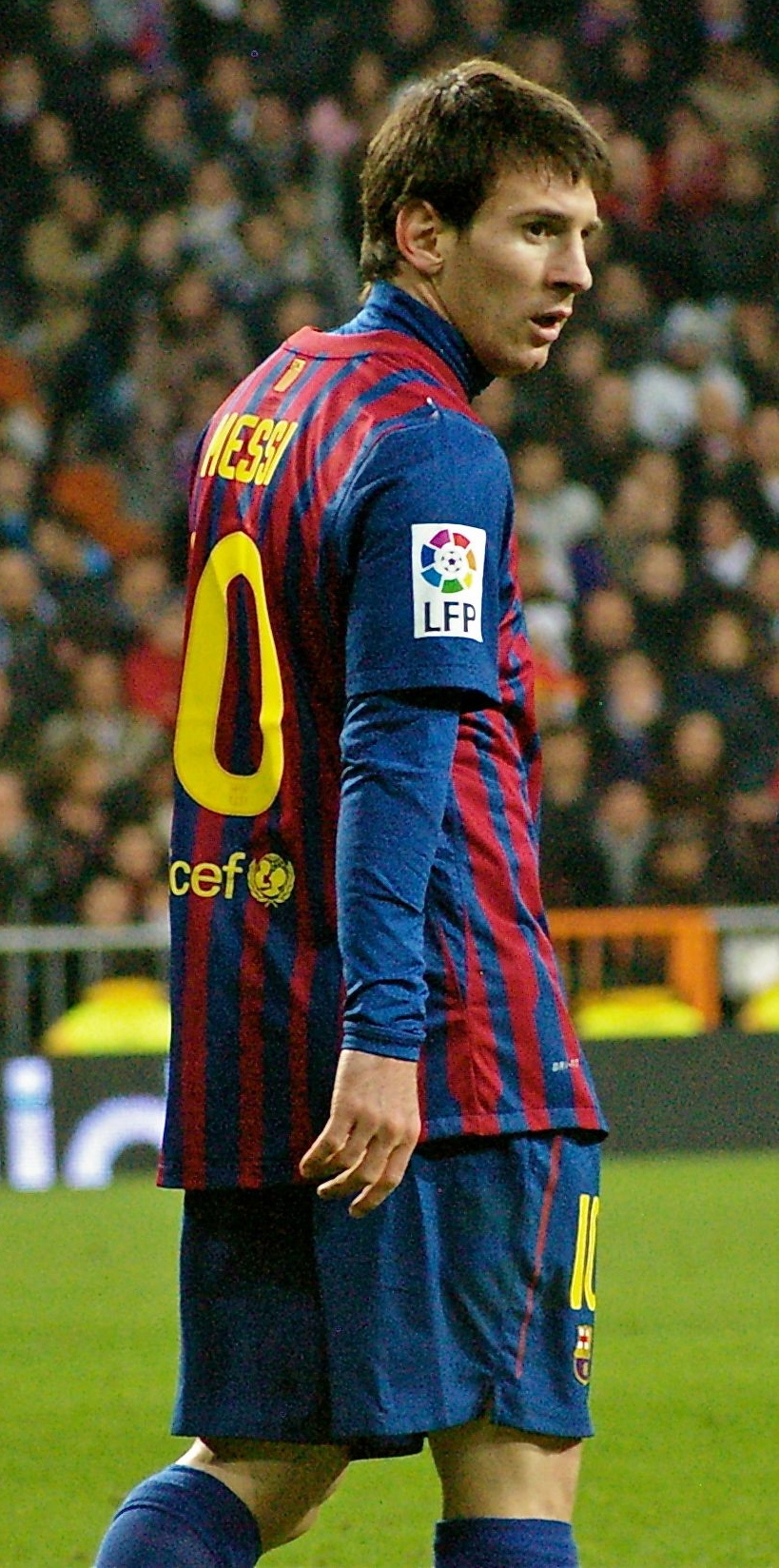
Messi au stade Santiago Bernabéu lors du quart de finale aller de la Coupe d'Espagne.

Le 19 février, pour son 200e match de championnat avec le Barça, Lionel Messi est auteur d'un quadruplé face au Valence CF. Le 7 mars, en huitième de finale retour de la Ligue des champions, Barcelone écrase le Bayer Leverkusen 7-1 au Camp Nou. Messi réussit le premier quintuplé de sa carrière et devient le premier joueur à le réaliser en Ligue des champions,. Il enchaine les records les mois suivants : meilleur buteur en matchs officiels de l'histoire du Barça en inscrivant son 233e but, devant César Rodríguez, meilleur buteur du club sur une saison de championnat (dépassant les 34 buts de Ronaldo en 1996-1997), meilleur buteur d'une édition de Ligue des champions, record de buts sur une saison de football espagnol (devant Isidro Lángara, auteur de 60 buts en 1933-1934).
Malgré les nombreux buts de son no 10, le Barça est éliminé le 2 mai 2012 en demi-finale de la Ligue des champions par Chelsea, Messi tirant un pénalty sur la barre transversale, puis perd le Clásico en championnat (1-2). Messi poursuit son exceptionnelle série de buts. Il inscrit son 68e but de la saison contre Málaga, battant là le record européen de Gerd Müller datant de 1973. Il porte ce soir-là, et pour la première fois en match officiel, le brassard de capitaine. Trois jours plus tard, il inscrit un quadruplé face à l'Espanyol Barcelone et devient le meilleur buteur de l'histoire du football mondial sur une seule saison, effaçant le record d'Archibald Stark datant de 1924-1925. Lors de ce même match, il devient le meilleur buteur dans un championnat européen sur une saison depuis la création du Soulier d'or en 1968 (50), et remporte logiquement le Soulier d'or pour la deuxième fois,.
Pour le dernier match de Pep Guardiola, après quatre ans à la tête du Barça, il remporte la Coupe du Roi en inscrivant le deuxième but de la rencontre. Au total, il a inscrit 73 buts toutes compétitions confondues avec le club catalan au cours de la saison,. Sous les ordres de Guardiola, Messi a inscrit 211 buts en 219 matchs, dont 13 buts en 14 finales, et remporté quatorze titres.
En Argentine, après la déception de la Copa América, Sergio Batista est remplacé par Alejandro Sabella, qui déclare vouloir construire son équipe pour le Mondial 2014 autour de Messi, qu'il nomme capitaine,. L'Argentine débute les éliminatoires de la Coupe du monde 2014 par deux victoires contre le Chili puis contre la Colombie, au cours de laquelle Messi fait figure de sauveur. En février, il signe le premier coup du chapeau de sa carrière en sélection face à la Suisse à Berne (3-1), où sa présence seule dope les ventes de billets. En fin de saison, lors d'un match amical face au Brésil, il marque un nouveau triplé, qui permet à l'Argentine de l'emporter largement (4-0). Avec la sélection, il a marqué à douze reprises en 2012 et pendant six matchs consécutifs, deux records qu'il partage respectivement avec Gabriel Batistuta et Hernán Crespo,.
À l'été 2012, Tito Vilanova remplace Pep Guardiola sur le banc du Barça. Contrairement aux deux étés précédents, Messi peut réaliser l'intégralité de la préparation avec son club. Efficace lors des matchs de préparation, il déclare être en forme et vouloir « tout gagner ».
Le Barça commence la saison avec la Supercoupe d'Espagne, pour la cinquième année consécutive, encore une fois face au Real Madrid. Malgré deux buts de Messi, les Madrilènes l'emportent au bénéfice de la règle du but à l'extérieur. Il attaque la Liga avec trois doublés en cinq matchs,,, ce qui permet de dépasser dès le mois de septembre son précédent record de nombre de buts inscrits dans une année civile (60). Le Barça réalise une excellente première partie de saison, qui lui permet d'aborder le Clásico en championnat avec une avance confortable. Avec un nouveau doublé au Camp Nou, Messi inscrit son centième but en Liga. Il inscrit face à La Corogne son quinzième triplé en Liga, un record au club. En Ligue des champions, il marque un doublé le 20 novembre contre le Spartak Moscou et devient le meilleur buteur en compétitions internationales en une seule année civile avec 25 buts, à égalité avec Vivian John Woodward en 1909,,. Le Barça signe en Liga le meilleur début de l'histoire de la compétition avec treize victoires et un match nul, dépassant le record du Real Madrid de Radomir Antić en 1991-1992,.

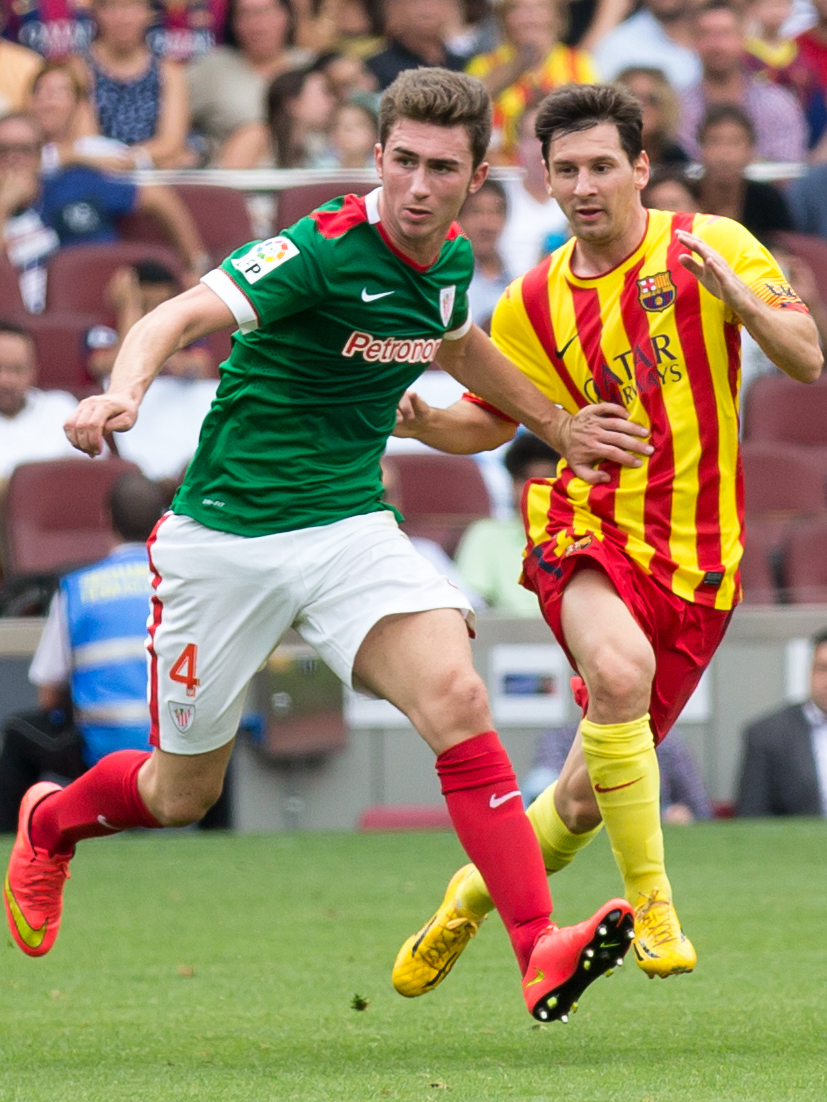
Messi, à la lutte avec Aymeric Laporte lors d'un match face à Bilbao.

Incertain à cause d'une légère blessure, Messi réalise un nouveau doublé sur le terrain du Bétis, portant son total à 86 buts en 2012. Il devient le meilleur buteur de l'histoire mondial sur une année civile, effaçant les précédents records de buts de Pelé en 1958 (75) et de Gerd Müller en 1972 (85). Müller salue l'exploit de l'Argentin en affirmant que « Messi est un joueur incroyable, un géant du football également très sympathique et un professionnel posé ». À la suite de cet exploit, la presse espagnole et mondiale salue Messi,, qui fait son entrée dans le Livre Guinness des records qui recense les records du monde reconnus au niveau international. Avec 192 buts, Messi devient par la même occasion le meilleur buteur de l'histoire de son club en championnat. Au cours du dernier match de l'année face à Valladolid, Messi établit définitivement le record de buts au cours d'une année civile à 91 buts. Messi paraphe alors un nouveau contrat qui le lie au FC Barcelone jusqu'en 2018.
Début 2013, Messi remporte le Ballon d'or pour la quatrième fois, un exploit inédit. Messi poursuit sa saison avec régularité. Le 27 janvier, en inscrivant un quadruplé face à Osasuna, Messi s'approprie trois records de Liga : il est le premier à marquer au moins un but lors de onze matchs consécutifs, le premier à marquer plus de trente buts sur quatre saisons consécutives et le plus jeune joueur à dépasser la barre des 200 buts,. Dans la foulée, il atteint la barre des 300 buts dans son club. Mis en difficulté par le Milan AC en huitième de finale de la Ligue des champions, le FC Barcelone réussit à renverser la tendance au Camp Nou le 5 mars (4-0), grâce à un Messi décisif, auteur de deux buts rapides. Fin mars, il porte à dix-neuf le nombre de matchs consécutifs de Liga au cours duquel il marque, un record mondial.
Le 2 avril, Messi ouvre le score lors du quart de finale aller de la Ligue des champions face au Paris SG, au Parc des Princes, puis se blesse. Préservé au retour, il entre en jeu alors que son équipe est virtuellement éliminée et retourne la situation avec une accélération. Pedro égalise et permet au Barça de se qualifier pour la sixième fois consécutive en demi-finale, du jamais vu,. Diminué par la blessure, Messi ne peut pas cependant empêcher l'élimination de son équipe en demi-finale face au Bayern de Munich, écrasant vainqueur sur les deux matchs (7-0). Le 11 mai, le FC Messi remporte avec Barcelone son sixième titre de champion d'Espagne. Le lendemain il se blesse à nouveau à la cuisse et termine là sa saison. Auteur de 46 réalisations en Liga, Messi est Pichichi et Soulier d'or européen pour la troisième fois, une première.
Avec la sélection, Messi dispute les éliminatoires pour la Coupe du monde 2014. Alejandro Sabella, qui l'aligne le plus souvent comme électron libre, parvient à le mettre dans les conditions adéquates pour qu'il atteigne un niveau proche de celui de Barcelone. Il inscrit dix buts en six matchs. En octobre, son doublé permet à la sélection de battre l'Uruguay et de prendre la tête de la zone Amsud. Le 23 mars, double passeur et buteur, il est décisif face au Venezuela. Les spectateurs l'acclament et scandent son nom, symbole d'une réconciliation longue à s'être dessinée entre Messi et son pays,. En juin 2013, il participe à trois matchs avec l'Albiceleste. Pour son dernier match de la saison, Messi inscrit trois buts au Guatemala et devient le second meilleur buteur de son pays avec 35 réalisations, devant Maradona et à égalité avec Hernán Crespo.

##### Première finale de Coupe du monde (2013-2014)
Remis de sa blessure, Messi reprend l'entraînement dès le 15 juillet avec la plénitude de ses capacités physiques. L'entraineur Tito Vilanova, malade, démissionne quelques jours plus tard. Les dirigeants choisissent pour le remplacer l'Argentin Gerardo Martino, un entraîneur pratiquement inconnu en Europe, mais une grande figure de Newell's Old Boys, l'ancien club de Messi, qui aurait été consulté sur le choix de l'entraîneur. Messi réussit ses matchs de présaison, mais il manque la rencontre Italie-Argentine organisée à Rome le 14 août en l'honneur du pape François en raison d'une surcharge au quadriceps de la jambe gauche,.
Titulaire pour le match d'ouverture de la Liga le 18 août, Messi inscrit un doublé avant d'être remplacé à la 70e minute, ce qui ne lui était plus arrivé depuis plus de trois ans, sauf blessure. Trois jours plus tard, en Supercoupe d'Espagne, il est victime d'une contusion et cède de nouveau sa place, cette fois à la mi-temps. La presse commence à s'inquiéter des lésions du joueur,, mais il est titulaire au match retour une semaine plus tard et remporte pour la sixième fois le trophée. Le 1er septembre, il inscrit son premier triplé de la saison lors de la première mi-temps contre le Valence CF (3-2), qui permet au Barça de prendre la tête du championnat. Il garde son extraordinaire cadence de buts, avec notamment un triplé le 18 septembre contre l'Ajax Amsterdam en Ligue des champions. Le 28 septembre, il inscrit son 324e but avec le FC Barcelone avant d'être remplacé dès la 21e minute par Andrés Iniesta pour une lésion musculaire au biceps fémoral droit qui l'oblige à se reposer pendant trois semaines. Messi revient brièvement à la compétition, marque notamment deux fois contre l'AC Milan, avant de subir le 11 novembre sur la pelouse du Bétis Séville une déchirure musculaire au biceps fémoral qui l'éloigne des terrains pour deux mois.
Lionel Messi, déterminé à retrouver ses coéquipiers le plus vite possible, suit une récupération intensive à Rosario. En janvier 2014, il perd le Ballon d'or, attribué cette fois à son grand rival du Real Madrid Cristiano Ronaldo, après un vote serré. Ce dernier n'a pas gagné de titre cette année (contrairement au troisième, Franck Ribéry, qui en a gagné cinq) mais brille comme l'Argentin par le nombre extraordinaire de buts qu'il inscrit. Messi réalise son retour en signant deux doublés consécutifs en Coupe. Bien que manquant de rythme, La Pulga est particulièrement sollicitée par Tata Martino. Il met fin à une inhabituelle période de 126 jours sans marquer en championnat, le 1er février face à Valence sur pénalty. Il retrouve ensuite vite le chemin des filets, avec deux doublés de suite en championnat puis deux buts décisifs en Coupe d'Espagne et en huitième de finale de la Ligue des champions contre Manchester City, sur pénalty. Avec 338 buts inscrits toutes compétitions confondues sous les couleurs du FC Barcelone, Messi dépasse le record parmi les clubs espagnols, devant le Basque Telmo Zarra (335 buts pour l'Athletic Bilbao) et Raúl (323 buts pour le Real Madrid). Il inscrit un magnifique coup franc le 4 mars contre Almeria, marque encore le 12 mars contre Manchester City, puis inscrit un triplé contre Osasuna. Lors du Clásico du 23 mars, il signe un triplé ainsi qu'une passe décisive, qui lui permet de devenir à 26 ans le meilleur buteur de l'histoire du derby espagnol. Contre toute attente, le FC Barcelone enchaîne trois défaites en avril, à un moment clé de la saison : d'abord en quart de finale de la Ligue des champions contre l'Atlético Madrid le 9 avril - Messi y est particulièrement décevant, puis en Liga à Grenade et enfin face au Real Madrid en finale de la Coupe d'Espagne. Touché par la disparition de leur ancien entraîneur Tito Vilanova le 25 avril, les Barcelonais se reprennent cependant et restent au contact de l'Atlético Madrid, le leader du championnat, grâce notamment à plusieurs buts décisifs de leur no 10. Les deux équipes s'affrontent à la dernière journée. Messi, à la limite du hors-jeu, pense offrir la victoire aux siens à la 64e minute mais le but est refusé par l'arbitre Mateu Lahoz, et l'Atlético Madrid remporte le championnat grâce au point du match nul.
Malgré cette saison sans trophée, Messi signe une prolongation de contrat jusqu'en 2019, alors que certains clubs se sont montrés intéressés par un possible transfert. Il devient le footballeur le mieux payé au monde, avec un salaire de 20 millions d'euros par an. Le 5 juin, la chaîne catalane TV3 révèle que Tito Vilanova, malade, serait intervenu pour persuader le joueur de rester au club.

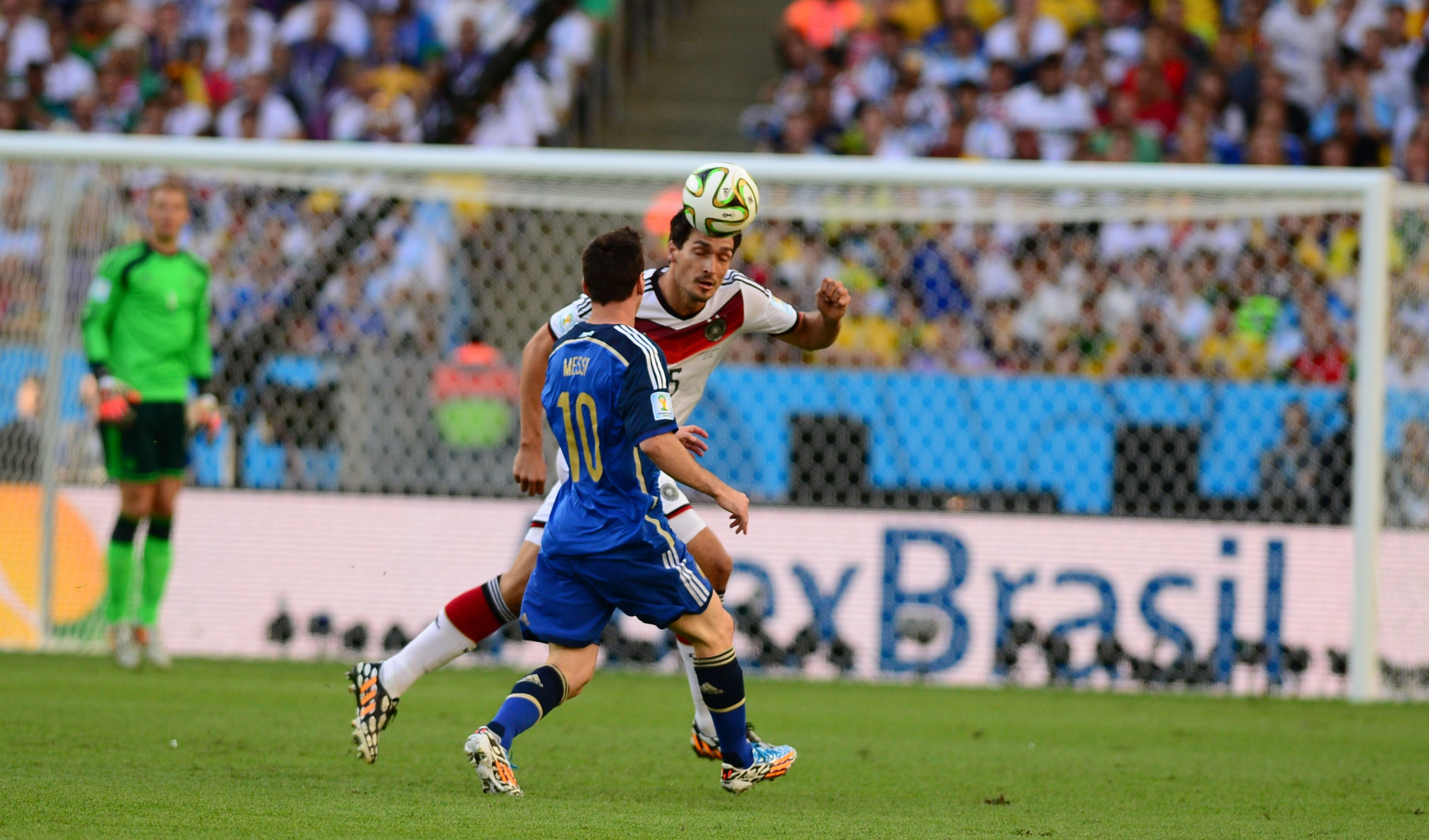
Messi lors de la finale de la Coupe du monde.

Après sa saison avec Barcelone, Messi rejoint sa sélection pour préparer la Coupe du monde au Brésil. Le 11 septembre 2013, il a été l'auteur d'un doublé face au Paraguay qui a qualifié son pays. Diminué physiquement, Messi, capitaine, est aussi touché par les critiques dont il a été la cible. Les Argentins commencent le tournoi sans être favoris. Messi inscrit cependant quatre buts lors du premier tour, face à la Bosnie-Herzégovine, l'Iran et le Nigeria. Fort des dix-sept dribbles réussis, il est élu trois fois homme du match, une première. En huitième de finale contre la Suisse, Messi offre le but de la victoire à Ángel Di María et est élu homme du match pour la quatrième fois consécutive. Il est ensuite à l'origine du but de Gonzalo Higuaín qui élimine la Belgique en quart de finale. En demi-finale face aux Pays-Bas, il ne parvient pas à se montrer dangereux, tout comme ses coéquipiers. Les deux équipes se départagent aux tirs au but après un nul vierge. Messi inscrit le sien, et les Argentins l'emportent 4-2.

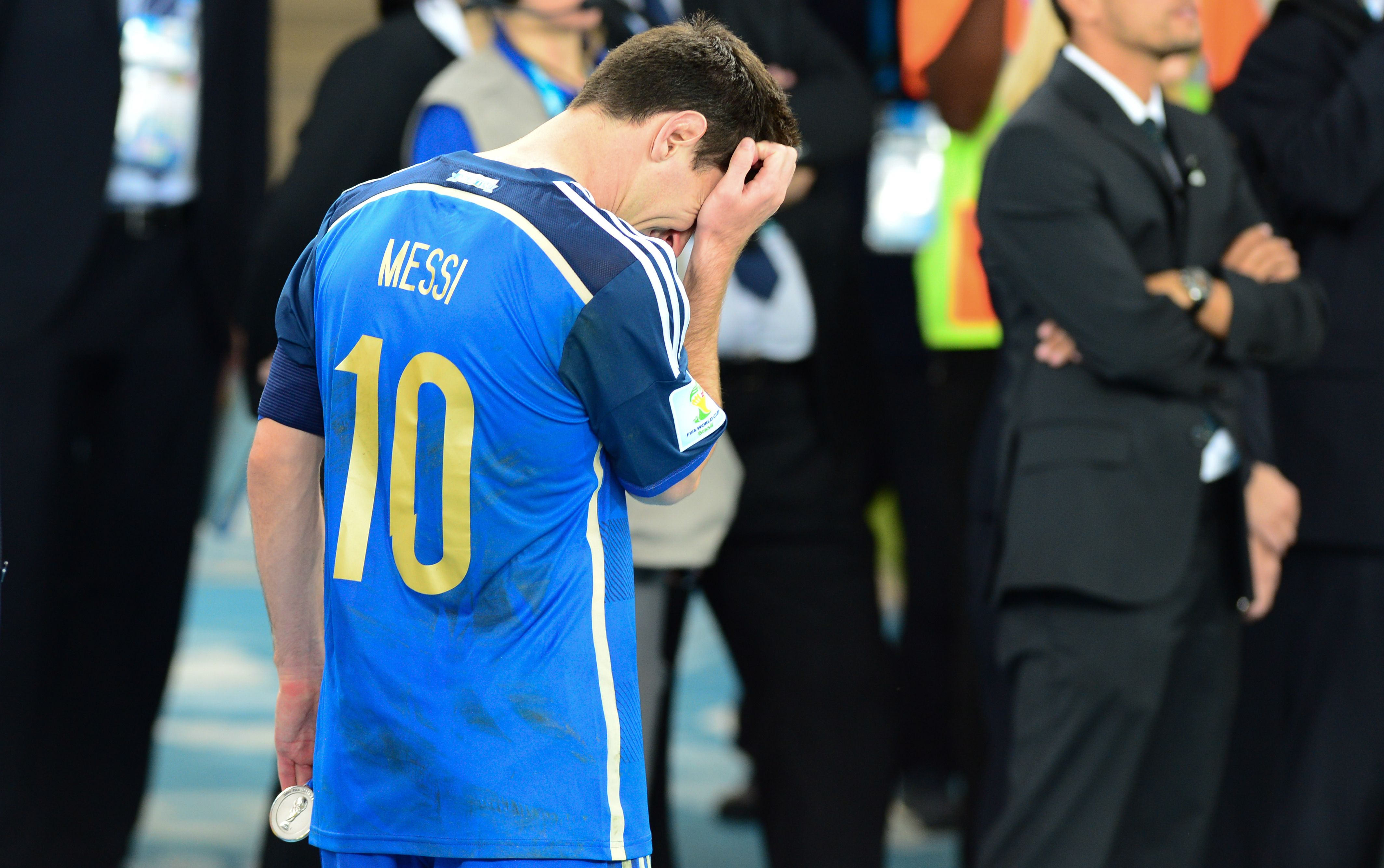
Messi, dépité, après la défaite de l'Argentine face à l'Allemagne.

Les Argentins retrouvent en finale les Allemands, qui ont impressionné en écrasant le Brésil, pays-hôte, en demi-finale. Le match est équilibré, mais Messi est malheureux lors des occasions qu'il se crée. Finalement, les Allemands marquent au bout de la prolongation et l'emportent. Malgré la défaite, Messi est nommé meilleur joueur du tournoi, ce qui suscite une polémique.

#### Retour au sommet avec Barcelone

##### Le quintuplé du Barca version «MSN» (2015)

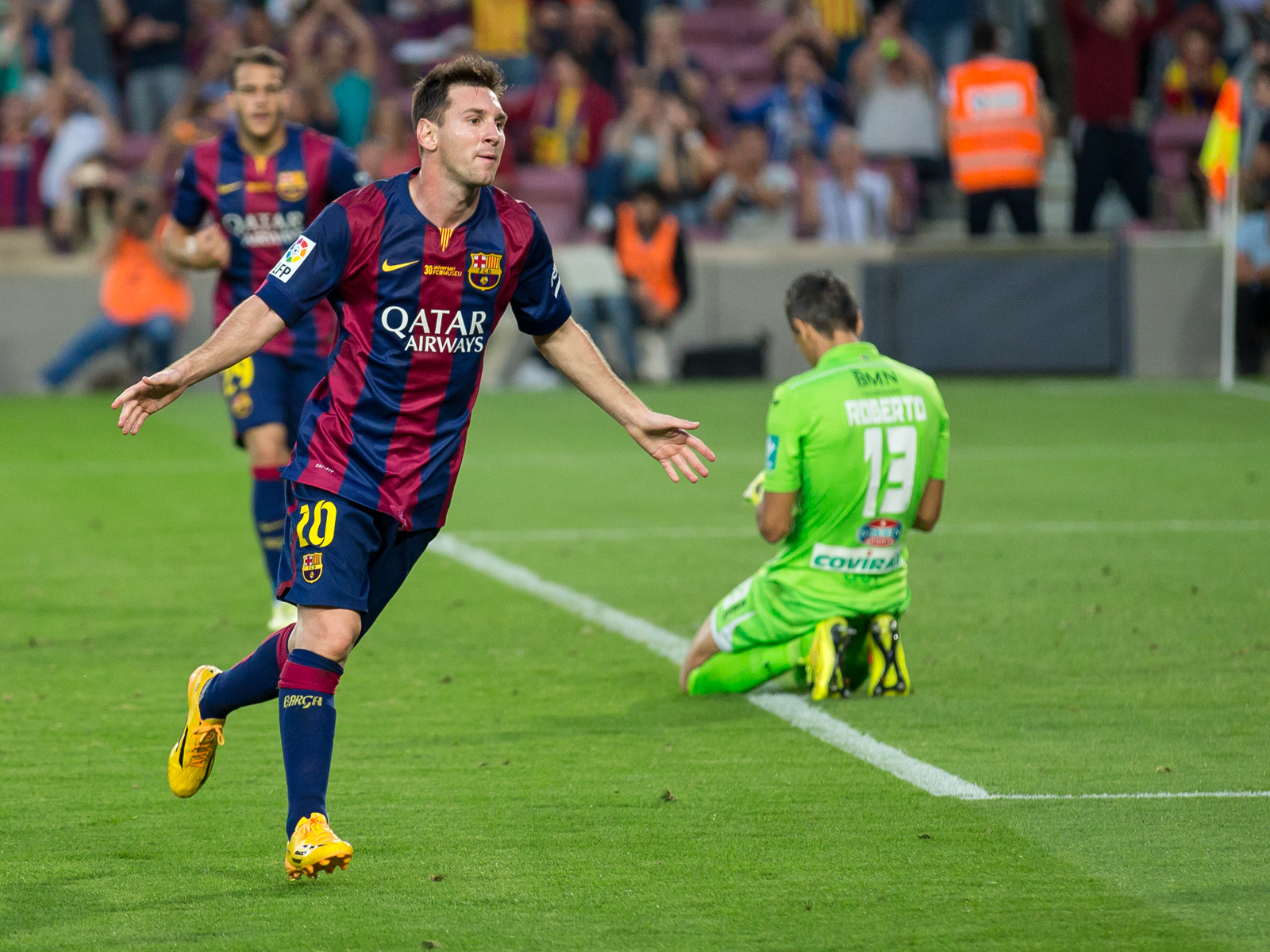
Messi, célébrant un but face à Grenade.

Pendant l'été, Tata Martino accepte de prendre en main la sélection argentine et quitte donc le FC Barcelone, qui le remplace par Luis Enrique, ancien joueur emblématique et entraineur de la réserve. Du fait du Mondial, Messi ne reprend l'entraînement que tardivement. Il marque dès la première journée de Liga un doublé mais il connaît fin aout une surcharge au biceps fémoral droit, un muscle souvent touché depuis un an. Il manque notamment le match amical opposant l'Argentine aux champions du monde allemands le 3 septembre.
Luis Enrique replace Messi au poste de meneur de jeu, une position qui lui permet d'avoir davantage de liberté sur le terrain mais où il doit aussi participer aux tâches défensives. Il devient le principal dépositaire du jeu des Culés, avec devant lui le Brésilien Neymar et l'Uruguayen Luis Suárez, les nouveaux attaquants de l'équipe catalane. La Pulga fait preuve d'altruisme, distribuant les passes décisives et comblant les carences d'un milieu de terrain usé physiquement, à l'image de Xavi Hernandez, toujours précieux, mais moins endurant. Il marque toujours, notamment contre Grenade face auquel il atteint la barre des 400 buts en carrière professionnelle, puis cinq fois en Ligue des champions novembre, sur les pelouses de l'Ajax Amsterdam et de l'APOEL Nicosie, ce qui le hisse alors en tête des buteurs de la Ligue des champions (avec 74 réalisations en 91 matchs). Le 7 décembre, il est l'auteur d'un troisième triplé en l'espace de deux semaines, lors du Derby barcelonais en Liga.
Le 5 janvier, après une défaite lors du premier match de l'année, et à la suite des départs d'Andoni Zubizarreta, directeur sportif du club, et de son adjoint Carles Puyol, les médias font état de menaces de départ à Chelsea qu'il aurait proféré en interne. Ses relations avec Luis Enrique sont difficiles et créent des tensions au sein du vestiaire catalan, à tel point que les trois autres capitaines de l'équipe (Xavi, Andrés Iniesta et Sergio Busquets) sont obligés d'intervenir. Il reçoit le 11 janvier le titre de meilleur buteur de l'histoire de la Liga des mains de Carles Rexach, l'homme qui l'a fait entrer au Barça en septembre 2000, et réalise le même soir un grand match contre l'Atlético Madrid en Liga, où il est impliqué dans quatre buts.
Le 12 janvier, il termine à la deuxième place du FIFA Ballon d'or 2014 avec 15,76 % des votes, derrière le Portugais Cristiano Ronaldo, vainqueur de la Ligue des champions. Le 18 janvier, il signe un triplé sur la pelouse du Deportivo La Corogne et suit son rythme de buteur effréné. Le 8 février, il réalise une grande performance face à l'Athletic Bilbao marquée par un but et deux passes décisives pour Luis Suárez et Neymar, qui permet à son équipe de revenir à un point du Real Madrid. Le 15 février, pour son 300e match de Liga, Messi devient le meilleur passeur de l'histoire du championnat espagnol (depuis 1990) avec une 106e passe décisive, pour Neymar. Le 8 mars, Messi réalise face au Rayo Vallecano son 24e triplé en Liga, un autre record. Il s'assure ainsi d'une septième saison consécutive terminée avec plus de 40 buts toutes compétitions confondues. En huitième de finale de la Ligue des champions, le FC Barcelone vient à bout de Manchester City, grâce notamment à deux prestations abouties de Messi, impliqué sur les trois buts de Luis Suárez et Ivan Rakitić. Messi se fait remarquer en réalisant des petits ponts millimétrés sur Fernandinho et James Milner. En conférence de presse d'après match, Luis Enrique dit de lui : « C'est le meilleur joueur du monde, sans aucun doute, à l'époque actuelle, et de l'histoire du football. ».
Touché physiquement fin mars, il est ménagé en équipe d'Argentine et retrouve son efficacité en avril. En quart de finale de la Ligue des champions, il brille avec ses compères d'attaque, Neymar et Luis Suárez, face au Paris Saint-Germain, impuissant. Le trio enchaîne les performances de haut vol en championnat, marquant et s'offrant des passes décisives à chaque rencontre. Le 6 mai, en demi-finale aller de la Ligue des champions contre le Bayern Munich de Pep Guardiola, il signe un doublé et offre le troisième but à Neymar. Au retour, il est à l'origine des deux buts marqués par le Brésilien qui assurent la qualification du Barça en finale (2-3). Le 17 mai, un an jour pour jour après le sacre de l'Atlético Madrid au Camp Nou, le FC Barcelone est champion d'Espagne pour la 23e fois de son histoire. Messi, encore une fois buteur, remporte à 27 ans sa septième Liga. Il termine deuxième meilleur buteur du championnat avec 43 buts, derrière Cristiano Ronaldo (48 unités), et meilleur passeur (18 passes décisives). Le 30 mai, le lutin argentin est avec un nouveau doublé un grand artisan de la victoire du Barça en finale de la Coupe d'Espagne face à l'Athletic Bilbao. Le 6 juin, son équipe remporte la Ligue des champions pour la quatrième fois en dix ans, face à la Juventus Turin à Berlin (3-1). Messi, impliqué sur les trois buts des siens, finit co-meilleur buteur du tournoi (10 buts) et co-meilleur passeur (5 passes décisives) avec ses coéquipiers Neymar et Andrés Iniesta.
La saison de Lionel Messi en sélection est marquée par le Superclásico de las Américas organisé à Pékin le 11 octobre, au cours duquel il voit son pénalty arrêté par le gardien brésilien, par une série de matchs amicaux (Hong Kong, Croatie, Portugal), qui lui permet notamment de marquer trois nouveaux buts, et par la Copa América 2015, dont l'Argentine est une des favorites. Elle finit en tête de son groupe, sans briller cependant, Messi signant un but et une passe décisive, puis vient à bout de la Colombie en quart de finale aux tirs au but (0-0). Elle humilie le Paraguay en demi-finale (6-1), aidée par une grande performance de Messi, impliqué sur cinq buts. En finale contre le Chili, pays hôte, Messi est parfaitement muselé et voit les coéquipiers d'Alexis Sánchez s'imposer (0-0, 4-1 a.p. t.a.b).

Messi face à Éver Banega, son compatriote, lors de la Supercoupe de l'UEFA 2015.

De retour à Barcelone, Messi remporte une nouvelle Supercoupe de l'UEFA aux dépens du FC Séville à la suite d'un match spectaculaire (5-4 a.p.). Auteur de deux sublimes coups francs, Messi est élu homme du match. Au sein d'une équipe bis, il ne peut pas en faire autant contre l'Athletic Bilbao en Supercoupe d'Espagne. Le 28 août, pour la deuxième fois de sa carrière, il est élu meilleur joueur européen de l'année par l'UEFA à Nyon, devançant son coéquipier Luis Suárez et Cristiano Ronaldo.
Début septembre, il répond aux rumeurs de sa démotivation en sélection alimentées par la presse argentine en réalisant un doublé contre la Bolivie puis en égalisant contre le Mexique. Le 12 septembre 2015, il fête la naissance de son fils Mateo avec un but décisif contre l'Atlético Madrid (2-1). Deux semaines plus tard, il est victime d'une rupture du ligament collatéral interne du genou gauche qui le tient éloigné des terrains pendant deux mois. Il fait son retour le 21 novembre 2015 devant le Real Madrid, battu 4-0 en Liga. Trois jours plus tard, il signe un grand match contre à l'AS Roma (doublé et passe décisive), battue 6-1. Fin novembre, il est élu meilleur joueur et meilleur attaquant de la Liga.
Fin décembre, Messi part au Japon disputer la Coupe du monde des clubs. Victime d'une colique néphrétique, il est préservé en demi-finale mais joue et marque en finale face aux Argentins de River Plate (3-0). C'est un quintuplé pour le FC Barcelone en 2015 et déjà la troisième couronne mondiale pour Messi avec son club. Il devient par la même occasion le joueur le plus titré de l'histoire du club avec Andrés Iniesta (26 titres).
Il termine l'année civile avec un bilan de 53 buts et 27 passes décisives. Le 11 janvier 2016, Lionel Messi est élu FIFA Ballon d'or 2015 avec 41,33 % des votes, devant le Portugais Cristiano Ronaldo et son coéquipier brésilien Neymar, les deux autres finalistes. Il remporte ce titre de meilleur joueur du monde pour la cinquième fois de sa carrière, ce qui constitue une performance inédite.

##### Nouvelle désillusion en sélection (2016)
Lionel Messi commence fort l'année 2016, avec de nombreux buts et passes décisives en championnat et en Coupe d'Espagne. Ils lui valent d'être élu meilleur joueur du mois de janvier en Liga. Le 14 février, auteur d'un but sur coup franc et de deux passes décisives, il rend hommage à Johan Cruyff et Jesper Olsen en réalisant une combinaison ingénieuse avec Luis Suárez sur pénalty face au Celta Vigo, battu 6-1. Le 17 février, il passe le cap des 300 buts marqués en Liga avec un doublé sur la pelouse du Sporting Gijon et la semaine suivante inscrit un doublé sur le terrain d'Arsenal en huitième de finale de la Ligue des champions. En mars, il ne peut éviter l'élimination de son équipe en Ligue des champions face à l'Atlético Madrid (qui affrontera le Real Madrid en finale). Peu après, il inscrit son 500e but sous les couleurs du FC Barcelone. Il est ensuite décisif lors des victoires offrant les Barcelonais deux nouveaux titres, en championnat (sa 8e couronne) et en Coupe du Roi.
En juin se tient aux États-Unis la Copa América Centenario. Absent lors du premier match, Messi inscrit un triplé lors du second match contre le Panama. Il est encore décisif en quarts de finale contre le Venezuela, puis en demi-finale contre les États-Unis, passant devant Gabriel Batistuta au classement des meilleurs buteurs de l'équipe d'Argentine. Il connait cependant une nouvelle fois la défaite en finale, face au Chili, aux tirs au but (0-0, 4-2 a.p. t.a.b). À la suite de ce nouvel échec, il annonce sa retraite internationale.
A l'appel de nombreuses personnalités, telles que le président argentin Mauricio Macri, Diego Maradona, ou encore sa compagne, et que sa ville natale ait inauguré une statue à son effigie, Messi annonce finalement en août revenir sur sa décision

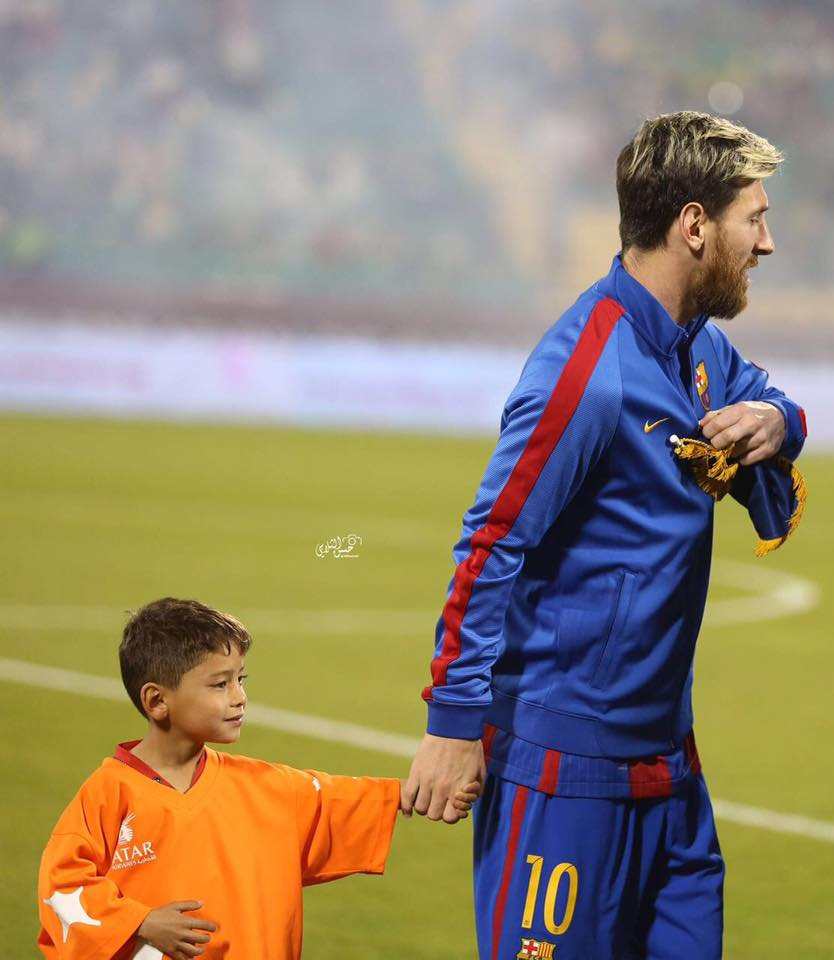
Messi lors d'un match amical de charité face à Al-Ahli Dubaï avec un enfant.

Lionel Messi commence sa saison 2016-2017 en remportant la Supercoupe d'Espagne comme capitaine, en l'absence d'Andrés Iniesta. Trois jours plus tard, il inscrit deux buts et délivre une passe décisive lors du match d'ouverture de la Liga contre le Betis (6-2). Le 13 septembre, il inscrit son premier triplé de la saison en ouverture de la Ligue des champions contre le Celtic Glasgow (7-0). La semaine suivante, il subit une blessure à l'aine contre l'Atlético Madrid, qui l'éloigne des terrains pendant trois semaines. Il marque trois minutes après son retour en jeu, le 16 octobre contre La Corogne, et inscrit ensuite son 37e triplé en club contre Manchester City (4-0). Le 1er novembre, il dépasse le record de buts en Ligue des champions, détenu jusque là par Raúl. Il termine l'année avec 51 buts, ce qui fait de lui le meilleur buteur d'Europe devant Zlatan Ibrahimović. Mais Cristiano Ronaldo, vainqueur de la Ligue des champions avec Madrid et du championnat d'Europe avec le Portugal, le devance aux classements du Ballon d'or, son quatrième, et du prix du Meilleur footballeur de l'année FIFA.
Le 4 février 2017, Messi inscrit son 27e but sur coup franc contre l'Athletic Bilbao (3-0) et dépasse ainsi le record détenu par Ronald Koeman. Le 23 avril, Messi marque le but de la victoire contre le Real Madrid (3-2) dans les ultimes instants, avant d'exhiber son maillot devant tous les supporteurs madrilènes, célébration mémorable qui fit le tour du monde. C'est son 500e but avec le FC Barcelone. Le 27 mai, le Barça remporte la Coupe d'Espagne pour la troisième année consécutive, Messi étant nommé homme du match en finale contre Alavés (3-1). En Ligue des champions, il inscrit 11 buts en 7 matchs, dont l'incroyable remontée en huitième de finale face au Paris SG, et finit à ce titre meilleur buteur de son équipe. Mais il ne peut empêcher l'élimination de son club dès les quarts de finale face à la Juventus Turin. Au terme du championnat, Barcelone termine deuxième derrière le Real Madrid. Messi gagne cependant la course au trophée de meilleur buteur avec 37 buts, et par la même occasion le Soulier d'or européen pour la quatrième fois et le Trophée Di Stéfano du meilleur joueur de la Liga. Au total, il termine la saison 2016-2017 avec 54 buts et 16 passes décisives en 52 matchs.

#### Dernières saisons à Barcelone
Alors que La Pulga entame sa quatorzième saison avec le Barça, son coéquipier Neymar choisit de quitter le club pour rejoindre le Paris Saint-Germain. Ce transfert marque un coup dur pour les Barcelonais et pour Messi, très proche du Brésilien, et marque la fin de la « MSN », trio formé par Messi, Suarez et Neymar, auteur de 364 buts et 211 passes décisives en trois saisons. Luis Enrique, l'entraîneur du club depuis trois ans, ne renouvelle pas non plus son contrat et Ernesto Valverde est choisi pour le remplacer.
Le Barça commence la saison face au Real Madrid lors de la Supercoupe d'Espagne et perd les deux matchs (1-3, 2-0), Messi marquant l'unique but de son équipe. Le Barça réalise cependant un très bon début de saison et se détache rapidement en tête de la Liga, bien aidé par les 19 buts lors des 20 premiers matchs de la saison. En Ligue des champions, le Barça se retrouve dans le même groupe que son bourreau de l'an passé, la Juventus de Gianluigi Buffon contre qui Messi n'a jamais marqué en trois confrontations. Cette bonne série du gardien italien prend fin lors de la victoire 3-0 au Camp Nou le 12 septembre 2017 avec un doublé de Messi.

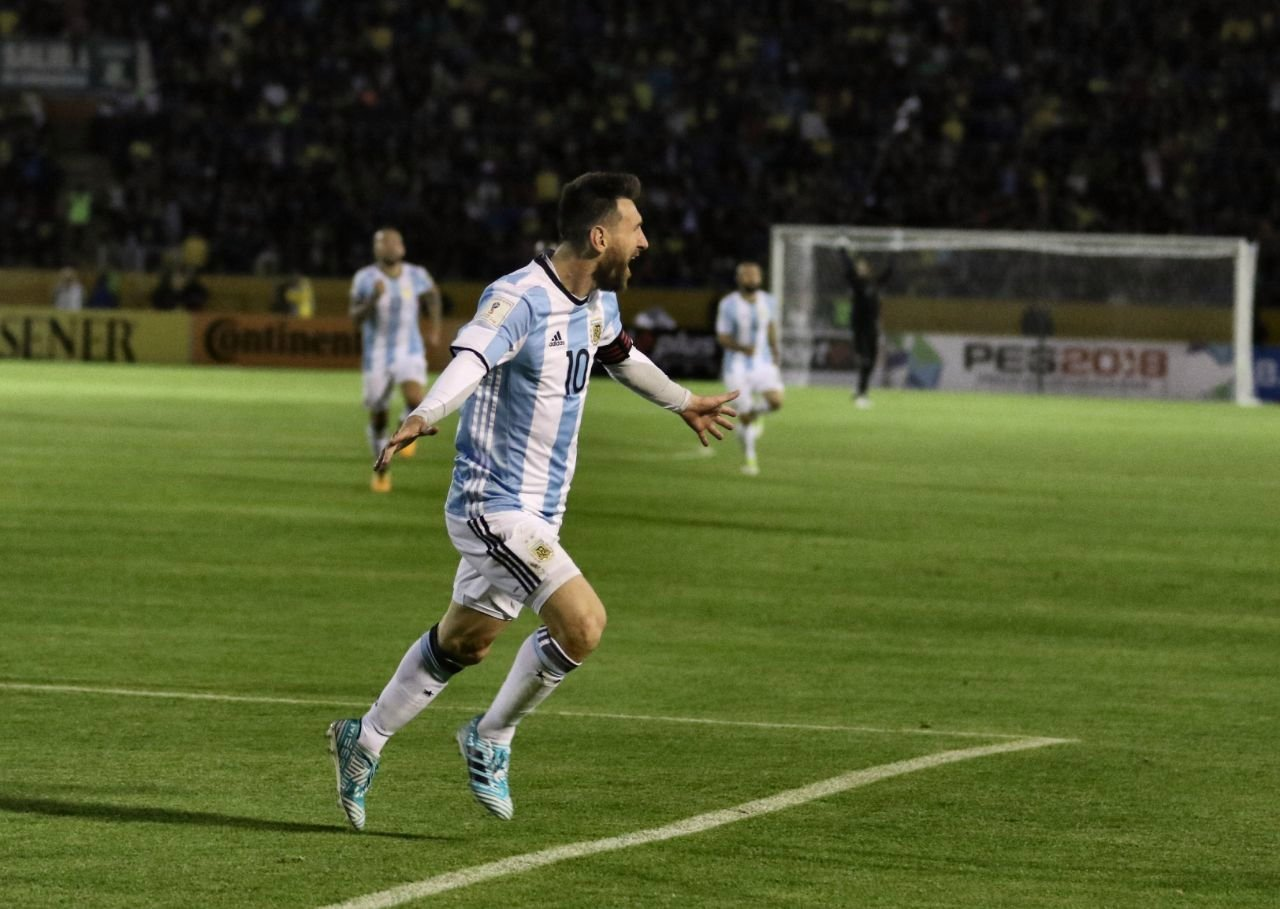
Messi célébrant son but face à l'Équateur, offrant la qualification au mondial à l'Argentine.

En sélection, l'Argentine est au plus mal dans les qualifications de Coupe du monde, l'Albiceleste doit attendre la dernière journée pour assurer sa qualification pour le prochain mondial, grâce à un triplé de Messi face à l'Équateur (victoire 3-1).
Le 10 décembre 2017, Messi égale le record de Gerd Müller comme meilleur buteur dans un seul club des grands championnats européens avec 525 buts. Le 23 décembre 2017, le Barça humilie le Real au Stade Santiago-Bernabéu sur le score de 3-0 ; Messi réalise une prestation exceptionnelle, ponctuée d'une célébration « provocatrice » de son but. Ce but lui permet aussi d'être le deuxième meilleur buteur de l'année avec 54 buts (toutes compétitions confondues), derrière l'Anglais Harry Kane. Il termine pour la quatrième fois en cinq ans à la deuxième place du Ballon d'or derrière Cristiano Ronaldo, de nouveau champion d'Europe avec le Real.
Le 7 janvier 2018, il joue face au Levante UD son 400e match en première division et signe son 365e but dans la compétition. En Ligue des champions, Barcelone termine premier de son groupe et affronte Chelsea en huitièmes de finale. Au match aller à Londres, le Barça est bousculé mais Messi égalise en fin de match. Au retour, Messi offre la qualification au Barça grâce à un doublé et une passe décisive (3-0). Au tour suivant, le Barça remporte facilement le match aller au Camp Nou contre l'AS Rome (4-1), avant de s'effondrer au retour en Italie et d'être éliminé une nouvelle fois (0-3). Messi, impuissant sur ce match et muet lors des deux rencontres, quitte la compétition avec six réalisations.
Quelques jours plus tard, Messi remporte une neuvième fois la Liga avec une avance confortable sur l'Atlético de Madrid et une sixième Coupe du Roi face au Séville FC, écrasé en finale. En fin de saison, il remporte son cinquième Soulier d'or européen avec 34 buts marqués en championnat d'Espagne. Également co-meilleur passeur du championnat, il remporte le Trophée Di Stéfano de meilleur joueur de la Liga pour la sixième fois.

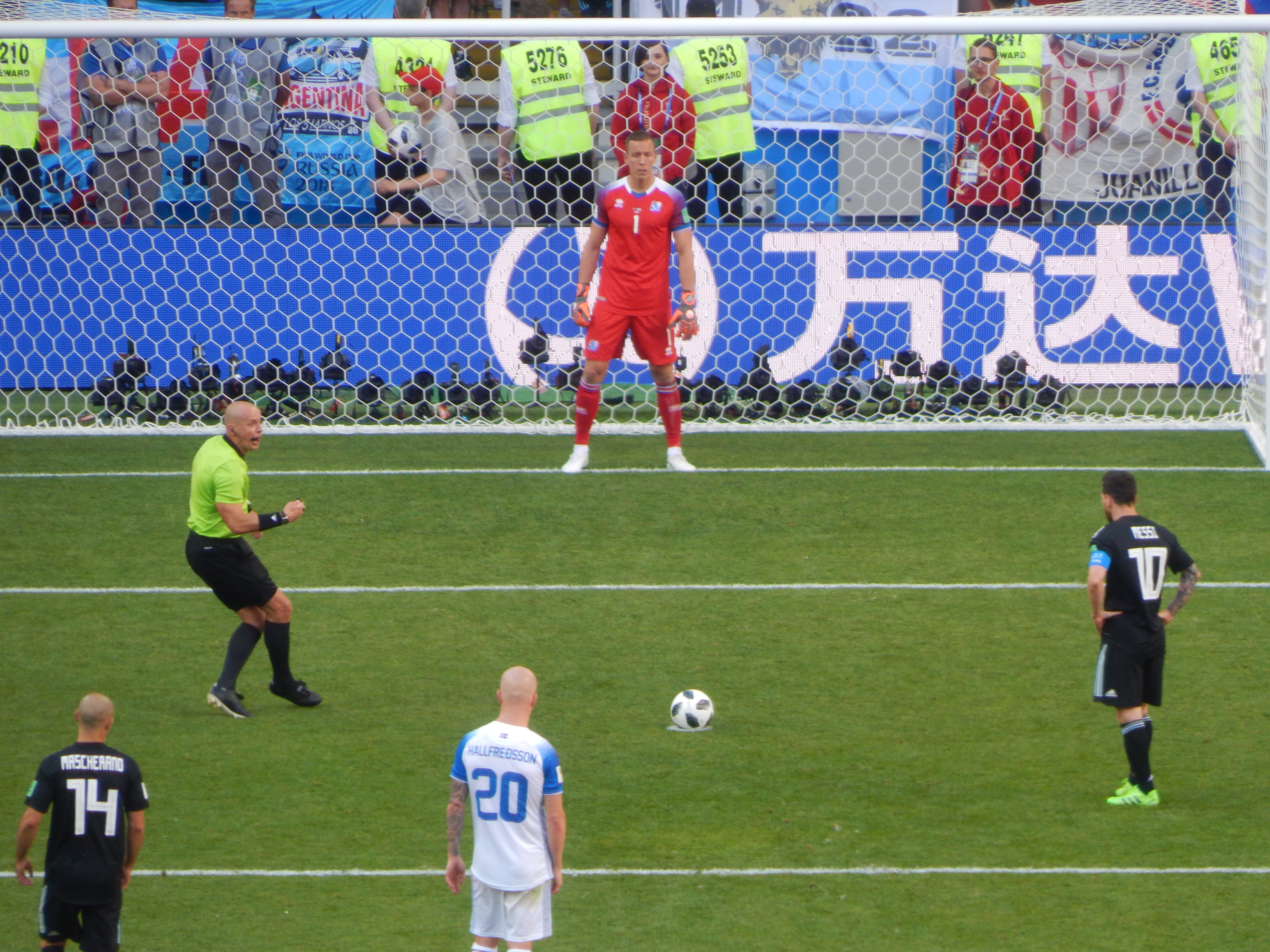
Messi s'apprêtant à tirer un penalty face à l'Islande pendant la Coupe du monde 2018.

Il dispute avec l'Argentine une quatrième Coupe du monde en 2018 en Russie. L'Argentine, vice-championne, concède un match nul décevant contre l'Islande (1-1, Messi voyant un penalty arrêté par le gardien), puis s'incline lourdement contre la Croatie (0-3). Une victoire sur le Nigeria (2-1, avec un but de Messi) lui offre de justesse la qualification en huitième de finale. Lors de ce dernier match, Messi prend le record le plus de dribbles en Coupe du monde à Maradona. L'Albiceleste s'incline finalement au match suivant face à la France (4-3). Le tournoi est entaché de nombreuses polémiques du côté de la sélection argentine, où plusieurs joueurs se seraient opposés a l'entraîneur Jorge Sampaoli après la défaite face à la Croatie. Messi et Javier Mascherano auraient mené cette opposition et conduit notamment Sampaoli a refaire jouer l'Argentine avec quatre défenseurs plutôt que trois[réf. nécessaire].

##### Capitaine et joueur le plus titré de son histoire (2018-2019)

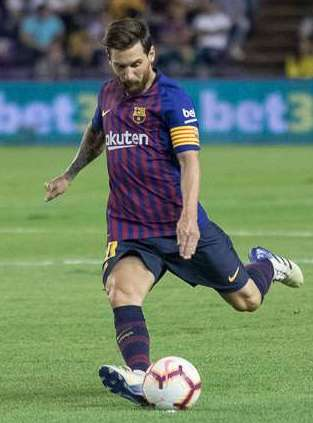
Messi lors de la troisième journée de championnat face au Real Valladolid.

À la suite du départ d'Andrés Iniesta au Japon, Lionel Messi devient capitaine du FC Barcelone en juillet 2018. Avec un nouveau succès en Supercoupe d'Espagne, il compte un 33e titre avec le club barcelonais, devenant ainsi le joueur le plus titré de l'histoire du club blaugrana.
Messi attaque le championnat par deux nouveaux buts, dont l'un, sur coup franc, est le 6000e de l'histoire du club - près de dix ans après avoir inscrit le 5000e. Il affirme aux supporters que son ambition est de remporter une nouvelle Ligue des champions cette saison-ci, alors que le club a fait signer plusieurs recrues prestigieuses comme Philippe Coutinho et Ousmane Dembélé. Le 18 septembre, Messi inscrit un triplé pour son premier match de la saison en Ligue des champions face au PSV Eindhoven (4-0). Le 3 octobre face à Tottenham, il réalise une prestation exceptionnelle à Wembley, inscrivant au passage un nouveau doublé (4-2).
Freiné par une fracture au bras subie le 20 octobre, il manque le premier Clasico de la saison et lors de son retour, ne peut empêcher la défaite inattendue de son equipe face au Betis, malgré un doublé (3-4). Alors qu'il possède les meilleures statistiques individuelles de l'année (41 buts, dont dix coups francs, et 15 passes décisives), Messi finit seulement cinquième du classement du Ballon d'or 2018, derrière Luka Modrić, Cristiano Ronaldo, Antoine Griezmann et Kylian Mbappé. L'Argentin paie ses éliminations précoces en Coupe du monde et en Ligue des champions. C'est la première fois qu'il n'apparait pas sur le podium depuis 2006.
Le 13 janvier 2019, il marque son 400e but en championnat espagnol, améliorant encore son record. Le 23 février, il marque face au Séville FC le 50e triplé de sa carrière (44 avec le Barça et 6 avec l'Argentine). En Ligue des champions, il marque un doublé en huitièmes de finale face à l'Olympique lyonnais puis face à Manchester United. C'est la première qualification barcelonaise en demi-finale depuis le titre de 2015. Néanmoins, le Barça ne séduit pas dans sa manière de jouer et parait très dépendant des performances exceptionnelles de Messi, ses coéquipiers ne convaincant pas (que ce soit Coutinho, Suárez, Dembélé, Rakitić ou Vidal), particulièrement sur un plan offensif. Les journalistes soulignent cette « Messi-dépendance », similaire à celle de la sélection argentine.
Après avoir laissé entendre qu'il pourrait prendre sa retraite internationale sans n'avoir rien officialisé, Messi revient en sélection pour un match amical face au Venezuela, sous la houlette du nouveau sélectionneur Lionel Scaloni. L'Albiceleste déçoit et s'incline (3-1). Messi annonce son forfait pour le match suivant face au Maroc, ce qui vaut une perte de 500 000 euros à la fédération argentine et crée polémique.
Lors de la 31e journée, le FC Barcelone affronte son dauphin l'Atlético Madrid. Au bout d'un match difficile, Suárez trouve la faille puis Messi scelle la victoire sur contre-attaque. Une victoire sur Levante le 27 avril assure à Messi un dixième titre de champion d'Espagne, un record au club, son premier en tant que capitaine. C'est son 34e trophée avec le club catalan.
Le 1er mai 2019, Barcelone affronte Liverpool en demi-finale aller de la Ligue de champions. Il signe un doublé, dont son 600e but avec Barcelone, pour une victoire 3-0. Mais comme l'an passé, les Blaugranas s'effondrent au retour à Anfield (0-4) et sont éliminés. En première mi-temps, le Barça, et Messi en particulier, a pourtant eu plusieurs occasions franches, mais s'est heurté à un gardien, Alisson, dans un grand soir. Cette défaite vaut au club et à son entraineur d'être fortement critiqué dans la presse espagnole. Marqués, Messi et les siens s'inclinent ensuite en finale de Coupe du Roi face à Valence.
Avec 36 buts inscrits pendant la saison, il remporte pour la sixième fois le Trophée Pichichi de meilleur buteur de la Liga, égalant ainsi le record du légendaire Telmo Zarra, ainsi que le Soulier d'or européen, un record absolu. Il est aussi le meilleur buteur de la Ligue des champions pour la sixième fois (12 buts). Le 29 août 2019, il est élu meilleur attaquant de l'année par l'UEFA.
Messi participe à la Copa América 2019 avec la sélection argentine au sein d'un effectif rajeuni, avec des joueurs prometteurs tels que Lautaro Martínez et Paulo Dybala et quelques cadres comme Sergio Agüero et Ángel Di María. La qualité de l'équipe semble être plus faible que ses précédentes. Lors du premier match, elle réalise une prestation catastrophique et s'incline face à la Colombie (2-0). Face au Paraguay, elle passe tout près de l'élimination, mais arrache le nul grâce à un pénalty marqué de Messi (1-1). Lors du troisième match, elle l'emporte face au Qatar, invité pour la compétition, les jeunes Giovani Lo Celso et Lautaro Martínez se montrant convaincants, puis elle élimine ensuite le Venezuela en quart de finale. En demi-finale, l'Argentine retrouve le pays organisateur, le Brésil, privé seulement de Neymar, contre qui Messi n'a jamais gagné en compétition officielle. Au terme d'une rencontre intense, entachée de décisions arbitrales polémiques, les Argentins s'inclinent (2-0), Messi voyant son rêve de titre avec la sélection s'envoler de nouveau. Lors de la petite finale face au Chili, Messi a une altercation avec Gary Medel et les deux joueurs sont directement expulsés. Messi refuse de récupérer la médaille de bronze à la fin du match puis critique ouvertement l'arbitrage et la confédération sud-américaine (Conmebol) devant la presse, les accusant même de corruption. À la suite de ces propos, Messi est suspendu pour une période de trois mois.
Malgré la déception, le tournoi est motif d'espoir pour l'Argentine, dont l'effectif jeune est en reconstruction. Ángel Di María rapporte qu'après la défaite face au Brésil, Messi a fait un discours poignant pour ses coéquipiers.

##### Sixième Ballon d'or et meilleur sportif de l'année (2019-2020)
Messi effectue son retour le 17 septembre lors de la première journée de Ligue des champions en rentrant en deuxième mi-temps contre le Borussia Dortmund (0-0). Le 23 septembre, il remporte le prix The Best - Joueur de la FIFA devant Virgil van Dijk et Cristiano Ronaldo. Le 6 octobre, il marque son premier but de la saison sur coup franc lors de la victoire 4-0 du Barça face à Séville, marquant son 420e but en Liga et battre le record de Cristiano Ronaldo de 419 buts inscrits dans les cinq championnat européen. Le 23 octobre, Lionel Messi marque son premier but de la saison en Ligue des champions face au Slavia Prague (2-1) et devient le premier joueur de l'histoire à avoir inscrit au moins un but en phase finale lors de quinze éditions consécutives de Ligue des champions. Il a également égalé le record de Raúl et Cristiano Ronaldo au plus grand nombre d'équipes contre laquelle il a marqué dans la compétition (33). Le 29 octobre, il marque deux buts et délivre deux passes décisives contre le Real Valladolid (5-1) en Liga, son premier but (un coup franc de 35 mètres) était le 50e coup franc de sa carrière. Ses buts (608) l'ont également vu dépasser Cristiano Ronaldo (606) au nombre total de but inscrits en club. Le 9 novembre, il marque trois buts (dont deux coups francs) lors de la victoire 4-1 contre le Celta de Vigo, inscrivant son 34e triplé en Liga et égalé le record de Cristiano Ronaldo. Le 27 novembre, lors de son 700e match sous les couleurs du Barça (613 buts et 240 passes décisives), il marque un but et délivre deux passes décisives face au Borussia Dortmund (3-1) en Ligue des champions. Le Borussia Dortmund est la 34e équipe contre laquelle il marque en C1, battant le précédent record de Cristiano Ronaldo et Raúl (33). Le 2 décembre, Lionel Messi est élu Ballon d'or 2019 devant Virgil van Dijk (Liverpool) et Cristiano Ronaldo (Juventus). Il devient le premier joueur à remporter un sixième Ballon d'or, ce qui constitue un record historique. Le 8 décembre, il présente son Ballon d'or au Camp Nou en inscrivant un triplé lors de la victoire (5-2) contre Majorque. Grâce à ses trois buts, il devient le joueur ayant inscrit le plus de triplés en Liga avec 35 triplés devant Cristiano Ronaldo (34).
En 2020, bien que la saison soit perturbée par la pandémie de Covid-19, Lionel Messi devient une nouvelle fois Pichichi, devançant de deux unités le Français Karim Benzema. Fort de son septième titre de meilleur buteur du championnat d'Espagne, Messi glane au passage son quatrième titre individuel consécutif en la matière. Bien que moins impressionnante statistiquement, la saison 2019-2020 étant la moins prolifique pour la Pulga avec 25 buts (quand ses autres titres avaient été acquis avec un minimum de 34 réalisations), l'Argentin renforce encore un peu plus sa légende en devenant le premier joueur à remporter sept fois ce titre. Le bilan de la saison est néanmoins écorné par la déroute historique subie par le club catalan en quarts de finale de Ligue des champions contre le Bayern Munich (2-8). Il détenait jusqu'alors le précédent record avec l'attaquant de l'Athletic Club de Bilbao Telmo Zarra. Le 14 décembre 2020, il devient membre du Ballon d'Or Dream Team.

##### Victoire en Copa América (2020-2021)
Le 17 janvier 2021, il est exclu dans les toutes dernières minutes de la finale de la Supercoupe d'Espagne contre l'Athletic Bilbao pour un comportement violent, et c'est son premier carton rouge avec les Blaugranas,. Il est suspendu pour deux matchs.
Le 13 février 2021, contre Alavés, il joue son 505e match avec le Barça et égale le record du nombre de présences d'un joueur blaugrana en Liga qui appartenait à Xavi.
Il fait partie de la liste des 28 joueurs retenus par Lionel Scaloni, le sélectionneur de L'Albiceleste, pour participer à la Copa América 2021. Il se fait remarquer le 14 juin 2021 en inscrivant un but sur coup franc direct face au Chili avant que la rencontre ne se finisse sur un match nul (1-1),. Lors du tournoi, il délivre une passe décisive à Guido Rodríguez le 19 juin 2021 face à l'Uruguay puis inscrit un doublé face à la Bolivie le 29 juin. Il dépasse dans le même temps le record du nombre d'apparitions dans l'équipe nationale, auparavant détenu par Javier Mascherano.
Le 4 juillet 2021, en quart de finale, il est déclaré Homme du match face à l'Équateur en étant impliqué sur tous les buts : deux passes décisives pour Rodrigo De Paul puis pour Lautaro Martínez, ainsi qu'un but inscrit dans le temps additionnel en toute fin de match. Le 7 juillet 2021, l'Argentine se qualifie pour la finale après la demi-finale gagnée face à la Colombie aux tirs au but. Le 11 juillet 2021, il remporte son premier trophée majeur avec l'Argentine après une finale remportée 1-0 face au Brésil, à la suite d'un but d'Ángel Di María. Il est déclaré meilleur joueur du tournoi et finit par ailleurs simultanément meilleur buteur (4) et meilleur passeur décisif (5) du tournoi.

#### Départ au Paris SG et champion du monde (2021-2023)

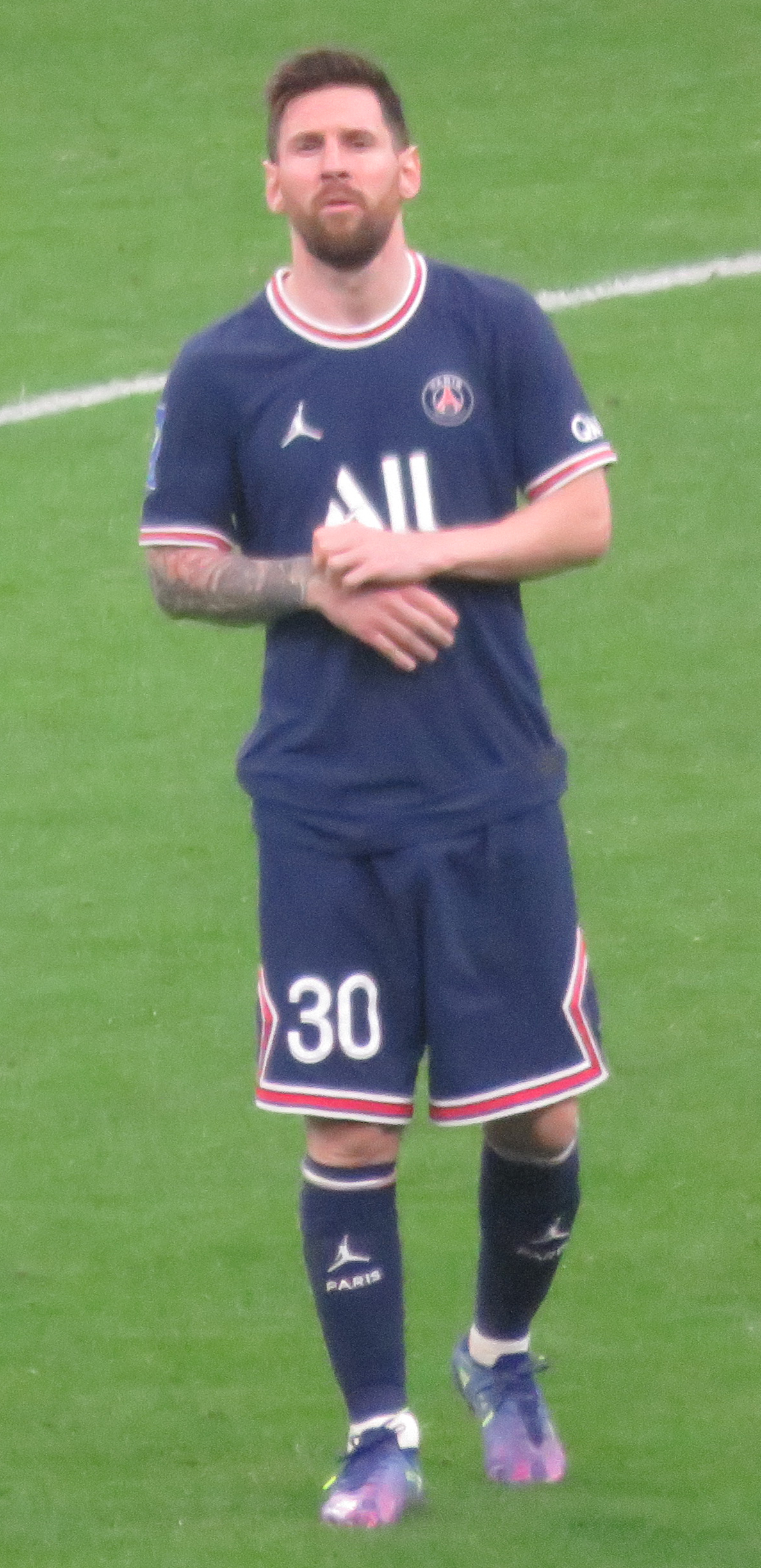
Lionel Messi avec le Paris Saint-Germain, en 2021.

À partir de la date du 1 juillet 2021, le contrat de Lionel Messi avec le FC Barcelone arrive à échéance,. Malgré des rumeurs de renouvellement de contrat avec le club Blaugrana, le joueur est libre de signer où il souhaite. Le 5 août 2021, le FC Barcelone officialise le non-renouvellement du contrat de Lionel Messi en « raison d'obstacles économiques et structurels » alors que des sources évoquent la question de son salaire et du recrutement. Son entourage contacte le Paris Saint-Germain en vue d'un recrutement, qui met tout en œuvre pour préparer sa venue. Les deux parties concluent un accord en quatre jours et demi.
Il signe dans la soirée un contrat de deux ans avec une année supplémentaire en option. Le 29 août 2021, Messi fait ses débuts avec le PSG lors d'une rencontre de Ligue 1 contre le Stade de Reims. Il entre en jeu à la place de Neymar et son équipe l'emporte par deux buts à zéro. Le 15 septembre 2021-, Messi fait ses débuts en Ligue des champions sous ses nouvelles couleurs à l'occasion d'un déplacement face au Club Bruges. Le Paris SG prend très vite l'ascendant sur ses concurrents en championnat et se qualifie pour les huitièmes de finale de la Ligue des champions, mais il s'y incline face au Real Madrid CF, en perdant un avantage de deux buts lors de la dernière demi-heure du match retour.
Resté dans l'ombre de Kylian Mbappé toute la saison, Lionel Messi termine la saison avec seulement six buts en championnat, son total le plus faible depuis la saison 2005-2006. Avec un total de onze buts et quatorze passes décisives toutes compétitions confondues, Messi signe également sa plus modeste saison statistique en club depuis 2006-2007 - sans pour autant donner le sentiment de démériter ou d’être désinvesti.
En sélection, Messi participe aux derniers matchs des éliminatoires de la Coupe du monde, l'Argentine finissant deuxième au classement derrière le Brésil, et se qualifiant directement pour la phase finale du Mondial. La Pulga se distingue lors des matchs du mois de juin 2022. Il réalise une performance remarquée et délivre deux passes décisives lors de la Finalissima contre l'Italie, battue 3-0 par l'Albiceleste. C'est le second titre de Messi en équipe nationale A. Quelques jours plus tard, à l'occasion d'un amical face à l'Estonie, il réalise un quintuplé, le second de sa carrière après celui réussi contre le Bayer Leverkusen en 2012.

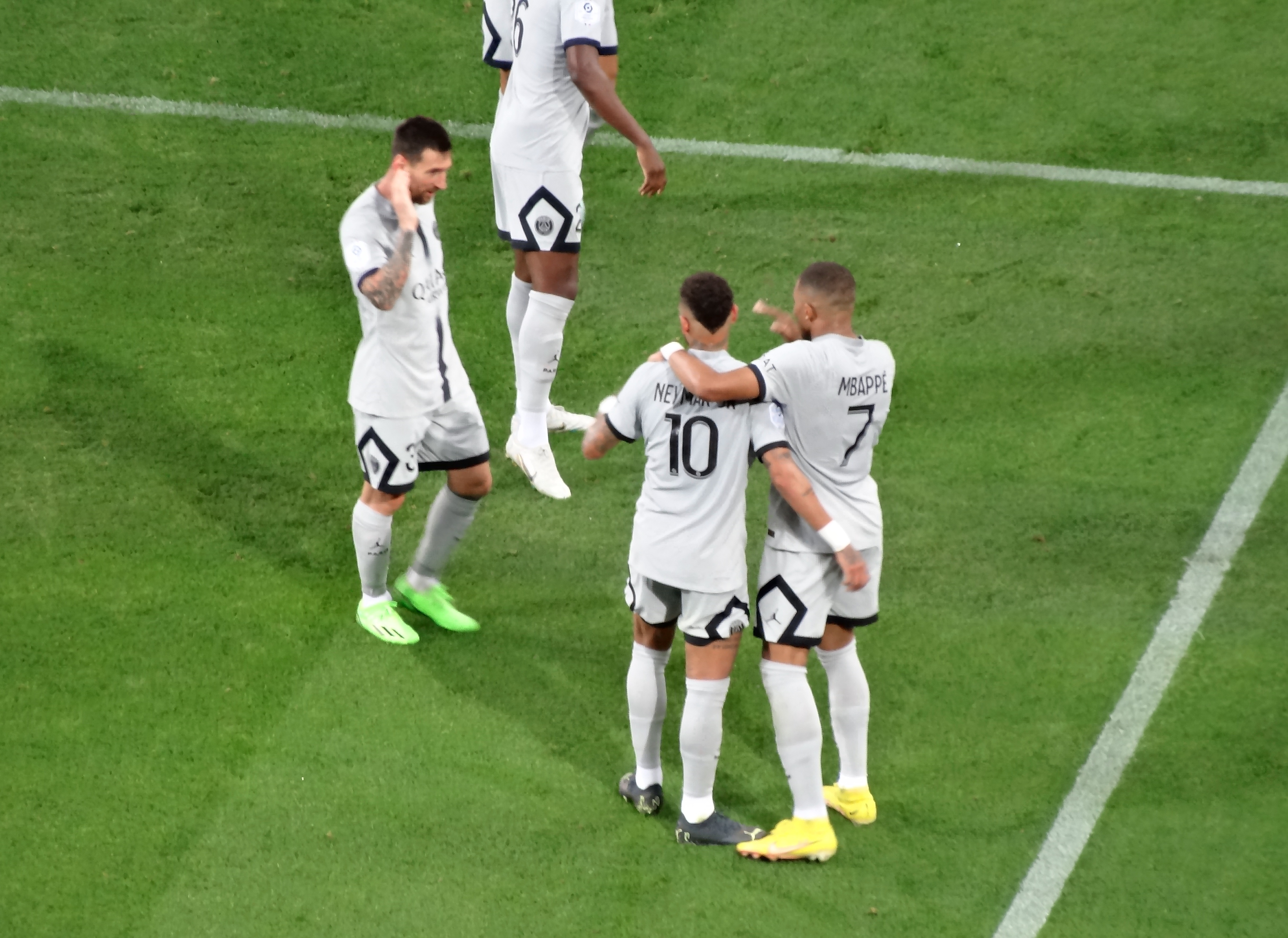
La « MNM » victorieuse de Lille (1-7), le 21 août 2022.

En août 2022, il est absent de la liste des nommés au Ballon d'or 2022, une première depuis 2005,.
Le 11 novembre 2022, il est sans surprise sélectionné par Lionel Scaloni pour participer à la Coupe du monde 2022. Capitaine, il mène l'Albiceleste à la victoire en finale, remportée aux tirs au but face à la France (3-3 après prolongations). Il termine deuxième meilleur buteur de la compétition avec sept buts, dont deux en finale, et est désigné meilleur joueur du tournoi. Il permet ainsi à l'Argentine d'accrocher une troisième étoile à son maillot, trente-six ans après Diego Maradona et les siens au Mexique.
Le 3 juin 2023, le PSG annonce le départ de Messi à l'issue de la saison. En deux saisons avec le club de la capitale, il a marqué 32 buts et délivré 35 passes décisives.

#### Arrivée médiatisée à Miami en MLS (depuis 2023)

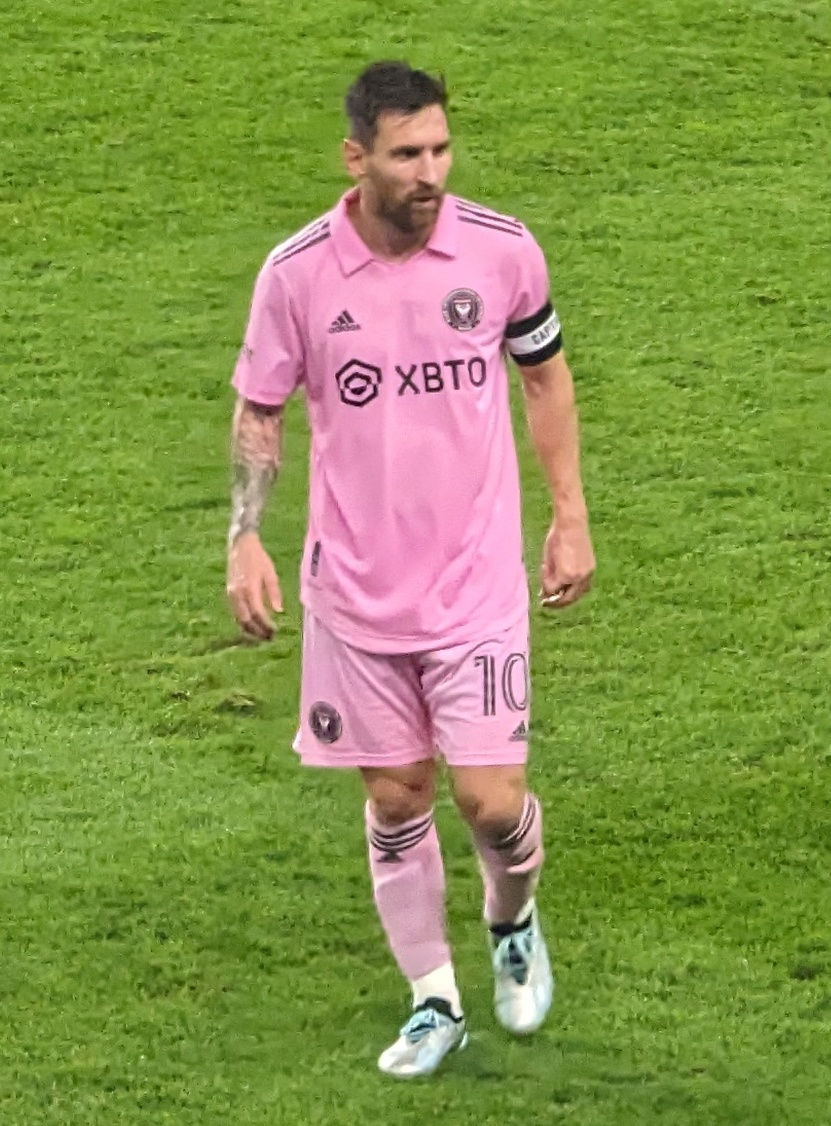
Lionel Messi aux couleurs de l’Inter Miami.

Bien qu'un retour au FC Barcelone est évoqué dans la presse après son départ du Paris Saint-Germain, Lionel Messi est plutôt convoité par plusieurs formations prêtes à lui offrir un contrat lucratif, principalement au sein du championnat saoudien et l'Inter Miami, franchise de Major League Soccer,. Cependant, son choix se porte finalement vers Miami, les conditions de vie familiales semblant être un élément prépondérant dans la prise de décision, notamment depuis son expérience difficile dans la capitale française. L'arrivée du champion du monde argentin est officialisée le 15 juillet 2023 avec la signature d'un contrat de deux ans et demi,. Face à l'offre salariale colossale estimée à 500 millions d'euros par an offerte en Arabie saoudite,, la Major League Soccer se mobilise pour offrir un contrat sur mesure à Lionel Messi. Ainsi, le contrat proposé par l'Inter Miami oscille entre cinquante et soixante millions de dollars annuels, à cela s'ajoute un pourcentage sur la vente des maillots conçus par Adidas, un intéressement sur le contrat de diffusion de la MLS auprès de l'application Apple TV via l'abonnement MLS Season Pass, et divers contrats publicitaires,,.
Pour accueillir l'arrivée de son nouveau joueur phare, Miami organise une soirée de célébration le lendemain de sa signature, le 16 juillet, en vue de sa première rencontre avec son club quelques jours plus tard,. Lionel Messi dispute son premier match au Drive Pink Stadium avec les Herons le 21 juillet 2023 face à Cruz Azul dans le cadre de la Leagues Cup 2023, une compétition mettant aux prises les équipes de MLS et de Liga MX. À cette occasion, il entre sur le terrain peu avant l'heure de jeu, en remplacement de Benjamin Cremaschi et en qualité de capitaine, et offre la victoire 2-1 à ses coéquipiers sur un coup-franc direct dans le temps additionnel,,. Signe de l'événement que représente l'arrivée médiatique du joueur argentin, de nombreuses célébrités s'installent aux premiers rangs pour cette victoire, parmi lesquelles LeBron James, Kim Kardashian, Becky G, Marc Anthony ou encore Serena Williams,,. Peu après sa première rencontre, l'entraîneur du club Gerardo Martino le nomme capitaine de l'équipe, en remplacement de Gregore (en), blessé à long terme,.
Le 27 avril 2024, Messi réalise un doublé contre le Revolution de la Nouvelle-Angleterre, permettant la victoire de son équipe par quatre buts à un. Avec ces réalisations il devient le premier joueur de MLS à être impliqué sur seize buts lors de ses premiers matchs de la saison.
Lors de la saison 2025 de MLS, l'argentin obtient un nouveau record en devenant le joueur le plus rapide à contribuer à 40 buts dans la Ligue.

### Vie privée
Depuis janvier 2009, Messi est en couple avec Antonela Roccuzzo, la cousine d'un ami d'enfance devenu aussi joueur professionnel, Lucas Scaglia. Il est le père de trois garçons, l’aîné prénommé Thiago est né le 2 novembre 2012 à Barcelone. Le 11 septembre 2015, les médias annoncent la naissance du deuxième fils de Lionel et Antonella prénommé Mateo. Le 10 mars 2018, ils accueillent leur troisième enfant, un garçon prénommé Ciro.
Après dix ans de vie commune, Lionel Messi épouse Antonela Roccuzzo, le vendredi 30 juin 2017. Le mariage a eu lieu à Rosario. Messi a eu auparavant une aventure amoureuse avec Macarena Lemos, originaire de Rosario, en 2006. Il a aussi fréquenté le mannequin Luciana Salazar.
Régulièrement, Messi revient à Rosario où il retrouve des amis d'enfance. Ils vivent notamment à Roldan, et le week-end, sortent au Madamme, la plus grande boîte d’Amérique du Sud. Messi possède une villa luxueuse à Arroyo Seco, 30 kilomètres au sud de Rosario, où il se fait discret.

## Autres activités

### Actions caritatives, engagement humanitaire et philanthropique
En 2007, Lionel Messi et sa famille créent la Fundación Leo Messi dans le but affiché de favoriser l'accès à l'éducation et aux soins aux enfants les plus vulnérables. Mais les Football Leaks ont montré que les recettes des matchs de charité organisés en 2012 et 2013 sous l’égide de la Fondation Lionel-Messi pour aider des enfants réfugiés syriens et des mineurs en souffrance ont majoritairement profité aux stars du football. La fondation lui permet d'optimiser ses revenus.
Lionel Messi est nommé officiellement ambassadeur international de bonne volonté pour l'UNICEF le 11 mars 2010. Il se rend en Haïti six mois après le séisme pour apporter son soutien. L'Argentin se joint à la campagne internationale de la Croix-Rouge qui aide les victimes de mines terrestres en Afghanistan, en offrant prothèses, physiothérapie et formation professionnelle[réf. nécessaire].
Des produits dérivés estampillés Messi servent à financer des projets sociaux en collaboration avec sa fondation,.

### Activités lucratives et investissements
En 2012, Messi prête son nom à du vin. Les vignobles sont en Argentine, sur la commune de San Rafael dans la province de Mendoza. La gamme de vins se décline en plusieurs versions vendues dans le monde. L'année d'après, des bonbons sont estampillés Messi pour financer des projets sociaux. Produits dans sa ville natale de Rosario, à 300 km au nord de Buenos Aires, ils participent au financement de sa fondation à l'instar des vignobles.
Messi a multiplié les investissements immobiliers dans sa ville natale. Outre sa maison d'enfance, dans un quartier de classe moyenne, la famille Messi acquiert notamment une résidence disposant d'un parc et d'un terrain de tennis à Arroyo Seco, une petite localité tranquille du sud de l'agglomération.
Il prévoit de construire un club de campagne privé haut de gamme appelé Azahares del Parana, constitué de 382 parcelles sur 80 hectares, prévu pour ouvrir en 2015, après un investissement de 30 millions de dollars d'après la presse locale argentine. Le projet est situé sur la commune de Fighiera, à 30 kilomètres au sud de Rosario, et comprendra un débarcadère sur le fleuve Paraná, un héliport, des piscines, 600 mètres de plage, des salles de massages, des terrains de volley, de golf, de tennis et de football, entre autres installations de luxe.
Avec le fonds d'investissement Hope Fund, Messi lance une chaîne de cafés à son nom. Le premier ouvre ses portes fin 2013, à Barcelone. Ce café est le premier de la chaîne dont le plan de développement prévoit l'ouverture de 18 établissements en Espagne, conçus sur le modèle des Hard Rock Cafe. La décoration comprend des maillots, des trophées et autres objets en rapport avec le joueur. Si Lionel Messi n'investit pas d'argent personnel dans le projet, il doit empocher 50 % des bénéfices réalisés grâce aux droits d'image,.

### Autres implications
Lionel Messi apporte en 2013, son soutien à la candidature de Madrid, en lice avec Tokyo et Istanbul pour accueillir les Jeux olympiques d'été de 2020. Il déclare à ce sujet que Madrid devrait l'emporter, car elle possède des sportifs de premier niveau. Dans la foulée, il revêt un tee-shirt portant l’inscription Madrid-2020, remis par le président du Comité olympique espagnol. Finalement, cette prise de position ne permet pas à Madrid d'organiser ces Jeux olympiques puisque Tokyo est désigné le 8 septembre,.

## Statistiques

### En club
Ce tableau résume les statistiques en carrière de joueur de Lionel Messi,,,,.
| Saison                    | Club                      | Championnat               | Championnat | Championnat | Championnat | Coupe(s) nationale(s) | Coupe(s) nationale(s) | Coupe(s) nationale(s) | Supercoupe | Supercoupe | Supercoupe | Compétition(s) continentale(s) | Compétition(s) continentale(s) | Compétition(s) continentale(s) | Compétition(s) continentale(s) | Séries | Séries | Séries | Supercoupe UEFA | Supercoupe UEFA | Supercoupe UEFA | Autres compétitions | Autres compétitions | Autres compétitions | Autres compétitions | Total | Total | Total |
| Saison                    | Club                      | Division                  | M.          | B.          | P.d.        | M.                    | B.                    | P.d.                  | M.         | B.         | P.d.       | Comp.                          | M.                             | B.                             | P.d.                           | M.     | B.     | P.d.   | M.              | B.              | P.d.            | Comp.               | M.                  | B.                  | P.d.                | M.    | B.    | P.d.  |
| 2003-2004                 | FC Barcelone C            | TD                        | 10          | 5           | -           | -                     | -                     | -                     | -          | -          | -          | -                              | -                              | -                              | -                              | -      | -      | -      | -               | -               | -               | -                   | -                   | -                   | -                   | 10    | 5     | 0     |
| 2003-2004                 | FC Barcelone B            | SB                        | 5           | 0           | -           | -                     | -                     | -                     | -          | -          | -          | -                              | -                              | -                              | -                              | -      | -      | -      | -               | -               | -               | -                   | -                   | -                   | -                   | 5     | 0     | 0     |
| 2004-2005                 | FC Barcelone B            | SB                        | 17          | 6           | -           | -                     | -                     | -                     | -          | -          | -          | -                              | -                              | -                              | -                              | -      | -      | -      | -               | -               | -               | -                   | -                   | -                   | -                   | 17    | 6     | 0     |
| Sous-total FC Barcelone B | Sous-total FC Barcelone B | Sous-total FC Barcelone B | 22          | 6           | -           | -                     | -                     | -                     | -          | -          | -          | -                              | -                              | -                              | -                              | -      | -      | -      | -               | -               | -               | -                   | -                   | -                   | -                   | 22    | 6     | 0     |
| 2004-2005                 | FC Barcelone              | Liga                      | 7           | 1           | 0           | 1                     | 0                     | 0                     | -          | -          | -          | C1                             | 1                              | 0                              | 0                              | -      | -      | -      | -               | -               | -               | -                   | -                   | -                   | -                   | 9     | 1     | 0     |
| 2005-2006                 | FC Barcelone              | Liga                      | 17          | 6           | 2           | 2                     | 1                     | 0                     | -          | -          | -          | C1                             | 6                              | 1                              | 1                              | -      | -      | -      | -               | -               | -               | -                   | -                   | -                   | -                   | 25    | 8     | 3     |
| 2006-2007                 | FC Barcelone              | Liga                      | 26          | 14          | 2           | 2                     | 2                     | 1                     | 2          | 0          | 0          | C1                             | 5                              | 1                              | 0                              | -      | -      | -      | 1               | 0               | 0               | -                   | -                   | -                   | -                   | 36    | 17    | 3     |
| 2007-2008                 | FC Barcelone              | Liga                      | 28          | 10          | 12          | 3                     | 0                     | 0                     | -          | -          | -          | C1                             | 9                              | 6                              | 1                              | -      | -      | -      | -               | -               | -               | -                   | -                   | -                   | -                   | 40    | 16    | 13    |
| 2008-2009                 | FC Barcelone              | Liga                      | 31          | 23          | 11          | 8                     | 6                     | 1                     | -          | -          | -          | C1                             | 12                             | 9                              | 5                              | -      | -      | -      | -               | -               | -               | -                   | -                   | -                   | -                   | 51    | 38    | 17    |
| 2009-2010                 | FC Barcelone              | Liga                      | 35          | 34          | 10          | 3                     | 1                     | 0                     | 1          | 2          | 0          | C1                             | 11                             | 8                              | 0                              | -      | -      | -      | 1               | 0               | 1               | CMC                 | 2                   | 2                   | 0                   | 53    | 47    | 11    |
| 2010-2011                 | FC Barcelone              | Liga                      | 33          | 31          | 18          | 7                     | 7                     | 2                     | 2          | 3          | 0          | C1                             | 13                             | 12                             | 3                              | -      | -      | -      | -               | -               | -               | -                   | -                   | -                   | -                   | 55    | 53    | 23    |
| 2011-2012                 | FC Barcelone              | Liga                      | 37          | 50          | 16          | 7                     | 3                     | 4                     | 2          | 3          | 2          | C1                             | 11                             | 14                             | 6                              | -      | -      | -      | 1               | 1               | 1               | CMC                 | 2                   | 2                   | 1                   | 60    | 73    | 30    |
| 2012-2013                 | FC Barcelone              | Liga                      | 32          | 46          | 12          | 5                     | 4                     | 1                     | 2          | 2          | 0          | C1                             | 11                             | 8                              | 2                              | -      | -      | -      | -               | -               | -               | -                   | -                   | -                   | -                   | 50    | 60    | 15    |
| 2013-2014                 | FC Barcelone              | Liga                      | 31          | 28          | 11          | 6                     | 5                     | 3                     | 2          | 0          | 0          | C1                             | 7                              | 8                              | 0                              | -      | -      | -      | -               | -               | -               | -                   | -                   | -                   | -                   | 46    | 41    | 14    |
| 2014-2015                 | FC Barcelone              | Liga                      | 38          | 43          | 18          | 6                     | 5                     | 4                     | -          | -          | -          | C1                             | 13                             | 10                             | 5                              | -      | -      | -      | -               | -               | -               | -                   | -                   | -                   | -                   | 57    | 58    | 27    |
| 2015-2016                 | FC Barcelone              | Liga                      | 33          | 26          | 16          | 5                     | 5                     | 6                     | 2          | 1          | 0          | C1                             | 7                              | 6                              | 1                              | -      | -      | -      | 1               | 2               | 0               | CMC                 | 1                   | 1                   | 0                   | 49    | 41    | 23    |
| 2016-2017                 | FC Barcelone              | Liga                      | 34          | 37          | 9           | 7                     | 5                     | 3                     | 2          | 1          | 2          | C1                             | 9                              | 11                             | 2                              | -      | -      | -      | -               | -               | -               | -                   | -                   | -                   | -                   | 52    | 54    | 16    |
| 2017-2018                 | FC Barcelone              | Liga                      | 36          | 34          | 12          | 6                     | 4                     | 4                     | 2          | 1          | 0          | C1                             | 10                             | 6                              | 2                              | -      | -      | -      | -               | -               | -               | -                   | -                   | -                   | -                   | 54    | 45    | 18    |
| 2018-2019                 | FC Barcelone              | Liga                      | 34          | 36          | 13          | 5                     | 3                     | 2                     | 1          | 0          | 1          | C1                             | 10                             | 12                             | 3                              | -      | -      | -      | -               | -               | -               | -                   | -                   | -                   | -                   | 50    | 51    | 19    |
| 2019-2020                 | FC Barcelone              | Liga                      | 33          | 25          | 21          | 2                     | 2                     | 1                     | 1          | 1          | 0          | C1                             | 8                              | 3                              | 3                              | -      | -      | -      | -               | -               | -               | -                   | -                   | -                   | -                   | 44    | 31    | 25    |
| 2020-2021                 | FC Barcelone              | Liga                      | 35          | 30          | 9           | 5                     | 3                     | 1                     | 1          | 0          | 0          | C1                             | 6                              | 5                              | 2                              | -      | -      | -      | -               | -               | -               | -                   | -                   | -                   | -                   | 47    | 38    | 12    |
| Sous-total                | Sous-total                | Sous-total                | 520         | 474         | 192         | 80                    | 56                    | 33                    | 20         | 14         | 5          | -                              | 149                            | 120                            | 36                             | -      | -      | -      | 4               | 3               | 2               | -                   | 5                   | 5                   | 1                   | 778   | 672   | 269   |
| 2021-2022                 | Paris Saint-Germain       | Ligue 1                   | 26          | 6           | 14          | 1                     | 0                     | 0                     | -          | -          | -          | C1                             | 7                              | 5                              | 0                              | -      | -      | -      | -               | -               | -               | -                   | -                   | -                   | -                   | 34    | 11    | 14    |
| 2022-2023                 | Paris Saint-Germain       | Ligue 1                   | 32          | 16          | 16          | 1                     | 0                     | 0                     | 1          | 1          | 0          | C1                             | 7                              | 4                              | 4                              | -      | -      | -      | -               | -               | -               | -                   | -                   | -                   | -                   | 41    | 21    | 20    |
| Sous-total                | Sous-total                | Sous-total                | 58          | 22          | 30          | 2                     | 0                     | 0                     | 1          | 1          | 0          | -                              | 14                             | 9                              | 4                              | -      | -      | -      | -               | -               | -               | -                   | -                   | -                   | -                   | 75    | 32    | 34    |
| 2023                      | Inter Miami CF            | MLS                       | 6           | 1           | 2           | 1                     | 0                     | 2                     | -          | -          | -          | LCup                           | 7                              | 10                             | 1                              | -      | -      | -      | -               | -               | -               | -                   | -                   | -                   | -                   | 14    | 11    | 5     |
| 2024                      | Inter Miami CF            | MLS                       | 19          | 20          | 10          | -                     | -                     | -                     | -          | -          | -          | CCC                            | 3                              | 2                              | 2                              | 3      | 1      | 1      | -               | -               | -               | -                   | -                   | -                   | -                   | 25    | 23    | 13    |
| 2025                      | Inter Miami CF            | MLS                       | 18          | 18          | 7           | -                     | -                     | -                     | -          | -          | -          | CCC+LCup                       | 7+1                            | 5+0                            | 0+2                            | -      | -      | -      | -               | -               | -               | CMC                 | 4                   | 1                   | 0                   | 30    | 24    | 9     |
| Sous-total                | Sous-total                | Sous-total                | 43          | 39          | 19          | 1                     | 0                     | 2                     | -          | -          | -          | -                              | 18                             | 17                             | 5                              | 3      | 1      | 1      | -               | -               | -               | -                   | 4                   | 1                   | 0                   | 69    | 58    | 27    |
| Total sur la carrière     | Total sur la carrière     | Total sur la carrière     | 653         | 546         | 241         | 83                    | 56                    | 35                    | 21         | 15         | 5          | -                              | 181                            | 146                            | 45                             | 3      | 1      | 1      | 4               | 3               | 2               | -                   | 9                   | 6                   | 1                   | 954   | 773   | 330   |

| Dans le jeu | Dans le jeu | Dans le jeu | Dans le jeu | Phase arrêtée | Phase arrêtée | Total    |
| Pied gauche | Pied droit  | Tête        | Autres      | Penalty       | Coup franc    | Total    |
| ----------- | ----------- | ----------- | ----------- | ------------- | ------------- | -------- |
| 635         | 98          | 26          | 3           | 86            | 58            | 762 buts |

### En sélection nationale
| Année  | Sélection | Coupe du monde | Coupe du monde | Coupe du monde | Copa América | Copa América | Copa América | Éliminatoires CDM | Éliminatoires CDM | Éliminatoires CDM | Amicaux | Amicaux | Amicaux | Finalissima | Finalissima | Finalissima | Totaux | Totaux | Totaux |
| Année  | Sélection | M              | B              | P.d.           | M            | B            | P.d.         | M                 | B                 | P.d.              | M       | B       | P.d.    | M           | B           | P.d.        | M      | B      | P.d.   |
| ------ | --------- | -------------- | -------------- | -------------- | ------------ | ------------ | ------------ | ----------------- | ----------------- | ----------------- | ------- | ------- | ------- | ----------- | ----------- | ----------- | ------ | ------ | ------ |
| 2005   | Argentine | —              | —              | —              | —            | —            | —            | 3                 | 0                 | 0                 | 2       | 0       | 1       | -           | -           | -           | 5      | 0      | 1      |
| 2006   | Argentine | 3              | 1              | 1              | —            | —            | —            | —                 | —                 | —                 | 4       | 1       | 1       | -           | -           | -           | 7      | 2      | 2      |
| 2007   | Argentine | —              | —              | —              | 6            | 2            | 1            | 4                 | 2                 | 1                 | 4       | 2       | 2       | -           | -           | -           | 14     | 6      | 4      |
| 2008   | Argentine | —              | —              | —              | —            | —            | —            | 6                 | 1                 | 1                 | 2       | 1       | 1       | -           | -           | -           | 8      | 2      | 2      |
| 2009   | Argentine | —              | —              | —              | —            | —            | —            | 8                 | 1                 | 1                 | 2       | 2       | 0       | -           | -           | -           | 10     | 3      | 1      |
| 2010   | Argentine | 5              | 0              | 1              | —            | —            | —            | —                 | —                 | —                 | 5       | 2       | 0       | -           | -           | -           | 10     | 2      | 1      |
| 2011   | Argentine | —              | —              | —              | 4            | 0            | 3            | 4                 | 2                 | 1                 | 5       | 2       | 5       | -           | -           | -           | 13     | 4      | 9      |
| 2012   | Argentine | —              | —              | —              | —            | —            | —            | 5                 | 5                 | 1                 | 4       | 7       | 0       | -           | -           | -           | 9      | 12     | 1      |
| 2013   | Argentine | —              | —              | —              | —            | —            | —            | 5                 | 3                 | 3                 | 2       | 3       | 1       | -           | -           | -           | 7      | 6      | 4      |
| 2014   | Argentine | 7              | 4              | 1              | —            | —            | —            | —                 | —                 | —                 | 7       | 4       | 1       | -           | -           | -           | 14     | 8      | 2      |
| 2015   | Argentine | —              | —              | —              | 6            | 1            | 3            | —                 | —                 | —                 | 2       | 3       | 0       | -           | -           | -           | 8      | 4      | 3      |
| 2016   | Argentine | —              | —              | —              | 5            | 5            | 4            | 5                 | 3                 | 2                 | 1       | 0       | 0       | -           | -           | -           | 11     | 8      | 6      |
| 2017   | Argentine | —              | —              | —              | —            | —            | —            | 5                 | 4                 | 0                 | 2       | 0       | 0       | -           | -           | -           | 7      | 4      | 0      |
| 2018   | Argentine | 4              | 1              | 2              | —            | —            | —            | -                 | -                 | -                 | 1       | 3       | 1       | -           | -           | -           | 5      | 4      | 3      |
| 2019   | Argentine | —              | —              | —              | 6            | 1            | 1            | —                 | —                 | —                 | 4       | 4       | 1       | -           | -           | -           | 10     | 5      | 2      |
| 2020   | Argentine | —              | —              | —              | —            | —            | —            | 4                 | 1                 | 0                 | —       | —       | —       | -           | -           | -           | 4      | 1      | 0      |
| 2021   | Argentine | —              | —              | —              | 7            | 4            | 5            | 9                 | 5                 | 0                 | —       | —       | —       | -           | -           | -           | 16     | 9      | 5      |
| 2022   | Argentine | 7              | 7              | 3              | —            | —            | —            | 2                 | 1                 | 0                 | 4       | 10      | 1       | 1           | 0           | 2           | 14     | 18     | 6      |
| 2023   | Argentine | —              | —              | —              | —            | —            | —            | 5                 | 3                 | 0                 | 3       | 5       | 1       | -           | -           | -           | 8      | 8      | 1      |
| 2024   | Argentine | —              | —              | —              | 5            | 1            | 1            | 4                 | 3                 | 3                 | 2       | 2       | 1       | -           | -           | -           | 11     | 6      | 5      |
| 2025   | Argentine | —              | —              | —              | -            | -            | -            | 2                 | 0                 | 0                 | -       | -       | -       | -           | -           | -           | 2      | 0      | 0      |
| Totaux | Totaux    | 26             | 13             | 8              | 39           | 14           | 18           | 71                | 34                | 13                | 56      | 51      | 17      | 1           | 0           | 2           | 193    | 112    | 58     |

| Année | Sélection           | Jeux olympiques | Jeux olympiques | Jeux olympiques |
| Année | Sélection           | M               | B               | P.d.            |
| ----- | ------------------- | --------------- | --------------- | --------------- |
| 2008  | Argentine olympique | 5               | 2               | 3               |

### Liste des buts internationaux
| Pied droit | Pied gauche | Tête | Pénalty | Coup franc | Total    |
| ---------- | ----------- | ---- | ------- | ---------- | -------- |
| 11         | 99          | 2    | 24      | 11         | 112 buts |

Liste des buts en sélection de Lionel Messi :
| Buts en sélection de Lionel Messi | Buts en sélection de Lionel Messi | Buts en sélection de Lionel Messi | Buts en sélection de Lionel Messi                                  | Buts en sélection de Lionel Messi | Buts en sélection de Lionel Messi | Buts en sélection de Lionel Messi | Buts en sélection de Lionel Messi |
| 00                                | Date                              | Sélection                         | Lieu                                                               | Adversaire                        | Score                             | Résultat                          | Compétition                       |
| --------------------------------- | --------------------------------- | --------------------------------- | ------------------------------------------------------------------ | --------------------------------- | --------------------------------- | --------------------------------- | --------------------------------- |
| 1                                 | 1er mars 2006                     | 6                                 | Parc Saint-Jacques, Bâle, Suisse                                   | Croatie                           | 2-1                               | 2-3                               | Match amical                      |
| 2                                 | 16 juin 2006                      | 8                                 | Veltins-Arena, Gelsenkirchen, Allemagne                            | Serbie-Monténégro                 | 6-0                               | 6-0                               | Coupe du monde 2006               |
| 3                                 | 5 juin 2007                       | 14                                | Camp Nou, Barcelone, Espagne                                       | Algérie                           | 2-2                               | 4-3                               | Match amical                      |
| 4                                 | 5 juin 2007                       | 14                                | Camp Nou, Barcelone, Espagne                                       | Algérie                           | 4-2                               | 4-3                               | Match amical                      |
| 5                                 | 8 juillet 2007                    | 18                                | Estadio de Lara, Barquisimeto, Venezuela                           | Pérou                             | 2-0                               | 4-0                               | Copa América 2007                 |
| 6                                 | 11 juillet 2007                   | 19                                | Cachamay, Ciudad Guayana, Venezuela                                | Mexique                           | 2-0                               | 3-0                               | Copa América 2007                 |
| 7                                 | 16 octobre 2007                   | 24                                | José Pachencho Romero, Maracaibo, Venezuela                        | Venezuela                         | 0-2                               | 0-2                               | Éliminatoires Coupe du monde 2010 |
| 8                                 | 20 novembre 2007                  | 26                                | El Campín, Bogotà, Colombie                                        | Colombie                          | 0-1                               | 1-2                               | Éliminatoires Coupe du monde 2010 |
| 9                                 | 4 juin 2008                       | 27                                | San Diego, États-Unis                                              | Mexique                           | 0-2                               | 1-4                               | Match amical                      |
| 10                                | 11 octobre 2008                   | 33                                | Stade Monumental, Buenos Aires, Argentine                          | Uruguay                           | 1-0                               | 2-1                               | Éliminatoires Coupe du monde 2010 |
| 11                                | 11 février 2009                   | 35                                | Stade Vélodrome, Marseille, France                                 | France                            | 0-2                               | 0-2                               | Match amical                      |
| 12                                | 28 mars 2009                      | 36                                | Stade Monumental, Buenos Aires, Argentine                          | Venezuela                         | 1-0                               | 4-0                               | Éliminatoires Coupe du monde 2010 |
| 13                                | 14 novembre 2009                  | 44                                | Vicente Calderon, Madrid, Espagne                                  | Espagne                           | 1-1                               | 2-1                               | Match amical                      |
| 14                                | 7 septembre 2010                  | 52                                | Stade Monumental, Buenos Aires, Argentine                          | Espagne                           | 1-0                               | 4-1                               | Match amical                      |
| 15                                | 17 novembre 2010                  | 54                                | Khalifa International Stadium, Doha, Qatar                         | Brésil                            | 1-0                               | 1-0                               | Match amical                      |
| 16                                | 9 février 2011                    | 55                                | Stade de Genève, Canton de Genève, Suisse                          | Portugal                          | 2-1                               | 2-1                               | Match amical                      |
| 17                                | 20 juin 2011                      | 57                                | Stade Monumental, Buenos Aires, Argentine                          | Albanie                           | 2-0                               | 4-0                               | Match amical                      |
| 18                                | 7 octobre 2011                    | 64                                | Stade Monumental, Buenos Aires, Argentine                          | Chili                             | 2-0                               | 4-1                               | Éliminatoires Coupe du monde 2014 |
| 19                                | 15 novembre 2011                  | 67                                | Stade Metropolitano Roberto Meléndez, Barranquilla, Colombie       | Colombie                          | 1-1                               | 1-2                               | Éliminatoires Coupe du monde 2014 |
| 20                                | 29 février 2012                   | 68                                | Stade de Suisse, Berne, Suisse                                     | Suisse                            | 0-1                               | 1-3                               | Match amical                      |
| 21                                | 29 février 2012                   | 68                                | Stade de Suisse, Berne, Suisse                                     | Suisse                            | 1-2                               | 1-3                               | Match amical                      |
| 22                                | 29 février 2012                   | 68                                | Stade de Suisse, Berne, Suisse                                     | Suisse                            | 1-3                               | 1-3                               | Match amical                      |
| 23                                | 2 juin 2012                       | 69                                | El Monumental, Buenos Aires, Argentine                             | Équateur                          | 3-0                               | 4-0                               | Éliminatoires Coupe du monde 2014 |
| 24                                | 9 juin 2012                       | 70                                | MetLife Stadium, New York, États-Unis                              | Brésil                            | 1-1                               | 4-3                               | Match amical                      |
| 25                                | 9 juin 2012                       | 70                                | MetLife Stadium, New York, États-Unis                              | Brésil                            | 2-1                               | 4-3                               | Match amical                      |
| 26                                | 9 juin 2012                       | 70                                | MetLife Stadium, New York, États-Unis                              | Brésil                            | 4-3                               | 4-3                               | Match amical                      |
| 27                                | 15 août 2012                      | 71                                | Commerzbank Arena, Francfort-sur-le-Main, Allemagne                | Allemagne                         | 0-2                               | 1-3                               | Match amical                      |
| 28                                | 7 septembre 2012                  | 72                                | Estadio Mario Alberto Kempes, Cordoba, Argentine                   | Paraguay                          | 3-1                               | 3-1                               | Éliminatoires Coupe du monde 2014 |
| 29                                | 12 octobre 2012                   | 74                                | Stade Malvinas Argentinas, Mendoza, Argentine                      | Uruguay                           | 1-0                               | 3-0                               | Éliminatoires Coupe du monde 2014 |
| 30                                | 12 octobre 2012                   | 74                                | Stade Malvinas Argentinas, Mendoza, Argentine                      | Uruguay                           | 3-0                               | 3-0                               | Éliminatoires Coupe du monde 2014 |
| 31                                | 16 octobre 2012                   | 75                                | Estadio Monumental David Arellano, Santiago, Chili                 | Chili                             | 0-1                               | 1-2                               | Éliminatoires Coupe du monde 2014 |
| 32                                | 23 mars 2013                      | 78                                | Stade du bicentenaire, Buenos Aires, Argentine                     | Colombie                          | 2-0                               | 3-0                               | Éliminatoires Coupe du monde 2014 |
| 33                                | 15 juin 2013                      | 82                                | Estadio Mateo Flores, Guatemala, Guatemala                         | Guatemala                         | 1-0                               | 4-0                               | Match amical                      |
| 34                                | 15 juin 2013                      | 82                                | Estadio Mateo Flores, Guatemala, Guatemala                         | Guatemala                         | 3-0                               | 4-0                               | Match amical                      |
| 35                                | 15 juin 2013                      | 82                                | Estadio Mateo Flores, Guatemala, Guatemala                         | Guatemala                         | 4-0                               | 4-0                               | Match amical                      |
| 36                                | 10 septembre 2013                 | 83                                | Estadio Defensores del Chaco, Asuncion, Paraguay                   | Paraguay                          | 0-1                               | 2-5                               | Eliminatoires Coupe du monde 2014 |
| 37                                | 10 septembre 2013                 | 83                                | Estadio Defensores del Chaco, Asuncion, Paraguay                   | Paraguay                          | 1-4                               | 2-5                               | Eliminatoires Coupe du monde 2014 |
| 38                                | 7 juin 2014                       | 86                                | Estadio Ciudad de La Plata, La Plata, Argentine                    | Slovénie                          | 2-0                               | 2-0                               | Match amical                      |
| 39                                | 15 juin 2014                      | 87                                | Stade Maracanã, Rio de Janeiro, Brésil                             | Bosnie-Herzégovine                | 2-0                               | 2-1                               | Coupe du monde 2014               |
| 40                                | 21 juin 2014                      | 88                                | Stade Mineirão, Belo Horizonte, Brésil                             | Iran                              | 1-0                               | 1-0                               | Coupe du monde 2014               |
| 41                                | 25 juin 2014                      | 89                                | Stade Beira-Rio, Porto Alegre, Brésil                              | Nigeria                           | 1-0                               | 3-2                               | Coupe du monde 2014               |
| 42                                | 25 juin 2014                      | 89                                | Stade Beira-Rio, Porto Alegre, Brésil                              | Nigeria                           | 2-1                               | 3-2                               | Coupe du monde 2014               |
| 43                                | 14 octobre 2014                   | 95                                | Hong Kong Stadium, Hong Kong, Hong Kong                            | Hong Kong                         | 0-5                               | 0-7                               | Match amical                      |
| 44                                | 14 octobre 2014                   | 95                                | Hong Kong Stadium, Hong Kong, Hong Kong                            | Hong Kong                         | 0-7                               | 0-7                               | Match amical                      |
| 45                                | 12 novembre 2014                  | 96                                | Boleyn Ground, Londres, Angleterre                                 | Croatie                           | 2-1                               | 2-1                               | Match amical                      |
| 46                                | 13 juin 2015                      | 98                                | Estadio La Portada, La Serena, Chili                               | Paraguay                          | 2-0                               | 2-2                               | Copa América 2015                 |
| 47                                | 5 septembre 2015                  | 104                               | BBVA Compass Stadium, Houston, États-Unis                          | Bolivie                           | 0-5                               | 0-7                               | Match amical                      |
| 48                                | 5 septembre 2015                  | 104                               | BBVA Compass Stadium, Houston, États-Unis                          | Bolivie                           | 0-6                               | 0-7                               | Match amical                      |
| 49                                | 9 septembre 2015                  | 105                               | AT&T Stadium, Arlington, États-Unis                                | Mexique                           | 1-2                               | 2-2                               | Match amical                      |
| 50                                | 29 mars 2016                      | 107                               | Estadio Mario Alberto Kempes, Córdoba, Argentine                   | Bolivie                           | 2-0                               | 2-0                               | Éliminatoires Coupe du monde 2018 |
| 51                                | 11 juin 2016                      | 109                               | Soldier Field, Chicago, États-Unis,                                | Panama                            | 2-0                               | 5-0                               | Copa América Centenario           |
| 52                                | 11 juin 2016                      | 109                               | Soldier Field, Chicago, États-Unis,                                | Panama                            | 3-0                               | 5-0                               | Copa América Centenario           |
| 53                                | 11 juin 2016                      | 109                               | Soldier Field, Chicago, États-Unis,                                | Panama                            | 4-0                               | 5-0                               | Copa América Centenario           |
| 54                                | 19 juin 2016                      | 111                               | Gillette Stadium, Foxborough, États-Unis                           | Venezuela                         | 3-0                               | 4-1                               | Copa América Centenario           |
| 55                                | 21 juin 2016                      | 112                               | NRG Stadium, Houston, États-Unis                                   | États-Unis                        | 0-2                               | 0-4                               | Copa América Centenario           |
| 56                                | 1er septembre 2016                | 114                               | Estadio Malvinas Argentinas, Mendoza, Argentine                    | Uruguay                           | 1-0                               | 1-0                               | Éliminatoires Coupe du monde 2018 |
| 57                                | 15 novembre 2016                  | 116                               | Stade du bicentenaire, San Juan, Argentine                         | Colombie                          | 1-0                               | 3-0                               | Éliminatoires Coupe du monde 2018 |
| 58                                | 24 mars 2017                      | 117                               | Stade Monumental Antonio Vespucio Liberti, Buenos Aires, Argentine | Chili                             | 1-0                               | 1-0                               | Éliminatoires Coupe du monde 2018 |
| 59                                | 10 octobre 2017                   | 122                               | Estadio Olímpico Atahualpa, Quito, Équateur                        | Équateur                          | 1-1                               | 1-3                               | Éliminatoires Coupe du monde 2018 |
| 60                                | 10 octobre 2017                   | 122                               | Estadio Olímpico Atahualpa, Quito, Équateur                        | Équateur                          | 1-2                               | 1-3                               | Éliminatoires Coupe du monde 2018 |
| 61                                | 10 octobre 2017                   | 122                               | Estadio Olímpico Atahualpa, Quito, Équateur                        | Équateur                          | 1-3                               | 1-3                               | Éliminatoires Coupe du monde 2018 |
| 62                                | 30 mai 2018                       | 124                               | La Bombonera, Buenos Aires, Argentine                              | Haïti                             | 1-0                               | 4-0                               | Match amical                      |
| 63                                | 30 mai 2018                       | 124                               | La Bombonera, Buenos Aires, Argentine                              | Haïti                             | 2-0                               | 4-0                               | Match amical                      |
| 64                                | 30 mai 2018                       | 124                               | La Bombonera, Buenos Aires, Argentine                              | Haïti                             | 3-0                               | 4-0                               | Match amical                      |
| 65                                | 26 juin 2018                      | 127                               | Stade de Saint-Pétersbourg, Saint-Pétersbourg, Russie              | Nigeria                           | 1-0                               | 2-1                               | Coupe du monde 2018               |
| 66                                | 8 juin 2019                       | 130                               | Estadio del Bicentenario, San Juan, Argentine                      | Nicaragua                         | 1-0                               | 5-1                               | Match amical                      |
| 67                                | 8 juin 2019                       | 130                               | Estadio del Bicentenario, San Juan, Argentine                      | Nicaragua                         | 2-0                               | 5-1                               | Match amical                      |
| 68                                | 19 juin 2019                      | 132                               | Stade Mineirão, Belo Horizonte, Brésil                             | Paraguay                          | 1-1                               | 1-1                               | Copa América 2019                 |
| 69                                | 15 novembre 2019                  | 137                               | Stade Roi-Saud, Riyad, Arabie Saoudite                             | Brésil                            | 0-1                               | 0-1                               | Match amical                      |
| 70                                | 18 novembre 2019                  | 138                               | Stade Bloomfield, Tel-Aviv, Israël                                 | Uruguay                           | 2-2                               | 2-2                               | Match amical                      |
| 71                                | 8 octobre 2020                    | 139                               | La Bombonera, Buenos Aires, Argentine                              | Équateur                          | 1-0                               | 1-0                               | Éliminatoires Coupe du monde 2022 |
| 72                                | 4 juin 2021                       | 143                               | Stade Único Madre de Ciudades, Santiago del Estero, Argentine      | Chili                             | 1-0                               | 1-1                               | Éliminatoires Coupe du monde 2022 |
| 73                                | 14 juin 2021                      | 145                               | Estádio Olímpico Nilton Santos, Rio de Janeiro, Brésil             | Chili                             | 1-0                               | 1-1                               | Copa América 2021                 |
| 74                                | 29 juin 2021                      | 148                               | Arena Pantanal, Cuiabá, Brésil                                     | Bolivie                           | 0-2                               | 1-4                               | Copa América 2021                 |
| 75                                | 29 juin 2021                      | 148                               | Arena Pantanal, Cuiabá, Brésil                                     | Bolivie                           | 0-3                               | 1-4                               | Copa América 2021                 |
| 76                                | 4 juillet 2021                    | 149                               | Estádio Olímpico Pedro Ludovico, Goiânia, Brésil                   | Équateur                          | 3-0                               | 3-0                               | Copa América 2021                 |
| 77                                | 10 septembre 2021                 | 153                               | Stade Monumental, Buenos Aires, Argentine                          | Bolivie                           | 1-0                               | 3-0                               | Éliminatoires Coupe du monde 2022 |
| 78                                | 10 septembre 2021                 | 153                               | Stade Monumental, Buenos Aires, Argentine                          | Bolivie                           | 2-0                               | 3-0                               | Éliminatoires Coupe du monde 2022 |
| 79                                | 10 septembre 2021                 | 153                               | Stade Monumental, Buenos Aires, Argentine                          | Bolivie                           | 3-0                               | 3-0                               | Éliminatoires Coupe du monde 2022 |
| 80                                | 11 octobre 2021                   | 155                               | Stade Monumental, Buenos Aires, Argentine                          | Uruguay                           | 1-0                               | 3-0                               | Éliminatoires Coupe du monde 2022 |
| 81                                | 25 mars 2022                      | 159                               | Stade Monumental, Buenos Aires, Argentine                          | Venezuela                         | 3-0                               | 3-0                               | Éliminatoires Coupe du monde 2022 |
| 82                                | 5 juin 2022                       | 162                               | Stade El Sadar, Pampelune, Espagne                                 | Estonie                           | 1-0                               | 5-0                               | Match amical                      |
| 83                                | 5 juin 2022                       | 162                               | Stade El Sadar, Pampelune, Espagne                                 | Estonie                           | 2-0                               | 5-0                               | Match amical                      |
| 84                                | 5 juin 2022                       | 162                               | Stade El Sadar, Pampelune, Espagne                                 | Estonie                           | 3-0                               | 5-0                               | Match amical                      |
| 85                                | 5 juin 2022                       | 162                               | Stade El Sadar, Pampelune, Espagne                                 | Estonie                           | 4-0                               | 5-0                               | Match amical                      |
| 86                                | 5 juin 2022                       | 162                               | Stade El Sadar, Pampelune, Espagne                                 | Estonie                           | 5-0                               | 5-0                               | Match amical                      |
| 87                                | 24 septembre 2022                 | 163                               | Hard Rock Stadium, Miami, États-Unis                               | Honduras                          | 2-0                               | 3-0                               | Match amical                      |
| 88                                | 24 septembre 2022                 | 163                               | Hard Rock Stadium, Miami, États-Unis                               | Honduras                          | 3-0                               | 3-0                               | Match amical                      |
| 89                                | 28 septembre 2022                 | 164                               | Red Bull Arena, Harrison, États-Unis                               | Jamaïque                          | 2-0                               | 3-0                               | Match amical                      |
| 90                                | 28 septembre 2022                 | 164                               | Red Bull Arena, Harrison, États-Unis                               | Jamaïque                          | 3-0                               | 3-0                               | Match amical                      |
| 91                                | 16 novembre 2022                  | 165                               | Stade Mohammed-ben-Zayed, Abu Dhabi, Émirats arabes unis           | Émirats arabes unis               | 4-0                               | 5-0                               | Match amical                      |
| 92                                | 22 novembre 2022                  | 166                               | Stade de Lusail, Lusail, Qatar                                     | Arabie saoudite                   | 1-0                               | 2-1                               | Coupe du monde 2022               |
| 93                                | 26 novembre 2022                  | 167                               | Stade de Lusail, Lusail, Qatar                                     | Mexique                           | 1-0                               | 2-0                               | Coupe du monde 2022               |
| 94                                | 3 décembre 2022                   | 169                               | Stade Ahmad-ben-Ali, Al Rayyan, Qatar                              | Australie                         | 1-0                               | 2-1                               | Coupe du monde 2022               |
| 95                                | 9 décembre 2022                   | 170                               | Stade de Lusail, Lusail, Qatar                                     | Pays-Bas                          | 2-0                               | 2 - 24-3 t.a.b                    | Coupe du monde 2022               |
| 96                                | 13 décembre 2022                  | 171                               | Stade de Lusail, Lusail, Qatar                                     | Croatie                           | 1-0                               | 3-0                               | Coupe du monde 2022               |
| 97                                | 18 décembre 2022                  | 172                               | Stade de Lusail, Lusail, Qatar                                     | France                            | 1-0                               | 3 - 34-2 t.a.b                    | Coupe du monde 2022               |
| 98                                | 18 décembre 2022                  | 172                               | Stade de Lusail, Lusail, Qatar                                     | France                            | 3-2                               | 3 - 34-2 t.a.b                    | Coupe du monde 2022               |
| 99                                | 24 mars 2023                      | 173                               | Stade Monumental, Bueno Aires, Argentine                           | Panama                            | 2-0                               | 2-0                               | Match amical                      |
| 100                               | 29 mars 2023                      | 174                               | Stade Único Madre de Ciudades, Santiago del Estero, Argentine      | Curaçao                           | 1-0                               | 7-0                               | Match amical                      |
| 101                               | 29 mars 2023                      | 174                               | Stade Único Madre de Ciudades, Santiago del Estero, Argentine      | Curaçao                           | 3-0                               | 7-0                               | Match amical                      |
| 102                               | 29 mars 2023                      | 174                               | Stade Único Madre de Ciudades, Santiago del Estero, Argentine      | Curaçao                           | 5-0                               | 7-0                               | Match amical                      |
| 103                               | 15 juin 2023                      | 175                               | Workers Stadium, Pékin, Chine                                      | Australie                         | 1-0                               | 2-0                               | Match amical                      |
| 104                               | 7 septembre 2023                  | 176                               | El Monumental, Buenos Aires, Argentine                             | Équateur                          | 1-0                               | 1-0                               | Éliminatoires Coupe du monde 2026 |
| 105                               | 18 octobre 2023                   | 178                               | Estadio Nacional, Lima, Pérou                                      | Pérou                             | 1-0                               | 2-0                               | Éliminatoires Coupe du monde 2026 |
| 106                               | 18 octobre 2023                   | 178                               | Estadio Nacional, Lima, Pérou                                      | Pérou                             | 2-0                               | 2-0                               | Éliminatoires Coupe du monde 2026 |
| 107                               | 15 juin 2024                      | 182                               | Northwest Stadium, Washington, États-Unis                          | Guatemala                         | 1-1                               | 4-1                               | Match amical                      |
| 108                               | 15 juin 2024                      | 182                               | Northwest Stadium, Washington, États-Unis                          | Guatemala                         | 4-1                               | 4-1                               | Match amical                      |
| 109                               | 9 juillet 2024                    | 186                               | MetLife Stadium, East Rutherford, États-Unis                       | Canada                            | 2-0                               | 2-0                               | Copa América 2024                 |
| 110                               | 16 octobre 2024                   | 189                               | El Monumental, Buenos Aires, Argentine                             | Bolivie                           | 1-0                               | 6-0                               | Éliminatoires Coupe du monde 2026 |
| 111                               | 16 octobre 2024                   | 189                               | El Monumental, Buenos Aires, Argentine                             | Bolivie                           | 5-0                               | 6-0                               | Éliminatoires Coupe du monde 2026 |
| 112                               | 16 octobre 2024                   | 189                               | El Monumental, Buenos Aires, Argentine                             | Bolivie                           | 6-0                               | 6-0                               | Éliminatoires Coupe du monde 2026 |

## Palmarès et distinctions en club et en sélection

### Palmarès
| FC Barcelone (35) | Paris Saint-Germain (3)                                                                    | Inter Miami (2) | Argentine (6) |
| --- | ------------------------------------------------------------------------------------------ | --- | --- |
| - Liga (10) : - Champion en 2005, 2006, 2009, 2010, 2011, 2013, 2015, 2016, 2018, 2019 Vice-champion en 2007, 2012, 2014, 2017, 2020 - Coupe du Roi (7) : - Vainqueur en 2009, 2012, 2015, 2016, 2017, 2018, 2021 Finaliste en 2011, 2014 et 2019 - Supercoupe d'Espagne (8) : - Vainqueur en 2005,, 2006, 2009, 2010, 2011, 2013, 2016, 2018 Finaliste en 2012, 2015, 2017, 2021 - Ligue des champions (4) : - Vainqueur en 2006, 2009, 2011, 2015 - Supercoupe de l'UEFA (3) : - Vainqueur en 2009, 2011, 2015 - Coupe du monde des clubs (3) : - Vainqueur en 2009, 2011, 2015 | - Ligue 1 (2) : - Champion en 2022, 2023 - Trophée des Champions (1) : - Vainqueur en 2022 | - Supporters' Shield (1) : - Vainqueur en 2024 - Leagues Cup (1) : - Vainqueur en 2023 - Coupe des États-Unis : - Finaliste en 2023 | - Coupe du monde (1) : - Vainqueur en 2022 - Finaliste en 2014 - Copa América (2) : - Vainqueur en 2021, 2024 - Finaliste en 2007, 2015, 2016 - Troisième en 2019 - Finalissima (1) : - Vainqueur en 2022 - Coupe du monde moins de 20 ans (1) : - Vainqueur en 2005 - Jeux olympiques (1) : - Vainqueur en 2008 |

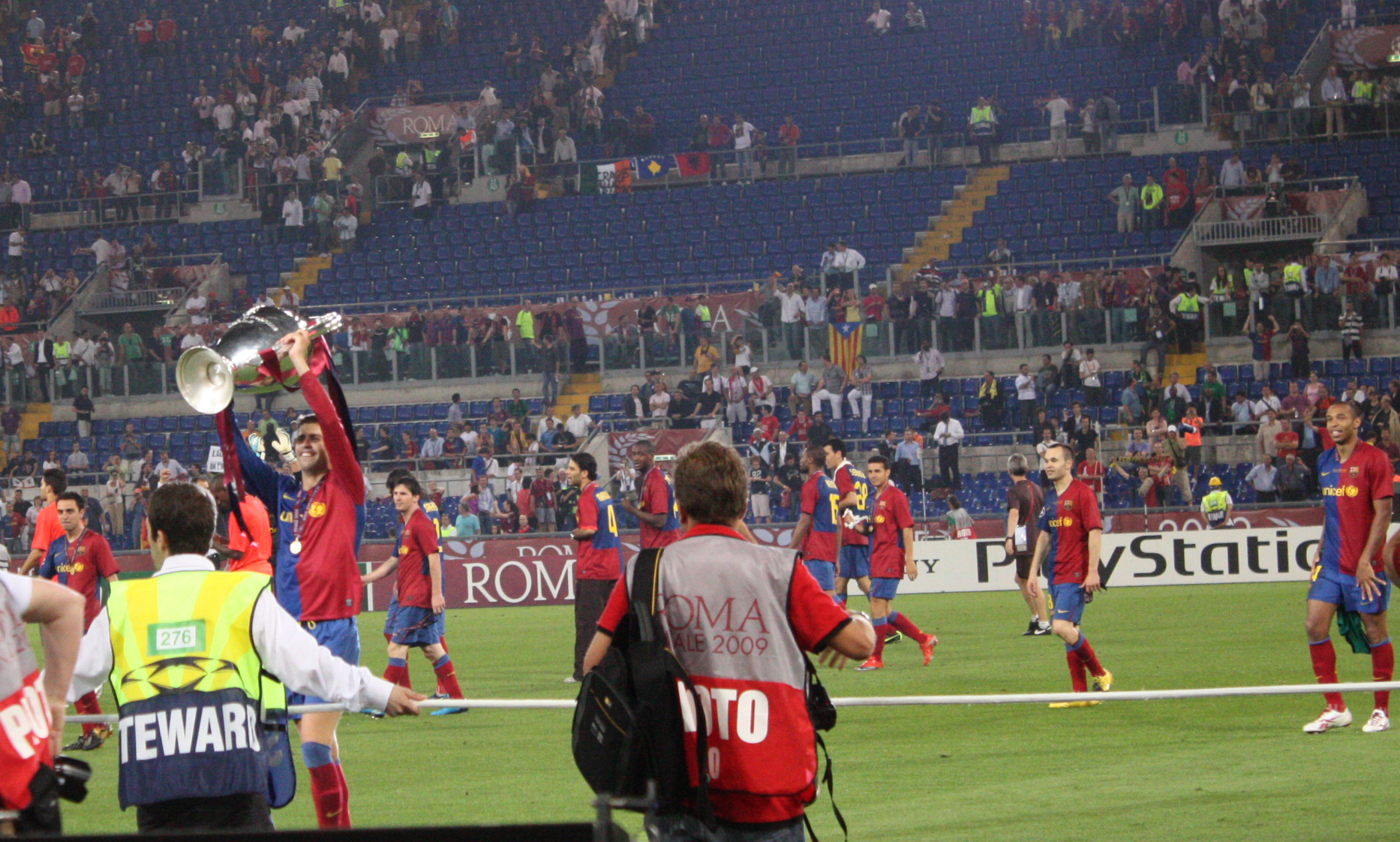
Messi remporte sa deuxième Ligue des champions en 2009, à Rome, face à Manchester United.

Sous les couleurs du FC Barcelone, Messi a remporté au moins une fois toutes les compétitions possibles : la Liga, la Supercoupe d'Espagne, la Coupe du Roi, la Ligue des champions, la Supercoupe d'Europe et la Coupe du monde des clubs. À titre personnel, Messi est souvent prépondérant dans les conquêtes de titres en se montrant décisif dans les grands rendez-vous.
Vainqueur pour la première fois de la Liga en 2005, il remporte également cette année-là la Supercoupe d'Espagne, bien qu'il ne joue pas les deux matchs. Il remporte l'année suivante à nouveau le championnat ainsi que la Supercoupe d'Espagne, mais blessé, ne dispute pas la finale de Ligue des champions remportée par ses coéquipiers, ni la Coupe du monde des clubs (perdue en finale) en décembre. Son palmarès devient considérable en 2009, quand il remporte avec son équipe le triplé Liga, Coupe du Roi et Ligue des champions, un exploit inédit dans l'histoire du football espagnol, puis la même année, la Supercoupe d'Espagne, la Supercoupe d'Europe et la Coupe du monde des clubs. Remporter ainsi les six compétitions majeures la même année est une performance sans précédent dans l'histoire du football.
Les années suivantes lui permettent de compléter son palmarès, avec une Liga et une Supercoupe d'Espagne en 2010, puis un quintuplé l'année suivante, la Coupe du Roi échappant seule au club catalan, battu en finale par le Real Madrid. En 2012, il remporte seulement la Coupe du Roi puis l'année suivante la Liga et la Supercoupe d'Espagne. Après une saison 2013-2014 achevée inhabituellement sans titre, Messi remporte le championnat d'Espagne, la Coupe du Roi, la Ligue des champions, la Supercoupe d'Europe et la Coupe du monde des clubs en 2015. En 2016, il remporte de nouveau le championnat, la Coupe du Roi et la Supercoupe d'Espagne ; en 2017 la Coupe du Roi pour la troisième année consécutive ; en 2018, un nouveau triplé Championnat d'Espagne - Coupe du Roi - Supercoupe d'Espagne ; en 2019, le Championnat d'Espagne pour la 10e fois. Avec 35 trophées, il est le joueur le plus titré de l'histoire du Barça.
Avec l'Argentine, il doit attendre sa cinquième finale pour remporter son premier titre avec la sélection A : en 2007, il s'incline en finale de la Copa América face au Brésil, puis en finale de la Coupe du monde face à l'Allemagne en 2014. En 2015 puis 2016, il connaît deux nouvelles défaites en finale de la Copa América, face au Chili. Enfin, lors de la Copa América 2021, il gagne à 34 ans son premier titre majeur contre le Brésil en finissant meilleur joueur, buteur et passeur de la compétition. En 2022, il remporte enfin la Coupe du monde, dont il est élu meilleur joueur. Il compte aussi deux titres majeurs en sélection de jeunes : la Coupe du monde des moins 20 ans de 2005 et la médaille d'or aux Jeux olympiques de 2008, réservés aux joueurs de moins de 23 ans.

### Records personnels

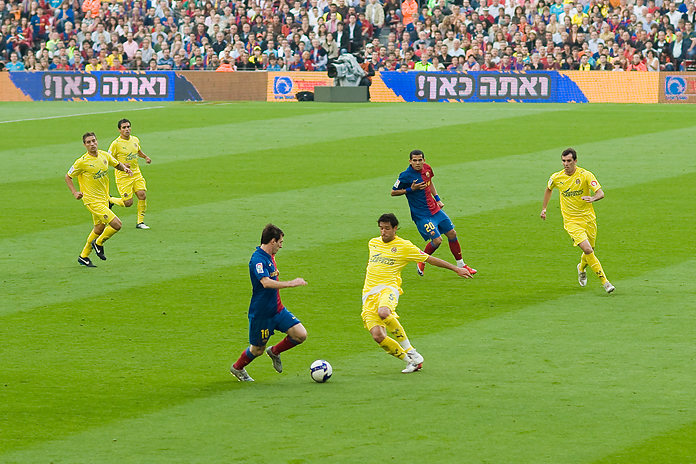
Messi est le meilleur buteur de l'histoire de la Liga.

Tout au long de sa carrière, Messi établit énormément de records. On lui en dénombre, en 2013, au moins 125 battus ou égalés. Les records de Messi relèvent principalement du nombre de buts qu'il inscrit.
Il se distingue au début de sa carrière par quelques records de précocité, comme en 2006, quand il devient le plus jeune de l'histoire à réussir un coup du chapeau (trois buts à la suite) lors d'un Clásico. La même année avec l'Alibiceleste, il devient successivement le plus jeune joueur et buteur argentin en phase finale de Coupe du monde. Il est à vingt ans, huit mois et trois jours le plus jeune joueur à atteindre la barre des cent matchs officiels avec le FC Barcelone.
Replacé à partir de janvier 2010 à un poste plus axial sur le terrain, Messi devient plus efficace devant le but et s’approprie rapidement des records dans ce domaine. Il devient, par exemple, le premier joueur de l’histoire du Barça à réaliser deux coups du chapeau consécutifs en Liga lors de la saison 2009-2010 et atteint les cent buts en compétitions officielles plus rapidement que n'importe quel joueur,.
Deux ans après, il devient le meilleur buteur dans un championnat européen sur une saison depuis la création du Soulier d'or en 1967-1968, avec 50 buts inscrits en Liga,,. Lauréat de trois Soulier d'or, il le remporte plus que quiconque. De surcroît, ce record a une portée mondiale puisqu'il lui permet également d’être le meilleur buteur de l'histoire sur une saison toutes compétitions confondues en club avec 73 buts en 2011-2012 devançant Archie Stark avec 70 buts en 1924-1925 et Gerd Müller avec 67 buts en 1972-1973,. La même année, il marque et réalise au moins une passe décisive dans les six compétitions auxquelles le Barça participe à savoir la Liga, la Coupe d'Espagne, la Ligue des champions, la Supercoupe d'Europe, la Supercoupe d'Espagne et la Coupe du monde des clubs de la FIFA 2011, ce qui constitue un exploit inégalé. En 2012, Messi améliore encore le nombre de buts inscrits sur une saison ou une année. Avec 91 buts inscrits avec le FC Barcelone et l'équipe nationale argentine, il devient le meilleur buteur mondial sur une année, bien que ce record soit contesté par la Fédération de Zambie de football, et par le club brésilien de Flamengo,.

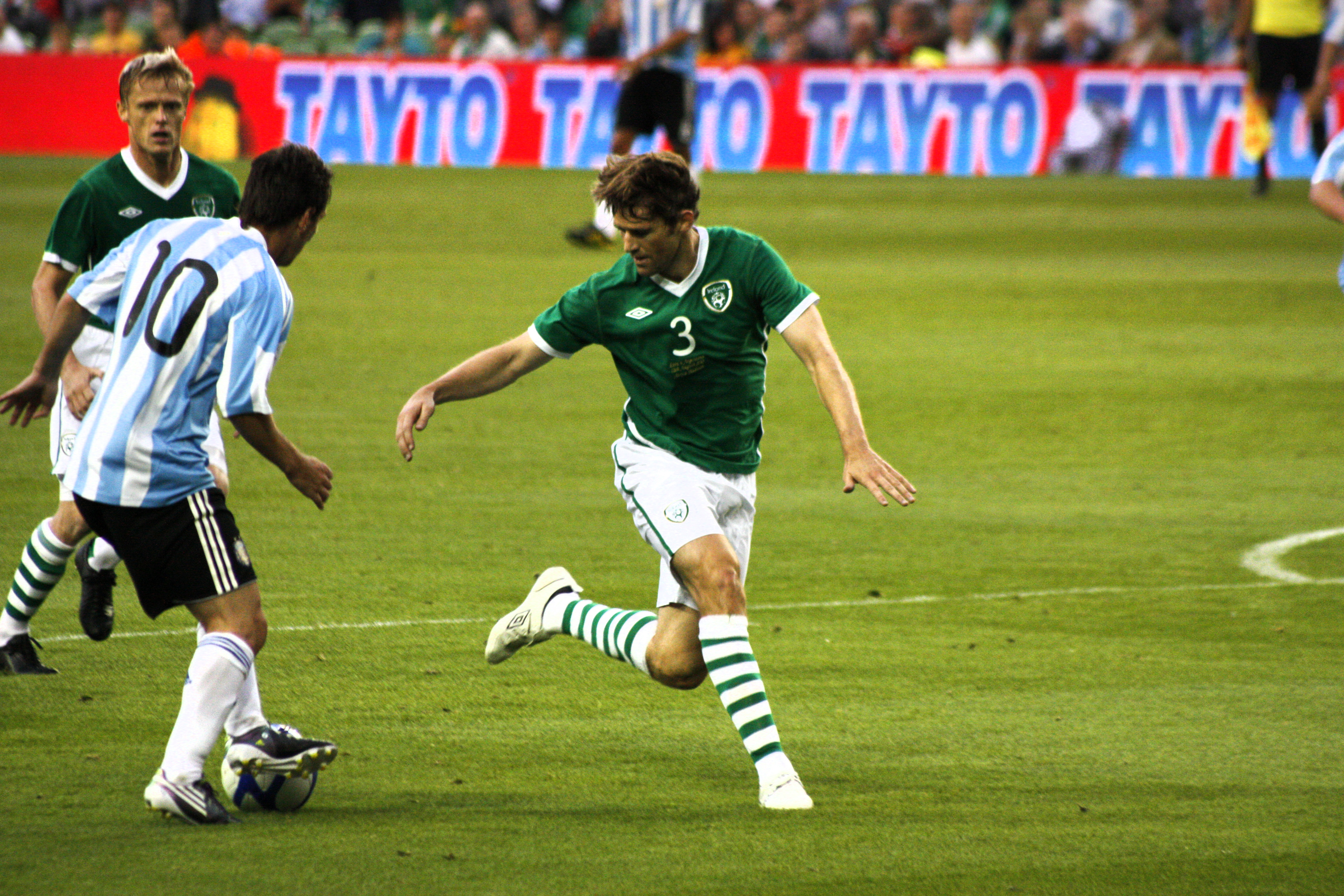
Messi est le meilleur buteur de l'histoire de l'Argentine.

Considéré comme un joueur régulier d'une saison à l'autre,, Messi est le meilleur buteur de l'histoire de la Liga et le meilleur buteur de l'histoire du FC Barcelone en matchs officiels.
Il est devenu le 21 juin 2016 seul meilleur buteur de l'histoire de l'Albiceleste (55 buts), dépassant les 54 buts de son prédécesseur Gabriel Batistuta. Il est aussi le meilleur buteur de l'histoire de sa sélection sur une année avec 12 buts à égalité avec ce même Batistuta. Avec Hernán Crespo, il est le seul joueur argentin à marquer lors de six matchs consécutifs avec la sélection. Le 20 octobre 2017, il devient le meilleur buteur de l'histoire des Éliminatoires de la Coupe du monde de football zone Amérique du Sud à égalité avec Luiz Suarez (21 buts).
Lors du Clásico le 23 avril 2017, Lionel Messi atteint la barre des 500 buts sous les couleurs du FC Barcelone. En 2018, il atteint les 1 000 buts marqués, parcours junior compris,,. Le 17 mars 2019, il devient le joueur qui a gagné le plus de matchs sous le maillot du Barça devant Xavi. Le 6 avril 2019, il devient le joueur ayant remporté le plus de matchs en Liga (335). En 2021, Messi devient le seul joueur à avoir remporté cinq fois d'affilée le trophée de meilleur buteur du championnat d'Espagne (huit trophées en tout).

### Distinctions honorifiques
Vainqueur d'un nombre record de Ballon d'or (à huit reprises de 2009 à 2012, en 2015, en 2019, en 2021, et en 2023), trophée individuel le plus prestigieux récompensant le meilleur joueur du monde, il termine par ailleurs deuxième du scrutin à cinq reprises en 2008, 2013, 2014, 2016 et 2017, et troisième en 2007, preuve de sa constance au plus haut niveau (onze podiums consécutifs, une performance inédite). Il compte par ailleurs 14 podiums au total, encore une fois un record.
Il remporte aussi en 2009, 2019, 2022 et 2023 le titre de meilleur joueur mondial de l'année de la FIFA (record), distinct du Ballon d'or avant 2010 et après 2015.
Outre ces distinctions, le prestigieux World Soccer, titre anglophone de référence, le désigne à six reprises meilleur joueur de l'année, un record. Le magazine l'inclut également en 2013 dans le onze des meilleurs joueurs de l'histoire aux côtés, entre autres de Pelé et Diego Maradona,,.
En février 2020, il devient le premier footballeur, et même le premier joueur de sport collectif, à recevoir le prestigieux Prix Laureus du meilleur sportif de l'année. Il est le seul joueur à y avoir été nommé quatre années consécutives, en 2010, 2011, 2012, 2013. Il detient aussi le record de nominations totales dans l'histoire du trophées (8), à égalité avec Tiger Woods. Il avait déjà remporté auparavant le Prix Laureus de la meilleure équipe sportive de l'année avec le FC Barcelone et le Prix Laureus du meilleur esprit sportif de l'année encore avec le FC Barcelone.
En mai 2023, il remporte une nouvelle fois le prestigieux Prix Laureus du meilleur sportif de l'année mais il remporte aussi le Prix Laureus de l’équipe sportive de l’année avec l’Argentine, devenant par la même occasion le premier athlète à remporter les deux la même année.
Il est après Roger Federer (6), l’athlète le plus titré de l’histoire du Laureus (5).
Recevant le Soulier d'or européen en 2010, 2012, 2013, 2017, 2018 et 2019 (record) en vertu de ses 34, 50, 46, 37, 34 et 36 buts en Liga, il est plusieurs fois distingué dans ce championnat où il évolue. Ainsi, il reçoit le Prix LFP du meilleur joueur (6 au total) et du meilleur attaquant de la Liga (7 au total) cinq fois d'affilée,.
De manière similaire, Messi est nommé meilleur buteur mondial de l'année de première division par l'IFFHS en 2012, 2013, 2017 et 2018,.
Toujours d’après cette fédération de statistiques, Messi est le deuxième meilleur buteur du XXIe siècle.
Dans son pays, il est désigné seize fois footballeur argentin de l'année (record), quatre fois meilleur athlète argentin de l'année tout sport confondu (record), meilleur jeune joueur de la Copa América en 2007 et meilleur joueur des Jeux olympiques d'été de 2008[réf. nécessaire].
Ses performances lui valent également plusieurs prix internationaux tels ceux d'athlète international de l'année par le média ESPN, celui de L'Équipe en 2011 et en 2022 qui fait de lui le Champion des champions tout sport confondu, celui de Sportif international de l'année 2022 par la BBC, Sporting News Athlète de l'année 2022, meilleure athlète en 2023 par le célèbre magazine Time ou encore Marca qui récompense les meilleurs professionnels de l'histoire du sport.
Lors de la Coupe du monde 2014, Messi devient le premier joueur de l'histoire de la compétition à être élu quatre fois de suite homme du match, dont à trois reprises en phase de groupe. Le 13 juillet 2014, il remporte le Ballon d'or Adidas du meilleur joueur de la Coupe du monde et est également membre de l'équipe type de cette compétition.
En août 2017, il est désigné meilleur joueur de l'histoire de la Liga par le Centro de Investigaciones de Historia y Estadística del Fútbol Español (CIHEFE).
| Année | Classement                                                                                    | % des suffrages                                                                               | Clubs                                                                                         | Vainqueur                                                                                     |
| ----- | --------------------------------------------------------------------------------------------- | --------------------------------------------------------------------------------------------- | --------------------------------------------------------------------------------------------- | --------------------------------------------------------------------------------------------- |
| 2004  | Non classé                                                                                    | Non classé                                                                                    | FC Barcelone                                                                                  | Andriy Chevtchenko                                                                            |
| 2005  | Non classé                                                                                    | Non classé                                                                                    | FC Barcelone                                                                                  | Ronaldinho                                                                                    |
| 2006  | 20e                                                                                           | 0,26 %                                                                                        | FC Barcelone                                                                                  | Fabio Cannavaro                                                                               |
| 2007  | 3e                                                                                            | 17,71 %                                                                                       | FC Barcelone                                                                                  | Kaká                                                                                          |
| 2008  | 2e                                                                                            | 19,51 %                                                                                       | FC Barcelone                                                                                  | Cristiano Ronaldo                                                                             |
| 2009  | 1er                                                                                           | 32,85 %                                                                                       | FC Barcelone                                                                                  | Lionel Messi                                                                                  |
| 2010  | 1er                                                                                           | 22,65 %                                                                                       | FC Barcelone                                                                                  | Lionel Messi                                                                                  |
| 2011  | 1er                                                                                           | 47,88 %                                                                                       | FC Barcelone                                                                                  | Lionel Messi                                                                                  |
| 2012  | 1er                                                                                           | 41,60 %                                                                                       | FC Barcelone                                                                                  | Lionel Messi                                                                                  |
| 2013  | 2e                                                                                            | 24,72 %                                                                                       | FC Barcelone                                                                                  | Cristiano Ronaldo (27,99 %)                                                                   |
| 2014  | 2e                                                                                            | 15,76 %                                                                                       | FC Barcelone                                                                                  | Cristiano Ronaldo (37,66 %)                                                                   |
| 2015  | 1er                                                                                           | 41,33 %                                                                                       | FC Barcelone                                                                                  | Lionel Messi                                                                                  |
| 2016  | 2e                                                                                            | 20,30 %                                                                                       | FC Barcelone                                                                                  | Cristiano Ronaldo (47,18 %)                                                                   |
| 2017  | 2e                                                                                            | 23,91 %                                                                                       | FC Barcelone                                                                                  | Cristiano Ronaldo (33,76 %)                                                                   |
| 2018  | 5e                                                                                            | 9,72 %                                                                                        | FC Barcelone                                                                                  | Luka Modrić (26,14 %)                                                                         |
| 2019  | 1er                                                                                           | 24,36 %                                                                                       | FC Barcelone                                                                                  | Lionel Messi                                                                                  |
| 2020  | Non attribué faute de conditions équitables suffisantes en raison de la pandémie de Covid-19. | Non attribué faute de conditions équitables suffisantes en raison de la pandémie de Covid-19. | Non attribué faute de conditions équitables suffisantes en raison de la pandémie de Covid-19. | Non attribué faute de conditions équitables suffisantes en raison de la pandémie de Covid-19. |
| 2021  | 1er                                                                                           | 22,54 %                                                                                       | FC Barcelone Paris Saint-Germain                                                              | Lionel Messi                                                                                  |
| 2022  | Non classé                                                                                    | Non classé                                                                                    | Paris Saint-Germain                                                                           | Karim Benzema                                                                                 |
| 2023  | 1er                                                                                           | 31,39 %                                                                                       | Paris Saint-Germain Inter Miami                                                               | Lionel Messi                                                                                  |

## Style de jeu

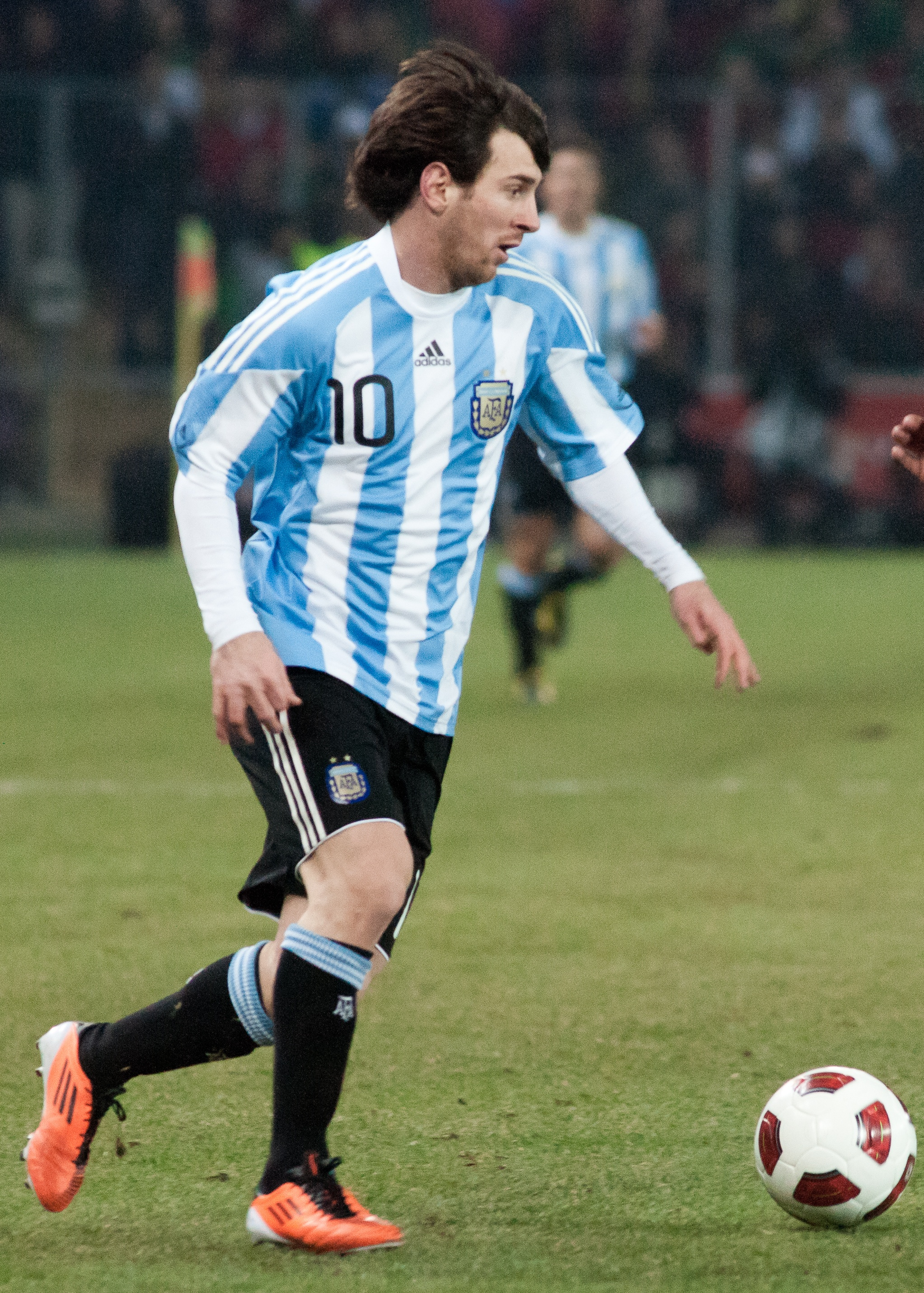
Lionel Messi balle au pied sous le maillot de l'Albiceleste (l'Argentine) le 9 février 2011.

En raison de son style de jeu semblable et de sa taille, Lionel Messi est souvent comparé à Diego Maradona,. Son centre de gravité, inférieur à la plupart des autres joueurs, lui permet d'être plus agile, de changer de direction plus rapidement et d'éviter les tacles plus facilement. Ses jambes, courtes et puissantes, lui permettent d’exceller dans les accélérations brèves, sa conduite de balle lui permettant d'en garder le contrôle en dribblant, même à haute vitesse. Il peut ainsi éliminer ses adversaires qui pensent toujours pouvoir intervenir au dernier moment, mais qui sont presque toujours pris par sa vitesse et le timing de son dribble, et doivent soit le laisser passer, soit faire faute pour l'arrêter. Son ancien entraîneur du FC Barcelone, Pep Guardiola, explique que « Messi est le seul joueur qui court plus rapidement avec la balle que sans ».
Selon l'Université Brunel, les joueurs de football de haut niveau sont capables d'activer plus de zones de leur cerveau que les amateurs. C'est la raison pour laquelle ils peuvent éviter plus facilement leurs adversaires lors d'un match. Dans le cas de Messi, il semble devoir ses feintes de corps à son cerveau, plus sollicité que celui d'un joueur classique,,. Gaucher, il utilise l'extérieur de son pied pour dribbler, éliminer ou remiser. Il utilise l'intérieur de son pied gauche pour tirer les coups de pied arrêtés ou pour enrouler sa frappe. Il n'utilise son pied droit que lorsque la situation l'y oblige, ou pour surprendre l'adversaire.
Régulièrement buteur, Messi est connu pour sa régularité, et pour son sang-froid devant les buts adverses, ses buts étant souvent conclus en finesse à l'intérieur de la surface de réparation. Il est parfois adepte du lob face au gardien, mais est tout aussi capable de marquer en force, que ce soit à l'intérieur ou hors de la surface de réparation. Il s'illustre également sur coups de pied arrêtés tels que les coups francs, s'inspirant notamment de Pirlo et de Ronaldinho et sur pénalty. Alors qu'il ne les tirait pas au début de sa carrière, laissant souvent Ronaldinho ou Xavi les tirer en club, Messi devient au fur et à mesure de sa carrière, un tireur de coup franc redoutable. Il a marqué 69 coups francs au total (50 avec le Barça, 11 avec l'Argentine, 2 avec Paris et 6 avec l’Inter Miami) dont neuf lors de la saison 2015-2016, son meilleur total en carrière.
Il possède également une qualité de passe rare, qui lui permet d'offrir un grand nombre de ballons décisifs à ses coéquipiers.
Il entreprend parfois de longs raids vers le but, en particulier lors de contre-attaques, bien qu'il soit aussi décrit comme une personne à l'esprit d'équipe, avec une très bonne vision du jeu. Selon des études scientifiques néerlandaises menées par l'université Radboud de Nimègue, il possède une durée de fixation oculaire particulièrement développée lui permettant d'analyser une situation en moins de temps que la plupart des autres joueurs,. Mais Messi est aussi connu pour son intelligence de jeu, ses combinaisons efficaces et créatives, en particulier avec ses coéquipiers du FC Barcelone Andrés Iniesta et Xavi Hernandez,,. Joueur essentiel de son club, il n'hésite pas à revenir au milieu de terrain, touchant ainsi beaucoup de ballons.
Tactiquement, Lionel Messi a passé cinq années à animer de manière plus ou moins régulière l'aile droite du Barça. Dans un registre somme toute classique d'ailier inversé, il impressionnait déjà par sa faculté à passer en récitant presque toujours les mêmes dribbles, afin de rentrer de son aile droite vers l'intérieur du terrain. Pep Guardiola décide alors d'entamer ce qui sera une véritable révolution, le placer dans l'axe. Comme Totti, l'attaquant de l'AS Rome, mais dans un autre registre, Messi devient un modèle de faux numéro 9 : plus dynamiteur que meneur, ce qui l'amène à éviter les contacts physiques régulièrement. Il change ainsi sa façon de se déplacer sur le terrain : plus précisément, il peut désormais perturber les milieux adverses, ses seuls déplacements pouvant aussi créer le danger au cœur de l'organisation défensive adverse. Plus vif que la majorité de ses adversaires, il profite de ses quelques dixièmes de secondes d'avance et de son aisance balle au pied, pour se retourner et se lancer. Auparavant bridé par son objectif de rentrer à l'intérieur du terrain, l'Argentin est beaucoup plus imprévisible dans ses dribbles, pouvant partir pied gauche ou pied droit. Alors qu'un attaquant de pointe classique intervient le plus souvent dans les 25 derniers mètres, Messi peut se retrouver à couvrir une zone d'influence s'étalant de la surface de réparation adverse jusqu'au rond central, voire jusqu'à la ligne médiane, avec une réelle préférence pour le côté droit, Andrés Iniesta s'occupant de la percussion côté gauche. D'autre part, Messi peut être amené à évoluer en tant que milieu offensif, comme avec l'équipe nationale argentine. Avec l'arrivée de Luis Suárez en 2015, Luis Enrique choisit de le replacer sur l'aile droite de l'attaque catalane où il devient encore plus dangereux. Dynamiteur, mais ayant développé une qualité de passe redoutable, il apporte désormais le danger en faisant plusieurs transversales vers l'aile gauche depuis l'aile droite où Neymar ou Jordi Alba attendent le ballon, déséquilibrant totalement tout le bloc adverse. Soulagé de ses responsabilités dans la finition grâce à ses coéquipiers de la MSN, il redescend plus souvent pour créer le jeu, mais remonte aussi pour déborder sur l'aile ou permuter avec ses coéquipiers d'attaque pour conclure devant le but. Dribbleur, finisseur ou passeur, Lionel Messi montre au fil des années qu'il est capable de tout faire et est un des joueurs offensifs les plus complets de l'histoire du football.
Rarement blessé depuis la nomination de Pep Guardiola,, Messi est suivi par un préparateur physique personnel, Juanjo Brau, qui l'accompagne partout et avec lequel il n'a plus connu de blessure musculaire importante. Pep Guardiola a également incité Messi à modifier ses habitudes alimentaires, lui conseillant notamment de manger davantage de poisson. Tout ceci, pour éviter que les multiples blessures qu'il a subies au début de sa carrière ne se renouvellent,.
Professionnel, grand travailleur et passionné par son métier,, il célèbre souvent ses buts de manière simple, parfois le regard pointé vers le ciel pour les dédier à sa grand-mère,. Son fair-play sur le terrain et sa générosité font de lui un joueur respecté et apprécié.

## Revenus, valeur marchande et influence socio-économique

### Revenus
| Année     | Revenus (USD) | Revenus (Euro) |
| --------- | ------------- | -------------- |
| 2004-2009 | 87 800 000 $  | 65 600 000 €   |
| 2010      | 20 000 000 $  | 13 800 000 €   |
| 2011      | 32 000 000 $  | 24 000 000 €   |
| 2012      | 39 000 000 $  | 30 100 000 €   |
| 2013      | 41 300 000 $  | 31 300 000 €   |
| 2014      | 64 700 000 $  | 46 900 000 €   |
| 2015      | 73 800 000 $  | 60 800 000 €   |
| 2016      | 81 400 000 $  | 74 800 000 €   |
| 2017      | 80 000 000 $  | 75 900 000 €   |
| 2018      | 111 000 000 $ | 99 900 000 €   |
| 2019      | 127 000 000 $ | 112 000 000 €  |
| Total     | 758 000 000 $ | 635 100 000 €  |

En 2011, France Football révèle que Messi est le footballeur qui a engrangé le plus de revenus annuels avec un total de 32 millions de dollars. Il devance David Beckham avec 30,4 millions et Cristiano Ronaldo avec 30 millions. En 2013, il rétrograde à la seconde place derrière Ronaldo, bien que ses revenus ont ostensiblement augmenté avec plus de 41 millions d'euros perçus. Sa fortune personnelle est alors estimée à hauteur de 158 millions de dollars selon Forbes.
En 2013, il est détrôné par David Beckham, malgré une hausse de son salaire, à hauteur de 16 millions d'euros par an. Deuxième footballeur le mieux payé au monde cette année-là, il se classe dixième au rang des sportifs. Pourtant, au Barça, il profite, de l’intégralité de ses droits à l’image, ce qui est inhabituel du point de vue des autres clubs. Avant qu’il ne rempile, ses droits à l'image représentaient 64 % de sa fortune annuelle,,. Cette année-là, ses contrats publicitaires lui rapportent le plus. Il est ainsi sponsorisé par Adidas, Pepsi et Dolce & Gabbana, entre autres, ce qui lui rapporte près de 21 millions d'euros en contrats publicitaires par an,. Auparavant il était en contrat avec Nike, mais un litige l'a opposé à la marque américaine et la justice a donné raison à Messi et Adidas en mars 2007.
En 2019, Forbes le place en première position du classement 2019 des athlètes les mieux payés au monde avec ses revenus annuels s'élevant à 127 millions de dollars. Il conserve cette place en 2020, avec 126 millions de dollars de revenus. Il a, à cette date, amassé plus d'un milliard de dollars de revenus au cours de sa carrière[réf. souhaitée].
Note : Ces chiffres sont des estimations et ne sont pas donc exactes.

### Valeur marchande
Avec ses formidables performances sous les couleurs du FC Barcelone, la valeur marchande de Messi devient élevée, en même temps que le montant de la clause libératoire inscrite dans son contrat à chaque prolongation.
Dès 2010, il fait l'objet de convoitises des concurrents du FC Barcelone, par exemple l'Inter Milan et le Real Madrid CF,. En 2012 la presse fait état d'un « club russe » prêt à payer la clause libératoire du joueur fixée à 250 millions d'euros et proposer un salaire annuel de 30 millions d'euros au joueur.
Début 2013, les consultants de l’agence brésilienne de marketing sportif Pluriconsultoria estiment que la valeur marchande de Messi est de 140 - 150 millions d'euros, plus de deux fois et demi celle de son dauphin au Ballon d'or Ronaldo. Pour justifier son évaluation, l’agence évoque le record de buts inscrits en une année civile et le quatrième Ballon d'or obtenu. La même année, l'« Observatoire du football » estime lui, d’après l'âge du joueur, la trajectoire de sa carrière, la durée restante de son contrat, ses performances, le niveau de son club et ses sélections en équipe nationale, sa valeur marchande entre 217  et   252 millions d'euros.
Pour le FC Barcelone, sa valeur est alors cependant encore bien supérieure : 580 millions d'euros, correspondant au 250 millions d'euros qu'il faut débourser pour payer sa clause libératoire, plus 56 % d'impôts en vigueur en Espagne. Messi quittera finalement le FC Barcelone en 2021 en fin de contrat, sans être l'objet d'un transfert.

### Influence socio-économique

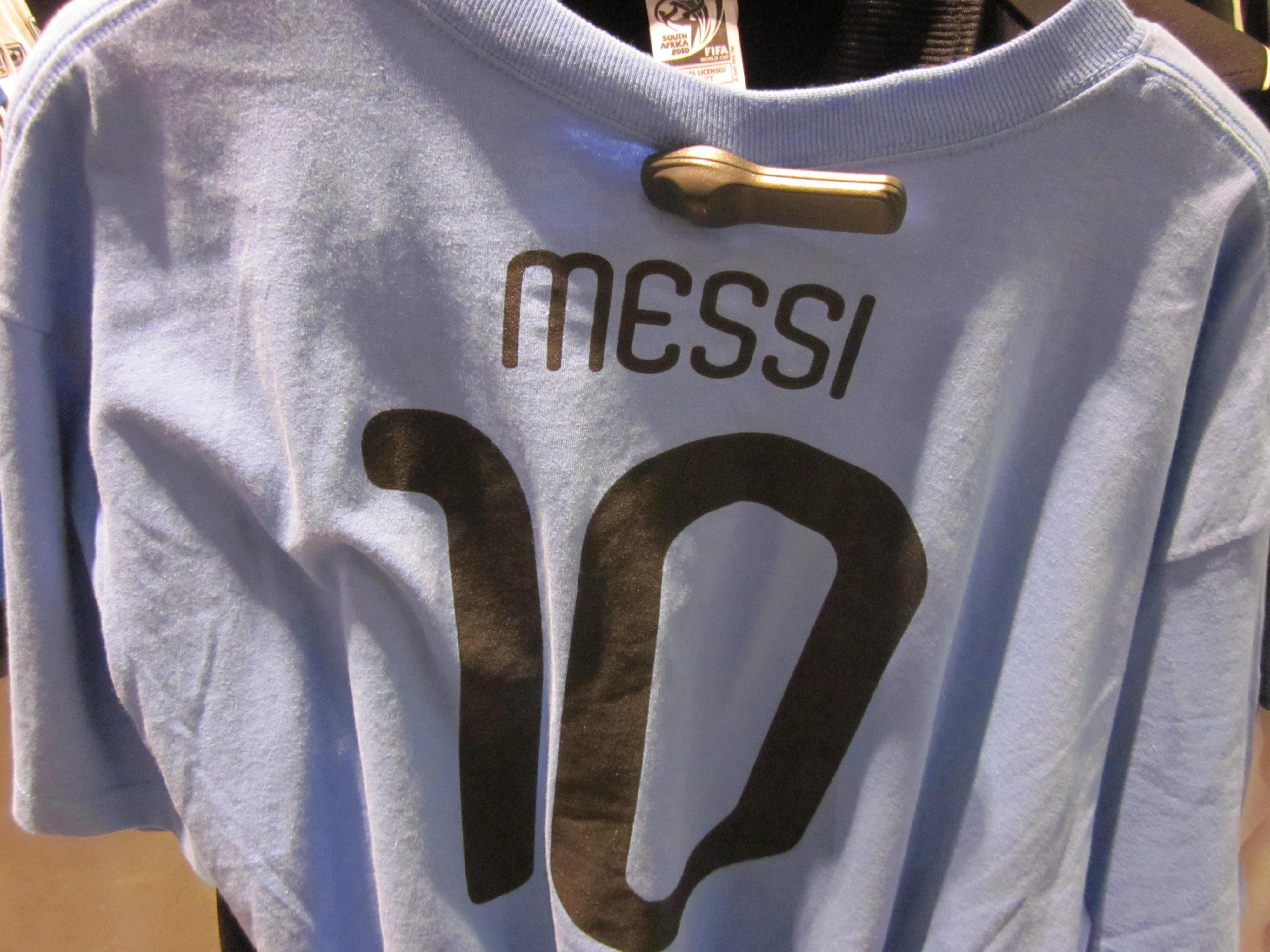
Le maillot de Messi est l'un des plus vendus dans le monde.

Son impact commercial est précieux pour le Barça. En Espagne, où il évolue une grande partie de l'année sous les couleurs du Barça, il est le joueur qui vend le plus de maillots pour son club devant Andrés Iniesta, Xavi Hernandez et David Villa en 2011,. Concrètement, cela représente, 85 % des maillots vendus en boutique officielle.
De même, à chaque déplacement avec l'équipe nationale argentine se constitue une « messimania »
,,. Elle se manifeste rapidement par des affluences accrues dans les stades, une rupture de stock des maillots du joueur. De même, chacune de ses apparitions en public est attendue comme le sont les entraînements des Argentins où s'amassent parfois plusieurs milliers de spectateurs,.
Ponctuellement, des spectateurs pénètrent sur la pelouse pendant un match pour saluer Messi,.
Dans son pays natal, la popularité de Messi est bien moindre qu'en Catalogne en 2012. Cette année-là, Forbes recense les 50 personnalités les plus influentes d'Argentine en se basant sur différents critères : la popularité, l'impact sur les réseaux sociaux, les revenus et la place dans les médias. Et c'est Sergio Agüero qui s'approprie la première place devant Lionel Messi.
La même année, Forbes recense les 100 personnalités les plus puissantes du monde. Lionel Messi est le 50e sportif le plus influent de la planète. En ne prenant en compte que les footballeurs, il se classe à la troisième place.
Selon un ex-agent du joueur, la personnalité de Messi permet de « toucher un public de jeunes entre 10 et 22 ans, ce qui constituait leur cœur de cible. »
Il précise que « C’est en partie grâce à ce personnage qu’aujourd’hui, le footballeur gagne chaque année 10,5 millions d’euros de salaire et 21 autres millions d’euros de revenus publicitaires. On a regardé les sept grandes marques liées à la FIFA, puis on a commencé à démarcher celles qui touchaient un public de jeunes, notre cœur de cible. Pour des marques grand public comme McDonald’s ou Danone, Messi est un produit d’image d’excellente qualité... ».
Lionel Messi est nommé trois fois dans le classement des personnalités les plus influentes de la planète par le magazine Time en 2011, 2012 et 2023 et est le premier footballeur de l'histoire en une du magazine.

## Reconnaissance, hommages et distinctions

### Reconnaissance par ses pairs et par les médias
Depuis 2009, il est considéré par de nombreux organismes sportifs,,, par plusieurs joueurs,,,, par beaucoup d'anciens joueurs légendaires,,, entraîneurs, et la presse en général comme l'actuel meilleur joueur du monde.
Certains commentateurs, entraîneurs et joueurs désignent Messi comme le plus grand footballeur de tous les temps,. En revanche, si la presse accorde à Messi le fait d’être l'un des plus grands joueurs toutes générations confondues, elle ne le définit pas en général comme le plus grand joueur de tous les temps.

### Hommages
Le 12 juillet 2013, un espace permanent exclusivement consacré aux exploits de Lionel Messi est inauguré à l'intérieur du musée du FC Barcelone. De même, un musée à sa gloire va être construit dans sa ville natale de Rosario, en Argentine. La famille Messi s’est engagée à fournir des objets inédits de la star argentine. Ce sera un musée des sports où Leo Messi sera la figure centrale, mais d’autres sportifs de la ville seront à l’honneur, comme Ángel Di María.
Par ailleurs, Antonio Cassano décide de baptiser son fils Lionel, en hommage à Messi. Selon lui, c'est le plus grand joueur de tous les temps.
Le joueur de basket américain, Nate Robinson, joueur des Nuggets de Denver décide de porter le numéro 10, en l’honneur de Lionel Messi son joueur de foot préféré.
Une statue à son effigie est inaugurée à Buenos Aires en 2016.
Une rue porte son nom.
Le centre d’entraînement de l’équipe d’Argentine de football porte son nom.

### Distinctions
- 2025 :  Médaille présidentielle de la Liberté[598]

#### Art urbain
Johnny Azaguate peint avec d'autres artistes une fresque à Centenario. Mesurant 3,87 mètres de large pour 2,23 m de haut, la fresque est à l'effigie de Lionel Messi.
En 2018, une fresque de Supernovanet représentant Lionel Messi est peinte à Kazan,, tandis qu’une autre est peinte à Bronnitsy en périphérie de Moscou par Esat786.
Dans le cadre d’une campagne publicitaire en Inde, Budweiser commande la réalisation de plusieurs peintures murales dans des endroits en vue de Delhi et de Bombay. Les peintures illustrent des événements iconiques de la carrière de Lionel Messi mais crée la polémique, celles-ci recouvrant d’autres œuvres précédemment réalisées ou des surfaces inappropriées au regard de leur emplacement. La présence de flashcodes renvoyant au site commercial de l’entreprise commanditaire est également reprochée,.
Le 30 août 2021, C-TRA réalise une peinture murale dans le 18e arrondissement de Paris, rue Ordener, à mi-chemin des métros Marx-Dormoy et Marcadet-Poissonniers.
En 2021 à Rosario, Fernando Lerena, Maxi Ledesma, Marlen Zuriaga et Lisandro Urteaga peignent sur un immeuble du quartier La Bajada une fresque de 14 m de haut pour 8 m de large,. Puis à Rosario, les artistes Marlen Zuriaga et Lisandro Urteaga peignent une fesque de 69 m de haut nommée D’une autre galaxie et de ma ville .
La même année, l’artiste Ariel Ocampo réalise Pasión sur l’avenue Ricardo Rojas (es) de Córdoba.
L’artiste Maximiliano Bagnasco peint à son tour trois fresques notables à l'effigie de Lionel Messi. La première, de 30 m2, est réalisée décembre 2022 à Palermo à Buenos Aires,,. Elle représente Lionel Messi levant le trophée de la Coupe du monde de football. Puis une œuvre de 25 m de hauteur sur 10 de large est réalisée en 2023 sur une résidence pour étudiants en médecine de Tirana, lors d’un festival,,,,,. La troisième fresque est réalisée avec la contribution de David Beckham en juillet 2023 dans une rue de Wynwood à Miami, tandis que Lionel Messi est attendu à l’Inter Miami,,,,,,,.
Arlex Campos (es) célèbre lui aussi l’arrivée de Messi à l’Inter Miami par une peinture murale dans une rue de Miami. Dans cette seule ville, la même année, plusieurs autres peintures murales sont recensées,.

## Messi dans la culture populaire

### Impacts médiatique et culturel

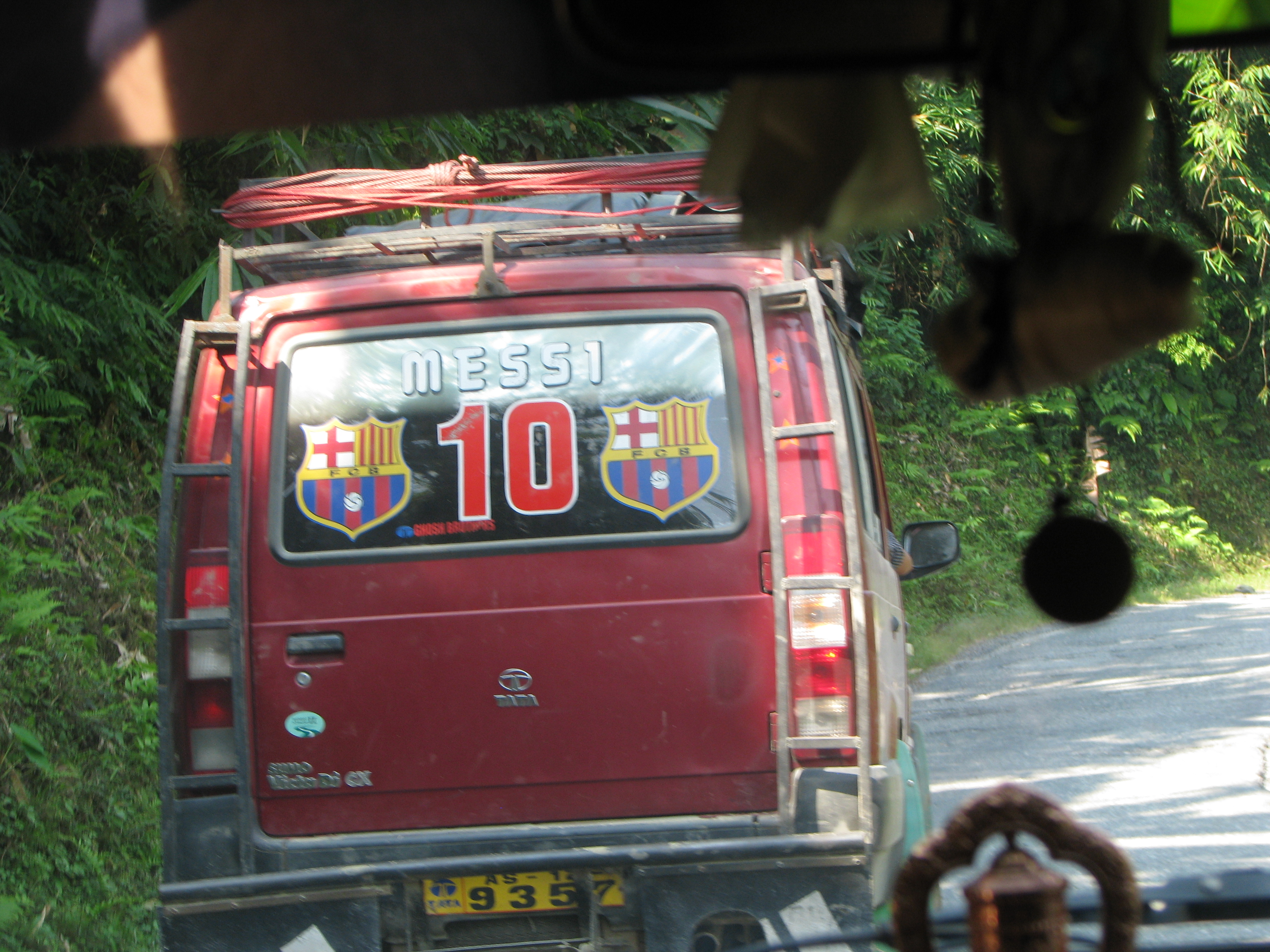
Un exemple de la popularité et de l'influence de Messi dans le monde.

La notoriété de Lionel Messi est considérable. Selon l'IFFHS, il est le footballeur actif le plus populaire au monde en 2009,.
Toutes sortes d’enquêtes ou sondages viennent justifier cette popularité. D’après une enquête menée par As en 2011, il est le joueur préféré de la Liga espagnole devant Andrés Iniesta et Xavi, et le joueur préféré de toute l'histoire de la Liga devant Diego Maradona et Alfredo Di Stéfano.
Lors de la Copa América de football en 2011, l’agence Social Metrix, spécialisée dans l’analyse des réseaux sociaux et du trafic sur Internet, s’est intéressée à l’impact que la compétition peut avoir sur le web.
Messi n’est pas seulement en tête des recherches en Argentine, mais sur l’ensemble du continent sud-américain. Depuis le début de la Copa América, 82,3 % des recherches se rapportaient à Lionel Messi contre 7,9 % seulement pour son dauphin, le Colombien Falcao, 4,9 % pour Alexis Sánchez, 3,7 % pour Diego Forlán et 1,7 % pour Neymar. Qui plus est, l'Observatoire du Sport montre que l'Argentin est l'un des sportifs préférés aux côtés de Rafael Nadal chez les enfants,.
Évoluant au FC Barcelone le club le plus médiatique au monde, le plus populaire en Europe et le plus apprécié en Espagne, il est le joueur de football le plus médiatique du monde selon une étude menée en 2012 par le centre des médias de l’université de Navarre,
Sa renommée est également importante sur Internet. En avril 2011, il ouvre son compte Facebook qui, en quelques heures, dépasse 6 millions de fans. En mars 2012, sa page Facebook affiche plus de 30 millions de membres. En décembre 2012, il atteint la barre des 40 millions de membres. Sur Google, premier moteur de recherche mondiale, Messi est le sportif le plus cité en 2012, en France devant le Français Tony Parker et le Portugais Cristiano Ronaldo,. Après avoir rencontré le pape François en août 2013, il ouvre un compte sur le réseau social Instagram permettant de partager ses photographies et ses vidéos.
Sur Wikipédia, Messi est le footballeur dont la page en version française est la plus vue en 2012. Il pointe à la 18e place des requêtes les plus tapées, avec plus de 2,2 millions de pages vues. En outre, il aura un film qui lui sera consacré. Cette initiative est à l'origine de Epic Pictures, une société de production américaine.
En Espagne, il fait son entrée dans le dictionnaire en 2013 grâce au néologisme « inmessionante », qui se traduit ainsi : « qualificatif se référant à Lionel Messi, à sa façon parfaite de jouer au football, à sa capacité illimitée à se dépasser ». Inmessionante qualifie en somme « le meilleur joueur de tous les temps » selon la définition donnée. L'année suivante, il fait son entrée dans le dictionnaire français Le Petit Robert.
Selon un philosophe italien, auteur d'une biographie sur le joueur : « Il a changé le modèle du héros manichéen. Car Messi, lui, est comme ces personnages de Disney, fragile et valeureux à la fois. Ça le rend plutôt touchant, spécialement pour le public juvénile. »
En 2014, il franchit les 70 millions de fans sur le réseau social Facebook.

### Controverses
En 2013, Lionel Messi est accusé de fraude fiscale. Pour cela, il encourt une forte amende ou une peine de prison. Son image, quant à elle, est quelque peu écornée.
Mis en examen avec son père, il établit dans les heures qui suivent une déclaration complémentaire au trésor public afin de modifier sa fiche d'imposition pour les années 2010 et 2011. La somme s'élèverait à 10 millions d'euros.
Dans la foulée, son image se détériore aux États-Unis où certains spectateurs de Chicago ont déboursé 2 000 euros pour bénéficier d'un billet VIP leur donnant le droit d'accéder au terrain à la fin de la rencontre et de repartir chez eux avec un maillot et un ballon dédicacé. Or, remplacé à la 68e minute de jeu, Messi n'a pas rempli ses obligations. Le 3 juillet 2013, il annule à la dernière minute un match amical prévu à Los Angeles, ce qui endommage davantage la réputation du joueur.
Le 6 juillet 2016, Lionel Messi et son père sont condamnés à 21 mois de prison pour fraude fiscale, mais ils font tous les deux appel. La Cour suprême espagnole rejette leurs recours le 24 mai 2017. Elle maintient l'amende de 2,1 M€ contre Lionel Messi, mais revoit à la baisse celle de son père, à 1,3 M€ en raison de sa rapidité à rembourser la somme au fisc. La peine de prison n'est pas exécutée car elle est inférieure à deux ans et les deux condamnés avaient un casier judiciaire vierge. Le tribunal de Barcelone commue en juillet 2017 leur peine de prison en une amende.